# Musikjahr 2014
Liste der Musikjahre

◄◄ | ◄ | 2010 | 2011 | 2012 | 2013 | Musikjahr 2014 | 2015 | 2016 | 2017 | 2018 | ► | ►►

Weitere Ereignisse · Country-Musik
Dieser Artikel behandelt das Musikjahr 2014.
Im deutschsprachigen Raum war vor allem die Schlagersängerin Helene Fischer mit ihrem Album Farbenspiel und der dazugehörigen Single Atemlos durch die Nacht erfolgreich. Im internationalen Bereich war es Pharrell Williams mit seinem Lied Happy. Alle drei Veröffentlichungen stammen aus 2013. Das Ende des Jahres wurde überschattet durch den Tod zweier musikalischer Legenden: Udo Jürgens und Joe Cocker verstarben am 21. Dezember beziehungsweise 22. Dezember.

## Ereignisse

### Populäre Musik
- 13. März: Am Rande des Branchentreffens South by Southwest kommt es zu einem schweren Autounfall, bei dem zwei Menschen sterben und 17 verletzt werden. Einer der beiden Toten war der Musiker Steven Craenmehr[1]
- 16. Mai: As-I-Lay-Dying-Sänger Tim Lambesis wird wegen Anstiftung zum Mord an seiner Ehefrau zu sechs Jahren Haft verurteilt.
- 26. Mai: Im Prozess gegen den Energy-Drink Monster bekommen die (mittlerweile aufgelösten) Beastie Boys 1,7 Millionen US-Dollar zugesprochen. Die Marke hatte vier Songs der Band ohne deren Einwilligung zu Werbezwecken verwendet.[2]
- 19. Juni: Die britische Rockband Queen und der US-amerikanische Sänger Adam Lambert starten in Chicago die Queen + Adam Lambert Tour 2014–2015. Die Tournee endet nach 67 Konzerten am 30. September 2015 in Santiago de Chile.
- Am 20. und 21. Juni 2014 spielten die Böhsen Onkelz auf dem Hockenheimring vor je 100.000 Fans zwei Comebackshows
- 25. Juni: Ein handgeschriebener Textentwurf von Bob Dylan zu Like a Rolling Stone wird bei einer Auktion für zwei Millionen US-Dollar verkauft.[2]
- 05. Juli: Die britische Progressive-Rock-Band Yes startet in Nichols ihre Heaven & Earth Tour. Die Tournee endet nach 49 Konzerten am 29. November 2014 in Tokio.
- 11. Juli: Mit Tommy Ramone verstirbt das letzte Gründungsmitglied der Punkband Ramones.
- 16. Juli: Eddie Vedder hält auf einem Konzert eine flammende Rede über den Israel-Palästina-Konflikt, der von den medien als einseitig wahrgenommen und kritisiert wird.[2]
- 24. Juli: Kasey Anderson wird zu vier Jahren Haft verurteilt, weil er rund 600.000 US-Dollar einer Benefiz-Kompilation unterschlagen hatte.[2]
- 20. September: Der 10. Bundesvision Song Contest (deutscher Musikwettbewerb) findet in Göttingen statt.
- 25. September: Malcolm Young muss auf Grund einer fortgeschrittenen Alzheimer-Erkrankung AC/DC verlassen.
- 21. November: Veröffentlichung der zweiten deutschen Version von Do They Know It’s Christmas unter dem Projektnamen Band Aid 30 Germany
- 31. Dezember: Der bekannte und einflussreiche Münchner Club The Atomic Café schließt

### Klassische Musik und Musiktheater
- 04. April: Der deutsche Choreograph und Tänzer Jörg Weinöhl wird zum Ballettdirektor der Oper Graz ab der Spielzeit 2015/2016 ernannt.
- 13. April: Uraufführung des Musicals Lady Bess von Michael Kunze (Buch und Liedertexte) und Sylvester Levay (Musik und Orchestrierung) im Imperial Theatre in Tokio.
- 10. Juni: Uraufführung des Musicals Gefährliche Liebschaften von Gleb Matveychuk (Musik), Valery Yaremenko (Buch) und Karen Kavaleryan (Liedertexte) nach dem gleichnamigen Roman von Pierre-Ambroise-François Choderlos de Laclos im Estrada Theater in Moskau.
- 25. Juni: Uraufführung der Oper in zwei Akten Luòtuo Xiángzi von Guo Wenjing (Musik) mit einem Libretto von Xu Ying nach dem 1936 veröffentlichten gleichnamigen Roman mit dem deutschen Titel Rikschakuli von Lao She. Die Uraufführung findet im Nationalen Zentrums für Darstellende Künste in Peking statt.
- 29. Juni: Uraufführung der Oper Der goldene Drache von Péter Eötvös nach dem gleichnamigen Theaterstück von Roland Schimmelpfennig in Frankfurt am Main in der Oper Frankfurt (Bockenheimer Depot).
- 02. Oktober: Das Ballett Bilder einer Ausstellung von Alexei Ratmansky zu Mussorgskys gleichnamiger Partitur „Bilder einer Ausstellung“ wird im David H. Koch Theater in New York City uraufgeführt, getanzt vom New York City Ballet.
- 05. November: Uraufführung des Musicals Made in Dagenham von David Arnold (Musik) mit Gesangstexten von Richard Thomas und Buch von Richard Bean im Adelphi Theatre in London.
- 19. November: Uraufführung der Oper I fonissa von Giorgos Koumendakis mit einem Libretto von Giannis Svolos im Alexandra-Trianti-Saal des Megaro Mousikis in Athen.

### Musikindustrie
- 11. März: Neil Young stellt auf dem Branchentreffen South by Southwest seinen PonoPlayer vor, ein Abspielgerät für Flac-Dateien.[2]
- 28. März: Apple kauft die Kopfhörerfirma Beats Electronics für 3 Milliarden US-Dollar. Mitinhaber Dr. Dre wird dadurch zum reichsten Rapper der Welt.[3]
- 09. September: U2 verschenken ihr Album Songs of Innocence über iTunes anlässlich der Markteinführung des iPhone 6.[4] Das Vorgehen ist sowohl unter Fans als auch Kritikern stark umstritten.[5]
- 03. November: Taylor Swift kündigt ihren Vertrag mit dem Streaming-Dienst Spotify
- 18. November: Start des Musik-Streaming-Dienstes YouTube Music Key in den Vereinigten Staaten

## Musikcharts

### Deutschland
| Singles                                                                  | Position | Alben                                                         |
| ------------------------------------------------------------------------ | -------- | ------------------------------------------------------------- |
|                                                                          |          |                                                               |
| Atemlos durch die Nacht Helene Fischer                                   | 1        | Farbenspiel Helene Fischer                                    |
| Happy Pharrell Williams                                                  | 2        | Rock or Bust AC/DC                                            |
| Waves (Robin Schulz Remix) Mr. Probz                                     | 3        | The Endless River Pink Floyd                                  |
| Auf uns Andreas Bourani                                                  | 4        | Sing meinen Song – Das Tauschkonzert Verschiedene Interpreten |
| Au revoir Mark Forster feat. Sido                                        | 5        | Dauernd jetzt Herbert Grönemeyer                              |
| Prayer in C (Robin Schulz Remix) Lilly Wood & the Prick and Robin Schulz | 6        | Wenn das so ist Peter Maffay                                  |
| Rather Be Clean Bandit feat. Jess Glynne                                 | 7        | King Kollegah                                                 |
| I See Fire Ed Sheeran                                                    | 8        | Best of Helene Fischer Helene Fischer                         |
| Traum Cro                                                                | 9        | × Ed Sheeran                                                  |
| Love Runs Out OneRepublic                                                | 10       | Gipfelstürmer Unheilig                                        |

- Farbenspiel von Helene Fischer ist das erste Album in der deutschen Chartgeschichte, das zwei Jahre in Folge an der Spitze der Jahrescharts stand.[6]
- Rock or Bust von AC/DC erreichte in der ersten Verkaufswoche die höchsten Verkaufszahlen seit sieben Jahren.

Die längsten Nummer-eins-Singles
Lieder, die die meiste Zeit während eines anderen Jahres auf Platz 1 der Charts verbrachten, werden hier nicht aufgeführt.
1. Pharrell Williams – Happy (8 Wochen)
2. David Guetta feat. Sam Martin – Lovers on the Sun (7 Wochen)
3. Meghan Trainor – All About That Bass (6 Wochen)

Die längsten Nummer-eins-Alben
Alben, die die meiste Zeit während eines anderen Jahres auf Platz 1 der Charts verbrachten, werden hier nicht aufgeführt.
1. Helene Fischer – Farbenspiel (11 Wochen)
2. Verschiedene Interpreten – Sing meinen Song – Das Tauschkonzert (3 Wochen)

Alle weiteren Alben waren entweder eine oder zwei Wochen auf Platz 1 gelistet.
Alle Nummer-eins-Hits und die Hits des Jahres

### Österreich
| Singles                                                                  | Position | Alben                                                           |
| ------------------------------------------------------------------------ | -------- | --------------------------------------------------------------- |
|                                                                          |          |                                                                 |
| Atemlos durch die Nacht Helene Fischer                                   | 1        | Farbenspiel Helene Fischer                                      |
| Happy Pharrell Williams                                                  | 2        | Best of Helene Fischer Helene Fischer                           |
| Traum Cro                                                                | 3        | Sing meinen Song – Das Tauschkonzert Verschiedene Interpreten   |
| Prayer in C (Robin Schulz Remix) Lilly Wood & the Prick and Robin Schulz | 4        | Home Sweet Home Andreas Gabalier                                |
| I See Fire Ed Sheeran                                                    | 5        | Swings Both Ways Robbie Williams                                |
| Calm After the Storm The Common Linnets                                  | 6        | Rock or Bust AC/DC                                              |
| Waves (Robin Schulz Remix) Mr. Probz                                     | 7        | Melodie Cro                                                     |
| Budapest George Ezra                                                     | 8        | Neujahrskonzert 2014 Wiener Philharmoniker / Daniel Barenboim   |
| Auf uns Andreas Bourani                                                  | 9        | Dauernd jetzt Herbert Grönemeyer                                |
| All of Me John Legend                                                    | 10       | Mitten im Leben – Das Tribute Album Udo Jürgens und seine Gäste |

Die längsten Nummer-eins-Singles
Lieder, die die meiste Zeit während eines anderen Jahres auf Platz 1 der Charts verbrachten, werden hier nicht aufgeführt.
1. Meghan Trainor – All About That Bass (6 Wochen)
2. Martin Tungevaag – Wicked Wonderland; Lilly Wood & the Prick and Robin Schulz – Prayer in C (Robin Schulz Remix) (jeweils 5 Wochen)
3. Mr. Probz – Waves (Robin Schulz Remix); Helene Fischer – Atemlos durch die Nacht; Cro – Traum; David Guetta feat. Sam Martin – Dangerous (jeweils 4 Wochen)

Die längsten Nummer-eins-Alben
Alben, die die meiste Zeit während eines anderen Jahres auf Platz 1 der Charts verbrachten, werden hier nicht aufgeführt.
1. Helene Fischer – Farbenspiel (21 Wochen)
2. Verschiedene Interpreten – Sing meinen Song – Das Tauschkonzert (6 Wochen)

Alle weiteren Alben waren entweder eine oder zwei Wochen auf Platz 1 gelistet.
Alle Nummer-eins-Hits und die Hits des Jahres

### Schweiz
| Singles                                                                  | Position | Alben                                                     |
| ------------------------------------------------------------------------ | -------- | --------------------------------------------------------- |
|                                                                          |          |                                                           |
| Happy Pharrell Williams                                                  | 1        | Farbenspiel Helene Fischer                                |
| Prayer in C (Robin Schulz Remix) Lilly Wood & the Prick and Robin Schulz | 2        | Racine carrée Stromae                                     |
| I See Fire Ed Sheeran                                                    | 3        | Ghost Stories Coldplay                                    |
| Atemlos durch die Nacht Helene Fischer                                   | 4        | Rock or Bust AC/DC                                        |
| Waves (Robin Schulz Remix) Mr. Probz                                     | 5        | Die schönsten Mundart-Balladen – Nashville Aufnahmen Gölä |
| All of Me John Legend                                                    | 6        | G I R L Pharrell Williams                                 |
| Rather Be Clean Bandit feat. Jess Glynne                                 | 7        | Service Publigg Bligg                                     |
| Stolen Dance Milky Chance                                                | 8        | The Endless River Pink Floyd                              |
| Chandelier Sia                                                           | 9        | × Ed Sheeran                                              |
| Ensemble Migros-Ensemble                                                 | 10       | Pure Lebensfreude Beatrice Egli                           |

Die längsten Nummer-eins-Singles
Lieder, die die meiste Zeit während eines anderen Jahres auf Platz 1 der Charts verbrachten, werden hier nicht aufgeführt.
1. Lilly Wood & the Prick and Robin Schulz – Prayer in C (Robin Schulz Remix) (17 Wochen)
2. Pharrell Williams – Happy (13 Wochen)
3. Meghan Trainor – All About That Bass; Migros-Ensemble – Ensemble (jeweils 5 Wochen)

Die längsten Nummer-eins-Alben
Alben, die die meiste Zeit während eines anderen Jahres auf Platz 1 der Charts verbrachten, werden hier nicht aufgeführt.
1. AC/DC – Rock or Bust; Ed Sheeran – ×; Coldplay – Ghost Stories (jeweils 4 Wochen)
2. Helene Fischer – Farbenspiel (3 Wochen)

Alle weiteren Alben waren entweder eine oder zwei Wochen auf Platz 1 gelistet.
Alle Nummer-eins-Hits und die Hits des Jahres

### Vereinigtes Königreich
| Singles                                  | Position | Alben                                |
| ---------------------------------------- | -------- | ------------------------------------ |
|                                          |          |                                      |
| Happy Pharrell Williams                  | 1        | × Ed Sheeran                         |
| Rather Be Clean Bandit feat. Jess Glynne | 2        | In the Lonely Hour Sam Smith         |
| All of Me John Legend                    | 3        | Wanted on Voyage George Ezra         |
| Waves (Robin Schulz Remix) Mr. Probz     | 4        | Caustic Love Paolo Nutini            |
| Thinking Out Loud Ed Sheeran             | 5        | Ghost Stories Coldplay               |
| Ghost Ella Henderson                     | 6        | A Perfect Contradiction Paloma Faith |
| Stay with Me Sam Smith                   | 7        | Four One Direction                   |
| All About That Bass Meghan Trainor       | 8        | Never Been Better Olly Murs          |
| Timber Pitbull feat. Kesha               | 9        | The Endless River Pink Floyd         |
| Budapest George Ezra                     | 10       | III Take That                        |

Die längsten Nummer-eins-Singles
Lieder, die die meiste Zeit während eines anderen Jahres auf Platz 1 der Charts verbrachten, werden hier nicht aufgeführt.
1. Pharrell Williams – Happy; Clean Bandit feat. Jess Glynne – Rather Be; Meghan Trainor – All About That Bass (jeweils 4 Wochen)

Alle weiteren Singles waren entweder eine oder zwei Wochen auf Platz 1 gelistet.
Die längsten Nummer-eins-Alben
Alben, die die meiste Zeit während eines anderen Jahres auf Platz 1 der Charts verbrachten, werden hier nicht aufgeführt.
1. Ed Sheeran – × (12 Wochen)
2. Sam Smith – In the Lonely Hour (4 Wochen)
3. Paolo Nutini – Caustic Love; Ellie Goulding – Halcyon (jeweils 3 Wochen)

Alle Nummer-eins-Hits und die Hits des Jahres

### Vereinigte Staaten
| Singles                                    | Position | Alben                                                            |
| ------------------------------------------ | -------- | ---------------------------------------------------------------- |
|                                            |          |                                                                  |
| Happy Pharrell Williams                    | 1        | Frozen (Soundtrack)                                              |
| Dark Horse Katy Perry feat. Juicy J        | 2        | Beyoncé                                                          |
| All of Me John Legend                      | 3        | 1989 Taylor Swift                                                |
| Fancy Iggy Azalea feat. Charli XCX         | 4        | Midnight Memories One Direction                                  |
| Counting Stars OneRepublic                 | 5        | The Marshall Mathers LP 2 Eminem                                 |
| Talk Dirty Jason Derulo featuring 2 Chainz | 6        | Pure Heroine Lorde                                               |
| Rude Magic                                 | 7        | Crash My Party Luke Bryan                                        |
| All About That Bass Meghan Trainor         | 8        | Prism Katy Perry                                                 |
| Problem Ariana Grande feat. Iggy Azalea    | 9        | Blame It All on My Roots: Five Decades of Influence Garth Brooks |
| Stay With Me Sam Smith                     | 10       | Here’s to the Good Times Florida Georgia Line                    |

Die längsten Nummer-eins-Singles
Lieder, die die meiste Zeit während eines anderen Jahres auf Platz 1 der Charts verbrachten, werden hier nicht aufgeführt.
1. Pharrell Williams – Happy (10 Wochen)
2. Meghan Trainor – All About That Bass (8 Wochen)
3. Iggy Azalea feat. Charli xcx – Fancy (7 Wochen)

Die längsten Nummer-eins-Alben
Alben, die die meiste Zeit während eines anderen Jahres auf Platz 1 der Charts verbrachten, werden hier nicht aufgeführt.
1. Soundtrack – Frozen (13 Wochen)
2. Taylor Swift – 1989 (6 Wochen)

Alle weiteren Alben waren entweder eine oder zwei Wochen auf Platz 1 gelistet.
Alle Nummer-eins-Hits und die Hits des Jahres
- 50 Jahre nach ihrem ersten Nummer-eins-Album People schaffte es die US-Sängerin und Schauspielerin Barbra Streisand zum achten Mal auf Platz 1 der Albumcharts. Außer ihr hat es niemand geschafft, in sechs aufeinander folgenden Jahrzehnten jeweils mindestens ein Nummer-eins-Album zu haben.[7]
- Mit dem selbstbetitelten Album wurde Beyoncé zur Künstlerin mit den meisten aufeinanderfolgende Nummer-eins-Alben (5) zum Beginn einer Musikkarriere.
- Taylor Swift schrieb Geschichte in den Billboard Hot 100. Shake It Off wurde von Blank Space an der Chartspitze abgelöst. Damit war sie die erste Frau überhaupt, die sich selbst an der Chartspitze ablöste. Insgesamt gelang dies erst elf Interpreten in der 56-jährigen Chartgeschichte.[8]

### Charts in weiteren Ländern
Siehe auch: Nummer-eins-Hits 2014 in  Australien, Belgien, Bulgarien, Dänemark, Deutschland, Finnland, Frankreich, Griechenland, Irland, Italien, Japan, Kanada, Mexiko, Neuseeland, den Niederlanden, Norwegen, Österreich, Polen, Portugal, Schweden, der Schweiz, Slowakei, Spanien, Südkorea, Tschechien, Ungarn, den Vereinigten Staaten und im Vereinigten Königreich.

## Musikpreise und Ehrungen

### Alternative Press Music Awards 2014
- Künstler des Jahres: Fall Out Boy
- Bester Newcomer: Crown the Empire
- Album des Jahres: Sempiternal von Bring Me the Horizon
- Lied des Jahres: A Love Like War von All Time Low (feat. Vic Fuentes)
- Vanguard Award: Billy Corgan
- Icon Award: Joan Jett
- Guitar Legend Award: Slash

Vollständige Liste der Preisträger

### Amadeus Austrian Music Award
- Album des Jahres: Ich hör auf mein Herz von Christina Stürmer
- Song des Jahres: D.N.A. von Anna F.
- FM4 Award: Bilderbuch

Vollständige Liste der Preisträger

### American Music Awards
- Künstler des Jahres: One Direction
- Newcomer des Jahres: 5 Seconds of Summer

### ARIA Awards
- Album of the Year: 1000 Forms of Fear von Sia
- Song of the Year: She Looks So Perfect von 5 Seconds of Summer
- Best Female Artist: Sia (Album 1000 Forms of Fear)
- Best Male Artist: Chet Faker (Album Built on Glass)
- Best Group: Sheppard (Album Bombs Away)
- Breakthrough Artist: Iggy Azalea (Album The New Classic)

### BRIT Awards
- Künstler des Jahres: Bruno Mars
- Künstlerin des Jahres: Lorde
- Gruppe des Jahres: Daft Punk
- Britischer Künstler des Jahres: David Bowie
- Britische Künstlerin des Jahres: Ellie Goulding
- Britischer Newcomer: Bastille
- Britische Gruppe: Arctic Monkeys

Liste der Preisträger

### Echo
- Künstler, Künstlerin national Rock/Pop: Tim Bendzko/Ina Müller
- Künstler, Künstlerin international Rock/Pop: Robbie Williams, Birdy
- Gruppe national Rock/Pop: The BossHoss
- Gruppe international Rock/Pop: Depeche Mode
- Gruppe Rock/Alternative (national): Sportfreunde Stiller
- Gruppe Rock/Alternative (international): Volbeat
- Künstler/Künstlerin/Gruppe deutschsprachiger Schlager: Helene Fischer
- Künstler/Künstlerin/Gruppe volkstümliche Musik: Santiano
- Künstler/Künstlerin/Gruppe Hip-Hop/Urban (national): Max Herre
- Künstler/Künstlerin/Gruppe Hip-Hop/Urban (international): Eminem
- Hit des Jahres (national oder international): Avicii – Wake Me Up
- Album des Jahres (national oder international): Helene Fischer – Farbenspiel
- Nachwuchspreis der Deutschen Phonoakademie – Newcomer des Jahres (national): Adel Tawil
- Nachwuchspreis der Deutschen Phonoakademie – Newcomer des Jahres (international): Beatrice Egli

Vollständige Liste der Preisträger

### Grammy Awards
- Single des Jahres: Get Lucky von Daft Punk & Pharrell Williams
- Album des Jahres: Random Access Memories von Daft Punk
- Song des Jahres: Royals von Lorde (Autoren: Joel Little, Ella Yelich O’Connor)
- Bester neuer Künstler: Macklemore & Ryan Lewis

Vollständige Liste der Preisträger

### MTV Europe Music Awards
- Bester Pop-Act: One Direction
- Bester Rock-Act: Linkin Park
- Bester Alternative-Act: 30 Seconds to Mars
- Bester Electronic-Act: Calvin Harris
- Bester Hip-Hop-Act: Nicki Minaj
- Bester Künstler: Justin Bieber
- Beste Künstlerin: Ariana Grande
- Bester Newcomer: 5 Seconds of Summer
- Bester Song: Ariana Grande (featuring Iggy Azalea) – Problem
- Bestes Video: Katy Perry (featuring Juicy J) – Dark Horse

Vollständige Liste der Preisträger

### MTV Video Music Awards
- Video of the Year: Miley Cyrus – Wrecking Ball
- Best Male Video: Ed Sheeran (featuring Pharrell Williams) – Sing
- Best Female Video: Katy Perry (featuring Juicy J) – Dark Horse
- Best Pop Video: Ariana Grande (featuring Iggy Azalea) – Problem
- Best Rock Video: Lorde – Royals
- Best Hip-Hop Video: Drake (featuring Majid Jordan) – Hold On, We’re Going Home

Vollständige Liste der Preisträger

### Preis der deutschen Schallplattenkritik
- Georges Aperghis: Wölfli-Kantata[9]
- Arne Birkenstock & Jan Tengeler: Sound of Heimat. Deutschland singt! (Film)
- Deeyah presents: Iranian Woman
- Elbow: The Take Off and Landing of Everything
- Lisbeth Exner, Herbert Kapfer: Verborgene Chronik 1914 (Hörbuch)
- Claude Le Jeune: Die Schätze des Claude Le Jeune
- Igor Levit: Beethoven: Späte Klaviersonaten
- Jean-Baptiste Lully: Phaëton
- Pablo de Sarasate: Musik für Violine & Klavier und für Violine & Orchester
- Elliot Sharp’s Terraplane: 4am always
- Trio Zimmermann: Beethoven: Trio op.3, Serenade op.8
- Trümmer: Trümmer

### Rock-and-Roll-Hall-of-Fame-Aufnahmen
- Andrew Loog Oldham[10]
- Brian Epstein
- Cat Stevens
- Daryl Hall and Oates
- The E-Street Band
- Kiss
- Linda Ronstadt
- Nirvana
- Peter Gabriel

### Polar Music Prize
- Chuck Berry und Peter Sellars

### Weitere Musikpreise und Auszeichnungen
- Billboard Music Award: Justin Timberlake
- Ivor Novello Award: Tom Odell
- Mercury Prize: Young Fathers für das Album Dead
- Oscarverleihung 2014: Beste Filmmusik: Gravity – Steven Price, Bester Filmsong: Let It Go aus Die Eiskönigin – Völlig unverfroren – Kristen Anderson-Lopez und Robert Lopez
- Revolver Golden Gods Awards 2014: Joan Jett, Lebenswerk: Axl Rose
- Tony Award für das beste Musical: A Gentleman’s Guide to Love and Murder

### Musikwettbewerbe und Castingshows
Eurovision Song Contest
1. Conchita Wurst: Rise Like a Phoenix
2. The Common Linnets: Calm After the Storm
3. Sanna Nielsen: Undo
4. Aram Mp3: Not Alone
5. András Kállay-Saunders: Running

Bundesvision Song Contest
1. Revolverheld: Lass uns gehen

- Junior Eurovision Song Contest 2014: Vincenzo Cantiello (Italien) mit Tu primo grande amore
- Sanremo-Festival 2014: Arisa mit Controvento

Castingshows
- American Idol: Caleb Johnson
- Deutschland sucht den Superstar: Aneta Sablik
- The Voice of Germany: Charley Ann Schmutzler
- The Voice (US): Josh Kaufman (6. Staffel), Craig Wayne Boyd (7. Staffel)

## Musikfestivals und -tourneen
- 18.–22. Februar: Sanremo-Festival 2014 im Teatro Ariston in Sanremo
- 5.–8. Juni: Das Rock am Ring fand zum letzten Mal auf dem Gelände am Nürburgring statt. (über 80.000 Besucher)
- 6.–8. Juni: 22. Düsseldorfer Jazz-Rally in Düsseldorf
- 6.–9. Juni: Rock im Park (70.000 Besucher)
- 20.–22. Juni: Hurricane Festival in Scheeßel
- 26.–29. Juni: 11. Fusion Festival in Lärz, MV
- 29. Juni – 6. Juli: Roskilde-Festival
- 18.–20. und 25.–27. Juli: Tomorrowland in Belgien (360.000 Besucher)
- 25.–27. Juli: Das Fest (Open-Air-Musikfestival) in Karlsruhe
- 31. Juli – 2. August: Wacken Open Air (85.500 Besucher)
- 11.–17. August: Sziget Festival (415.000 Besucher)

## Jahresbestenlisten

### Intro
| Songs | Alben |
| --- | --- |
| 1. Schnipo Schranke – Pisse 2. Von Spar – Chain of Command 3. FKA Twigs – Two Weeks 4. The Notwist – Kong 5. Lana Del Rey – West Coast 6. Ja, Panik – Libertatia 7. Marteria – Kids (2 Finger an den Kopf) 8. Future Islands – Seasons (Waiting on You) 9. Caribou – Can’t Do Without You 10. Oracles – Melt Tonight | 1. alt-J – This Is All Yours 2. Metronomy – Love Letters 3. Caribou – Our Love 4. Von Spar – Streetlife 5. Ja, Panik – Libertatia 6. FKA Twigs – LP1 7. The Notwist – Close to the Glass 8. Chet Faker – Built on Glass 9. Sohn – Tremors 10. Aphex Twin – Syro |

### Juice
| Alben national | Singles national | Alben international | Singles international |
| --- | --- | --- | --- |
| 1. Haftbefehl – Russisch Roulette 2. Marteria – Zum Glück in die Zukunft II 3. Bushido – Sonny Black 4. Errdeka – Paradies 5. Karate Andi – Pilsator Platin 6. Shindy – FVCKB!TCHE$GETMONE¥ 7. Olexesh – Nu eta da 8. Kollegah – King 9. Morlockk Dilemma & Hiob – Kapitalismus jetzt 10. Gzuz & Bonez MC – High & hungrig | 1. Haftbefehl – Saudi Arabi Money Rich 2. Dexter feat. Audio 88 & Yassin – Dies das 3. Haftbefehl – Lass die Affen aus’m Zoo 4. Mädness – Maggo 5. Shindy – JFK 6. Bushido – F***en 7. Prinz Porno – Parfüm (Eau de Porneau) 8. Olexesh – Purple Haze 9. Ahzumjot – Es ist gut wie es ist 10. Marteria – Kids (2 Finger an den Kopf) | 1. Run the Jewels – Run the Jewels II 2. Schoolboy Q – Oxymoron 3. Isaiah Rashad – Cilvia (Demo) 4. Travi$ Scott – Days Before Rodeo 5. YG – My Krazy Life 6. Big K.R.I.T. – Cadillactica 7. Flying Lotus – You’re Dead 8. Freddie Gibbs & Madlib – Pinata 9. Childish Gambino – Because the Internet 10. Logic – Under Pressure | 1. Kendrick Lamar – I 2. Run the Jewels – Oh My Darlin’ Don’t Cry 3. Drake – 0 to 100 4. Schoolboy Q – Man of the Year 5. Action Bronson – Easy Rider 6. A$AP Rocky – Multiply 7. Wiz Khalifa – We dem Boyz 8. Big K.R.I.T. – Mt. Olympus 9. T.I. feat. Young Thug – About the Money 10. Future feat. Pusha T, Pharrell & Casino – Move That Dope |

### laut.de
| Songs | Alben |
| --- | --- |
| 1. Wanda – Bologna 2. Hozier – Take Me to Church 3. Bilderbuch – Spliff 4. Marcus Wiebusch – Der Tag wird kommen 5. Kate Tempest – Lonely Daze 6. Jungle – Busy Earnin’ 7. Alt-J – Hunger of the Pine 8. Ja, Panik – Post Shakey Time Sadness 9. Todd Terje – Inspector Norse 10. Haftbefehl – Lass die Affen aus’m Zoo | 1. Damon Albarn – Everyday Robots 2. Interpol – El Pintor 3. Antemasque – Antemasque 4. FKA Twigs – LP1 5. Run the Jewels – Run the Jewels 2 6. Killer Be Killed – Killer Be Killed 7. Flying Lotus – You’re Dead 8. Sohn – Tremors 9. Alt-J – This Is All Yours 10. Morrissey – World Peace Is None of Your Business |

### Musikexpress
| Songs | Alben |
| --- | --- |
| 1. Metronomy – Love Letters 2. FKA Twigs – Two Weeks 3. Caribou – Can’t Do With You 4. Marteria – Kids (2 Finger an den Kopf) 5. The Notwist – Kong 6. Sia Furler – Chandelier 7. Neneh Cherry – Blank Project 8. Schnipo Schranke – Pisse 9. Banks – Drowning 10. Wanda – Auseinandergehen ist schwer | 1. Caribou – Our Love 2. Metronomy – Love Letters 3. The Notwist – Close to the Glass 4. Ja, Panik – Libertatia 5. Flying Lotus – You’re Dead 6. Alt-J – This Is All Yours 7. Neneh Cherry – Blank Project 8. Banks – Goddess 9. Kate Tempest – Everybody Down 10. Wanda – Amore |

### Rap.de
| Alben (ohne Ranking) |
| --- |
| - Bushido – Sonny Black - Cro – Melodie - Eko Fresh – Deutscher Traum - Farid Bang – Killa - Fler – Neue Deutsche Welle 2 - Haftbefehl – Russisch Roulette - KC Rebell – Rebellution - Kollegah – King - Kool Savas – Märtyrer - Kurdo – Slum Dog Millionär - Marteria – Zum Glück in die Zukunft II - Shindy – FVCKB!TCHE$GETMONE¥ - Sierra Kidd – Nirgendwer - Trailerpark – Crackstreet Boys 3 |

### Rolling Stone
| Alben |
| --- |
| 1. John Southworth – Niagara 2. Ben Watt – Hendra 3. Roddy Frame – Seven Dials 4. Scott Walker + Sunn 0))) – Soused 5. Spoon – They Want My Soul 6. Tweedy – Sukierae 7. Tom Petty & The Heartbreakers – Hypnotic Eye 8. Sleaford Mods – Divide and Exit 9. Metronomy – Love Letters 10. Sun Kil Moon – Benji |

### Spex
| Alben |
| --- |
| 1. Fatima Al Qadiri – Asiatisch 2. Angel Olsen – Burn Your Fire for No Witness 3. Neneh Cherry – Blank Project 4. St. Vincent – St. Vincent 5. FKA Twigs – LP1 6. Mutter – Text und Musik 7. Damon Albarn – Everyday Robots 8. Parquet Courts – Sunbathing Animals 9. Warpaint – Warpaint 10. Sleaford Mods – Divide and Exit |

### Visions
| Alben |
| --- |
| 1. Antemasque – Antemasque 2. Brody Dalle – Diploid Love 3. Royal Blood – Royal Blood 4. Mastodon – Once More ’Round the Sun 5. Death from Above 1979 – The Physical World 6. TV on the Radio – Seeds 7. Against Me! – Transgender Dysphoria Blues 8. Foo Fighters – Sonic Highways 9. Flood of Red – Throw 10. Pianos Become the Teeth – Keep You |

## Gedenk- und Jahrestage
- 30. Januar: 100. Geburtstag des deutschen Komponisten Franz Josef Breuer
- 02. Mai: 150. Todestag des deutschen Komponisten Giacomo Meyerbeer
- 02. Juli: 300. Geburtstag des deutschen Komponisten Christoph Willibald Gluck

## Erstveranstaltungen
- Hannover Klassik Open Air – jährliche Freiluftveranstaltung mit Opernmusik in Hannover

## Gründungen und Auflösungen

### Gründungen
- Anna Katt – österreichisch-schwedische Pop-Band
- April Art – deutsche Rock-/Metal-Band aus Gießen
- As December Falls – britische Rock-Band aus Nottingham
- Astral Spirits – amerikanisches Musiklabel
- Black Honey – britische Indie-Band aus Brighton
- Drain – US-amerikanische Hardcore-Punk-Band aus Santa Cruz
- Eleine – schwedische Symphonic-Metal-Band
- Grindhouse – australische Punkband aus Melbourne
- HörBänd – deutsche A-Cappella Formation aus Hannover
- Imperceptum – deutsche Funeral-Doom-Band
- International Anthem Recording Company – amerikanisches Musiklabel
- Katastrophen-Kommando – deutsche Punkrock-Band aus Dortmund
- Kochkraft durch KMA – deutsche New Wave beziehungsweise Post-Punk-Band aus Nordrhein-Westfalen
- Kokoroko – britische Fusion-Band
- Les Frangines – französisches Duo
- Loathe – englische Metal-Band aus Liverpool
- Oansno – Münchner Blasmusik-Kapelle
- Orchester für Alte Musik Vorpommern – in Pasewalk gegründetes deutsches Ensemble für Alte Musik
- Post Animal – US-amerikanische Psychedelic-Rock-Band aus Chicago
- Puuluup – estnisches nu-folk-Duo
- Schüchtern – deutschsprachige Indie-Rock-Band aus Mainz
- Scorpion Gang – deutsche Hip-Hop-Crew und Independent-Label
- Shakti und Matze – Künstler- und Liedermacher-Duo aus Kaiserslautern
- Sofi Tukker – US-amerikanisches Dance-Pop-Duo aus New York
- Sonos Cliq – deutsches Hip-Hop-Duo aus Aachen
- The Analogues – niederländischer Tribute Act zur Band The Beatles
- The Funeral Portrait – US-amerikanische Rock-Band aus Atlanta, Georgia
- This Cold Night – US-amerikanische Dark-Wave-Band
- Windwaker – australische Alternative-Rock-/Alternative-Metal/Metalcore-Band aus Wagga Wagga, New South Wales
- Żywiołak – polnische Folk-Rockband (Neugründung)

### Auflösungen
- The Attention! – österreichische Beat- und Rhythm-&-Blues-Band aus Wien

## Neuveröffentlichungen (Auswahl)

### Lieder und Kompositionen
| Lied                                       | Text                                                                   | Musik                                                                  | Erstinterpret                     | Label                                            | Veröffentlichung   | Genre                                            | Album                              | Weitere Informationen |
| ------------------------------------------ | ---------------------------------------------------------------------- | ---------------------------------------------------------------------- | --------------------------------- | ------------------------------------------------ | ------------------ | ------------------------------------------------ | ---------------------------------- | --------------------- |
| Auseinandergehen ist schwer                | Paul Gallister, Marco Michael Wanda                                    | Paul Gallister, Marco Michael Wanda                                    | Wanda                             | Problembär Records                               | 4. Juli 2014       | Alternative Rock, Pop Rock                       | Amore                              |                       |
| Bologna                                    | Paul Gallister, Marco Michael Wanda                                    | Paul Gallister, Marco Michael Wanda                                    | Wanda                             | Problembär Records, Rough Trade Distribution     | Oktober 2014       | Pop                                              | Amore                              |                       |
| Champs-Élysées                             | Olaf Bossi, Felix Gauder, Alexandra Kuhn                               | Olaf Bossi, Felix Gauder, Alexandra Kuhn                               | Wolkenfrei                        | Ariola                                           | 7. Februar 2014    | Pop-Schlager                                     | Endlos verliebt                    |                       |
| Der Zaubertrank ist leer                   | Olaf Bossi, Felix Gauder, Alexandra Kuhn                               | Olaf Bossi, Felix Gauder, Alexandra Kuhn                               | Wolkenfrei                        | Ariola                                           | 7. Februar 2014    | Pop-Schlager                                     | Endlos verliebt                    |                       |
| Final Masquerade                           | Linkin Park                                                            | Linkin Park                                                            | Linkin Park                       | Warner Brothers Records, Machine Shop Recordings | 9. Juni 2014       | Alternative Rock                                 | The Hunting Party                  |                       |
| Guilty All the Same                        | Linkin Park, Rakim                                                     | Linkin Park, Rakim                                                     | Linkin Park                       | Warner Brothers Records, Machine Shop Recordings | 7. März 2014       | Rap-Metal                                        | The Hunting Party                  |                       |
| I                                          | Kendrick Lamar, The Isley Brothers, Christopher Jasper, Columbus Smith | Kendrick Lamar, The Isley Brothers, Christopher Jasper, Columbus Smith | Kendrick Lamar feat. Ronald Isley | TDE, Aftermath, Interscope                       | 23. September 2014 | Hip-Hop, R&B, Neo-Soul, Funk, Black Gospel       | To Pimp a Butterfly                |                       |
| I Mean It                                  | Gerald Gillum, Remo Green, Christoph Andersson                         | Gerald Gillum, Remo Green, Christoph Andersson                         | G-Eazy feat. Remo                 |                                                  | 13. Mai 2014       | Hip-Hop                                          | These Things Happen                |                       |
| Ich versprech dir nichts und geb dir alles | Olaf Bossi, Felix Gauder, Alexandra Kuhn                               | Olaf Bossi, Felix Gauder, Alexandra Kuhn                               | Wolkenfrei                        | Ariola                                           | 7. Februar 2014    | Pop-Schlager                                     | Endlos verliebt                    |                       |
| Let Me in Your Heart Again                 | Brian May                                                              | Brian May                                                              | Queen                             | EMI, Parlophone, Elektra Records                 | 10. November 2014  | Rock                                             | Queen Forever                      |                       |
| Like Lovers Do                             | Madeline Juno, Dave Roth                                               | Madeline Juno, Dave Roth                                               | Madeline Juno                     | Island Records, Polydor                          | 7. März 2014       | Pop                                              | The Unknown                        |                       |
| Morgen                                     | Herbert Grönemeyer                                                     | Herbert Grönemeyer                                                     | Herbert Grönemeyer                | Grönland Records                                 | 7. November 2014   | Pop-Rock                                         | Dauernd jetzt                      |                       |
| Never Catch Me                             | Steven Ellison, Kendrick Lamar                                         | Steven Ellison, Kendrick Lamar                                         | Flying Lotus feat. Kendrick Lamar | Warp                                             | 6. Oktober 2014    | Jazz-Rap, Footwork, Nu Jazz, Experimental, Wonky | You’re Dead!                       |                       |
| No Flex Zone                               | Swae Lee und Slim Jxmmi                                                | Swae Lee und Slim Jxmmi                                                | Rae Sremmurd                      | EarDrummers Entertainment, Interscope Records    | 18. Mai 2014       | Hip-Hop                                          | SremmLife                          |                       |
| Onkel Wowa, wir stehen zu dir              |                                                                        |                                                                        | Русские красавицы                 |                                                  | 2014               | Politisches Lied                                 |                                    | Propagandalied        |
| Rock or Bust                               | Angus Young, Malcolm Young                                             | Angus Young, Malcolm Young                                             | AC/DC                             | Sony Music                                       | 21. November 2014  | Hard Rock                                        | Rock or Bust                       |                       |
| Summer                                     | Calvin Harris                                                          | Calvin Harris                                                          | Calvin Harris                     |                                                  | 14. März 2014      | Dance-Pop                                        | Motion                             |                       |
| Unravel                                    | Tōru Kitajima                                                          | Tōru Kitajima                                                          | TK from Ling Tosite Sigure        | Sony Music Associated Records                    | 23. Juli 2014      | Post-Hardcore, J-Rock, Anison                    | Fantastic Magic                    |                       |
| What Lies Ahead                            | Isaac Gabriel, Peter Gabriel                                           | Isaac Gabriel, Peter Gabriel                                           | Peter Gabriel                     | Real World Records                               | 20. November 2014  | Artrock, Pop, Progressive Rock                   | Back to Front Tour (Encore Series) |                       |
| You Got Me Singing                         | Leonard Cohen                                                          | Leonard Cohen                                                          | Leonard Cohen                     |                                                  | 2014               | Pop                                              | Popular Problems                   |                       |

### Alben
| Album                               | Interpret                                  | Label                                                              | Veröffentlichung   | Genre                                                      | Weitere Informationen                                                                          |
| ----------------------------------- | ------------------------------------------ | ------------------------------------------------------------------ | ------------------ | ---------------------------------------------------------- | ---------------------------------------------------------------------------------------------- |
| .5: The Gray Chapter                | Slipknot                                   | Roadrunner Records                                                 | 21. Oktober 2014   | Nu Metal, Alternative Metal                                | Erstes Album nach Paul Grays Tod sowie erstes Album mit Alessandro Venturella und Jay Weinberg |
| 28 Jahre Songs an einem Sommerabend | diverse                                    | buschfunk                                                          | 2014               | Chanson, Liedermacher                                      | Livealbum 25 Jahre Songs an einem Sommerabend                                                  |
| 1989                                | Taylor Swift                               | Big Machine Records                                                | 27. Oktober 2014   | Pop                                                        |                                                                                                |
| Abandoned City                      | Hauschka                                   | City Slang                                                         | 2014               | Minimal Music                                              |                                                                                                |
| Alloy                               | Tyshawn Sorey                              | Pi Recordings                                                      | 28. Oktober 2014   | Jazz, Neue Improvisationsmusik                             |                                                                                                |
| Amore                               | Wanda                                      | Problembär Records                                                 | 17. Oktober 2014   | Alternative, Austropop                                     |                                                                                                |
| Art Official Age                    | Prince                                     | NPG Records/Warner Bros. Records                                   | 26. September 2014 | Contemporary R&B, Elektronische Tanzmusik, Funk, Pop, Soul |                                                                                                |
| Ashes to Ashes                      | Chelsea Grin                               | Artery Recordings, Razor & Tie                                     | 8. Juli 2014       | Deathcore, Metalcore                                       | Erstes Album mit Pablo Vivero als Schlagzeuger                                                 |
| A Skeletal Domain                   | Cannibal Corpse                            | Metal Blade Records                                                | 16. September 2014 | Deathcore, Death Metal                                     |                                                                                                |
| Bauch Und Kopf                      | Mark Forster                               | Four Music                                                         | 16. Mai 2014       | Pop                                                        |                                                                                                |
| Bis hierher und viel weiter         | Beatrice Egli                              | Polydor                                                            | 24. Oktober 2014   | Schlager                                                   |                                                                                                |
| Darkest Hour                        | Darkest Hour                               | Sumerian Records                                                   | 5. August 2014     | Metalcore                                                  |                                                                                                |
| Das Märchen vom gezogenen Stecker   | BAP                                        | Vertigo/Capitol                                                    | 2014               | Kölsch-Rock                                                |                                                                                                |
| Days Before Rodeo                   | Travis Scott                               | Grand Hustle                                                       | 18. August 2014    | Hip-Hop, Psychedelischer Trap                              |                                                                                                |
| Ersatzverkehr                       | Figub Brazlevič                            | Showdown Records                                                   | 3. Januar 2014     | Hip-Hop                                                    | Remixalbum                                                                                     |
| Heroes                              | Sabaton                                    | Nuclear Blast                                                      | 16. Mai 2014       | Power Metal                                                | Erstes Album mit Schlagzeuger Hannes van Dahl                                                  |
| Hey                                 | Andreas Bourani                            | Vertigo Berlin                                                     | 9. Mai 2014        | Pop                                                        |                                                                                                |
| Live at Vilnius Jazz Festival       | William Hooker und Liudas Mockūnas         | NoBusiness Records                                                 | 2014               | Jazz                                                       |                                                                                                |
| Lost Forever // Lost Together       | Architects                                 | Epitaph Records (Weltweit), UNFD (Australien), New Damage (Kanada) | 11. März 2014      | Metalcore                                                  |                                                                                                |
| Mitten im Leben                     | Udo Jürgens                                | Ariola                                                             | 21. Februar 2014   | Schlager                                                   | Letztes Album                                                                                  |
| No Fixed Address                    | Nickelback                                 | Republic Records                                                   | 14. November 2014  | Post-Grunge, Hard Rock                                     |                                                                                                |
| Noir                                | Broilers                                   | People Like You Records                                            | 7. Februar 2014    | Punkrock, Alternative Rock, Rock                           |                                                                                                |
| O’s Time                            | Hal Galper                                 | Origin Records                                                     | 2014               | Jazz                                                       |                                                                                                |
| Outsider                            | Uriah Heep                                 | Frontiers Music                                                    | 6. Juni 2014       | Hard Rock, Progressive Rock, Heavy Metal                   |                                                                                                |
| Play Blue (Oslo Concert)            | Paul Bley                                  | ECM Records                                                        | 28. März 2014      | Jazz                                                       |                                                                                                |
| Plaything                           | Gianni Lenoci, Kent Carter und Bill Elgart | NoBusiness Records                                                 | 2014               | Jazz                                                       |                                                                                                |
| Plectrumelectrum                    | Prince & 3rdEyeGirl                        | NPG Records/Warner Bros. Records                                   | 26. September 2014 | Funk, Pop, Rock                                            |                                                                                                |
| Providence                          | Poor Man's Poison                          | [Ohne Label]                                                       | 28. Januar 2014    | Folk, Country                                              |                                                                                                |
| Recess                              | Skrillex                                   | Owsla, Big Beat Records, Atlantic Records                          | 14. März 2014      | EDM, Dubstep                                               | Debütalbum                                                                                     |
| Redeemer of Souls                   | Judas Priest                               | Epic Records (USA), Columbia (Weltweit)                            | 2014               | Heavy Metal                                                |                                                                                                |
| Reincarnate                         | Motionless in White                        | Fearless Records                                                   | 16. September 2014 | Metalcore, Industrial Metal, Gothic Metal                  |                                                                                                |
| Rock ’n’ Roll Telephone             | Nazareth                                   | Union Square Music                                                 | 3. Juni 2014       | Hard Rock                                                  |                                                                                                |
| Rock or Bust                        | AC/DC                                      | Sony Music                                                         | 28. November 2014  | Hard Rock                                                  |                                                                                                |
| Russisch Roulette                   | Haftbefehl                                 | Azzlackz, Urban, Universal Music Group                             | 28. November 2014  | Deutscher Hip-Hop                                          |                                                                                                |
| Sechs Kronen                        | Kalim                                      | Alles oder Nix Records                                             | 29. August 2014    | Deutscher Hip-Hop                                          | Mixtape                                                                                        |
| Shakira                             | Shakira                                    | RCA Records                                                        | 21. März 2014      | Pop, Latin Pop                                             |                                                                                                |
| Sonic Highways                      | Foo Fighters                               | Roswell Records, RCA Records                                       | 10. November 2014  | Alternative Rock                                           |                                                                                                |
| Stadtrandlichter                    | Clueso                                     | Text und Ton Records                                               | 19. September 2014 | Pop                                                        |                                                                                                |
| Talking Is Hard                     | Walk the Moon                              | RCA Records                                                        | 2. Dezember 2014   | Pop, Indie-Pop                                             |                                                                                                |
| Time                                | Mr.Kitty                                   | Juggernaut Music Group                                             | 6. Oktober 2014    | Synthiepop                                                 |                                                                                                |
| The Endless River                   | Pink Floyd                                 | Parlophone, Columbia                                               | 7. November 2014   | Progressive Rock                                           | Letztes Studioalbum von Pink Floyd                                                             |
| The Hunting Party                   | Linkin Park                                | Warner Bros. Records, Machine Shop                                 | 17. Juni 2014      | Alternative Metal, Nu Metal, Rap Metal                     |                                                                                                |
| The Predator Becomes the Prey       | Ice Nine Kills                             | Outerloop Management, Fearless Records                             | 21. Januar 2014    | Metalcore, Post-Hardcore                                   |                                                                                                |
| The Sicilian Defence                | The Alan Parsons Project                   | Arista                                                             | 23. März 2014      | Progressive Rock, Elektronische Musik                      |                                                                                                |
| The Singles                         | Camouflage                                 | Polydor                                                            | 7. Februar 2014    | Synthiepop                                                 | Kompilationsalbum                                                                              |
| Turning Point                       | Dave Burrell und Steve Swell               | NoBusiness Records                                                 | 2014               | Jazz                                                       |                                                                                                |
| Two for Joyce                       | Keith Tippett und Giovanni Maier           | Long Song Records                                                  | 2014               | Jazz                                                       |                                                                                                |
| War Eternal                         | Arch Enemy                                 | Century Media                                                      | 4. Juni 2014       | Melodic Death Metal                                        |                                                                                                |
| We Are The Mess                     | Electric Callboy                           | Redfield Records                                                   | 10. Januar 2014    | Metalcore                                                  |                                                                                                |
| Worldwide Controversy               | Blacklite District                         | Silent Majority Group                                              | 20. April 2014     | Alternative Rock                                           | Debütalbum                                                                                     |
| XXX: The 30 Biggest Hits            | Roxette                                    | Warner Bros. Records                                               | 11. November 2014  | Pop                                                        | Kompilationsalbum                                                                              |

## Gestorben

### Januar
- 01. Januar: Pierre Cullaz, französischer Jazzmusiker (78)
- 01. Januar: Milan Horvat, österreichischer Dirigent (94)
- 01. Januar: Tabby Thomas, US-amerikanischer Bluesmusiker (84)
- 01. Januar: Sam Ulano, US-amerikanischer Jazz-Schlagzeuger (93)
- 02. Januar: Jeanne Brabants, belgische Balletttänzerin und -choreographin (93)
- 02. Januar: Javier de Cambra, spanischer Musikjournalist (59)
- 02. Januar: Thomas Kurzhals, deutscher Musiker und Komponist (60)
- 02. Januar: Jay Traynor, US-amerikanischer Sänger (70)
- 03. Januar: Guillermo Arriaga Fernández, mexikanischer Tänzer und Choreograph (87)

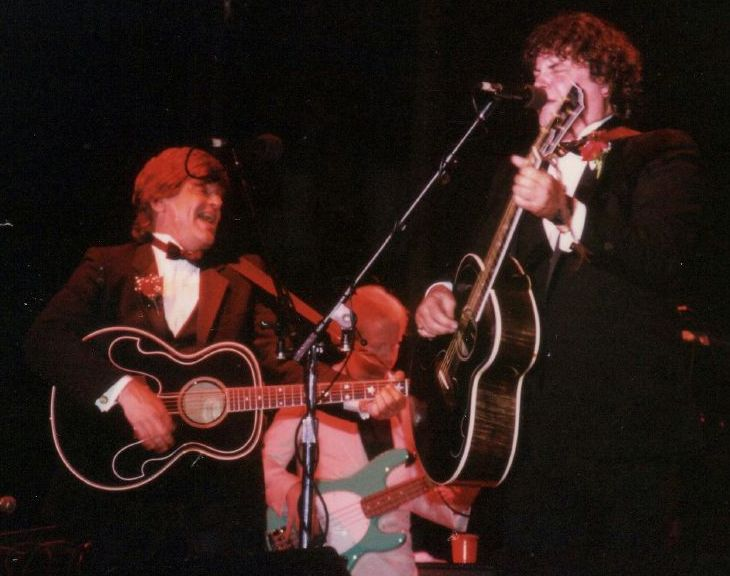
Phil Everly (rechts); † 3. Januar

- 03. Januar: Phil Everly, US-amerikanischer Sänger und Musiker (74)
- 03. Januar: Manuel Medeiros Ferreira, portugiesischer Musiker und Komponist (63)
- 03. Januar: Bobby Schmidt, deutscher Musikproduzent (90)
- 03. Januar: Roby Seidel, Schweizer Multiinstrumentalist, Arrangeur und Komponist (71)
- 03. Januar: Takajin Yashiki, japanischer Sänger und Fernsehmoderator (64)
- 04. Januar: Michael Ostermann, deutscher Musiker und Komponist (68)
- 05. Januar: Martin Behrmann, deutscher Chorleiter und Hochschullehrer (83)
- 05. Januar: Silverio Heredia, spanischer Flamenco-Sänger (48)
- 05. Januar: Nelson Ned, brasilianischer Sänger (66)
- 06. Januar: Hugo de la Torre, argentinischer Sänger (61)
- 06. Januar: H. Owen Reed, US-amerikanischer Komponist (103)
- 06. Januar: Luc Romann, französischer Autor und Komponist (76)
- 07. Januar: Maureen Gray, US-amerikanische R&B-Sängerin (65)
- 08. Januar: Payo Grondona, chilenischer Liedermacher (68)
- 08. Januar: Josef Lammerz, deutscher Komponist und Chorleiter (83)
- 09. Januar: Amiri Baraka, US-amerikanischer Musikkritiker und Autor (79)

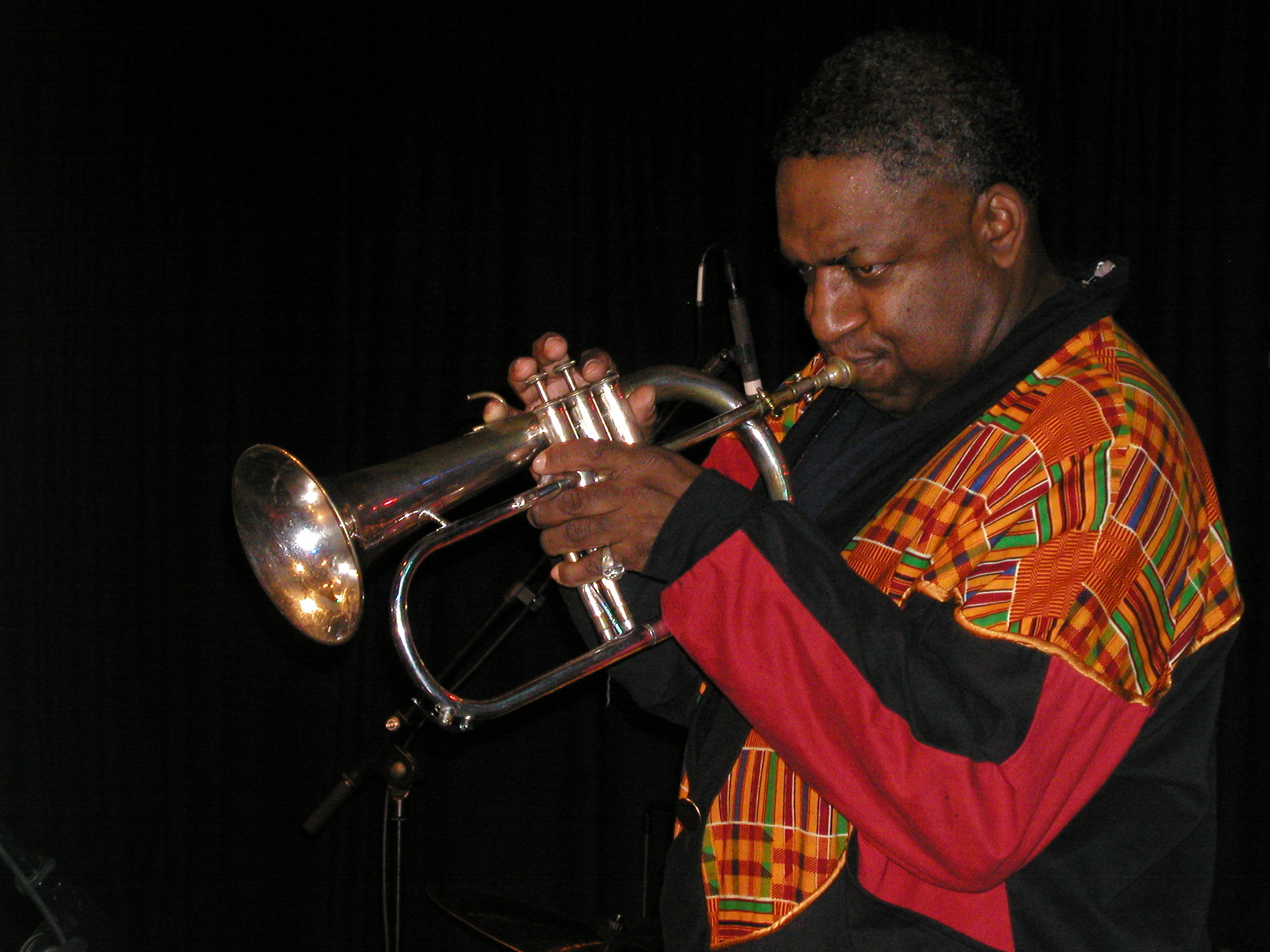
Roy Campbell; † 9. Januar

- 09. Januar: Roy Campbell, US-amerikanischer Jazztrompeter (61)
- 09. Januar: Margrethe Schanne, dänische Balletttänzerin (92)
- 10. Januar: Al Lerner, US-amerikanischer Pianist und Arrangeur (94)
- 10. Januar: Madeleine Malraux, französische Pianistin und Musikpädagogin (99)
- 10. Januar: Igor Schirokow, russischer Jazzmusiker (64)
- 11. Januar: Francis Santana, dominikanischer Sänger (84)
- 11. Januar: Thilo von Westernhagen, deutscher Komponist (63)
- 12. Januar: Gerd Köthe, deutscher Musikproduzent und Komponist
- 13. Januar: Liesel Bachem Sayre, deutsch-US-amerikanische Übersetzerin und Opernlibrettistin (94)
- 13. Januar: Ronny Jordan, britischer Gitarrist (51)
- 14. Januar: Dembo Konte, gambischer Musiker und Griot (≈72)
- 14. Januar: Flavio Testi, italienischer Komponist und Musikwissenschaftler (91)
- 15. Januar: Per Eirik Johansen, norwegischer Musiker und Musikproduzent (54)
- 15. Januar: Joseph Kraus, deutscher Kirchenmusiker, Dirigent und Komponist (92)
- 16. Januar: Bud Spangler, US-amerikanischer Schlagzeuger und Musikproduzent (75)
- 17. Januar: Joe Evans, US-amerikanischer Jazzmusiker und Musikproduzent (97)
- 18. Januar: Harry Brünjes, britischer Sänger (89)
- 18. Januar: Fergie Frederiksen, US-amerikanischer Sänger (62)
- 18. Januar: Joachim "Hübi" Hübner, deutscher Musiker (68)
- 18. Januar: Billie Rogers, US-amerikanische Jazztrompeterin (96)
- 19. Januar: Gérard Frémy, französischer Pianist (78)
- 19. Januar: Manfred Glowatzki, deutscher Kirchenmusiker und Posaunenchorleiter (81)
- 19. Januar: Udo Kasemets, kanadischer Komponist (94)
- 19. Januar: Rudolf Sailer, deutscher Opernintendant (82)

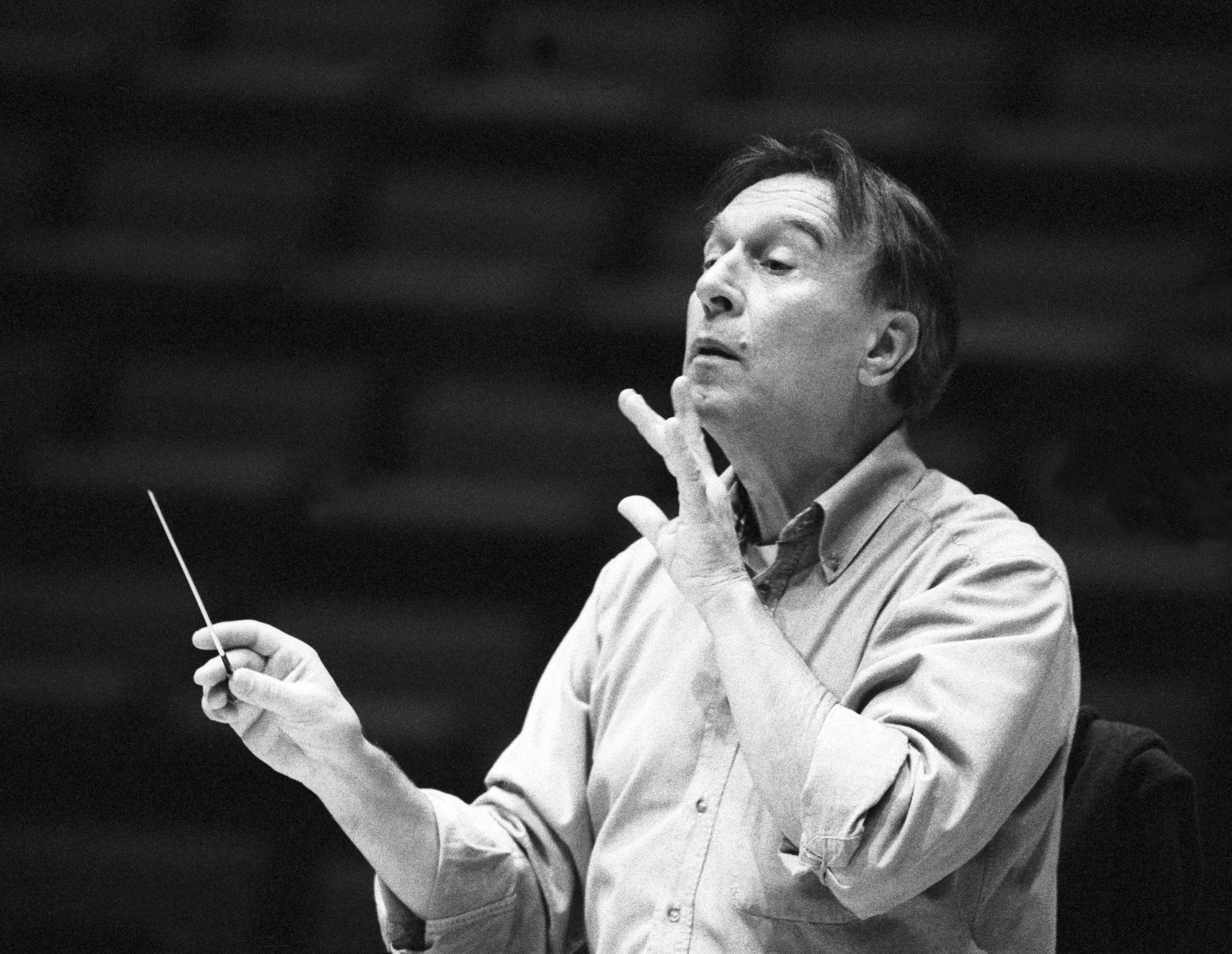
Claudio Abbado; † 20. Januar

- 20. Januar: Claudio Abbado, italienischer Dirigent (80)
- 20. Januar: Ubaldo Continiello, italienischer Filmkomponist (73)
- 20. Januar: István Vincze, ungarischer Hornist (69)
- 20. Januar: Oliver Withöft, deutscher Musikmanager (49)
- 21. Januar: Gastón Barral, argentinischer Schauspieler und Sänger (43)
- 21. Januar: Gerty Blacher-Herzog, deutsche Pianistin (91)
- 21. Januar: Ursula Holliger, Schweizer Harfenistin (76)
- 22. Januar: Fred Bertelmann, deutscher Schlagersänger und Schauspieler (88)
- 22. Januar: François Deguelt, französischer Chansonsänger (81)
- 23. Januar: Violetta Ferrari, ungarische Schauspielerin und Sängerin (83)
- 23. Januar: Riz Ortolani, italienischer Filmkomponist (87)
- 23. Januar: Eleonora Wlassowa, sowjetische Balletttänzerin (82)
- 25. Januar: Arthur Doyle, US-amerikanischer Jazzmusiker (69)
- 26. Januar: Charlie Bourgeois, US-amerikanischer Musikveranstalter und -produzent (94)
- 26. Januar: Rusty York, US-amerikanischer Musiker (78)

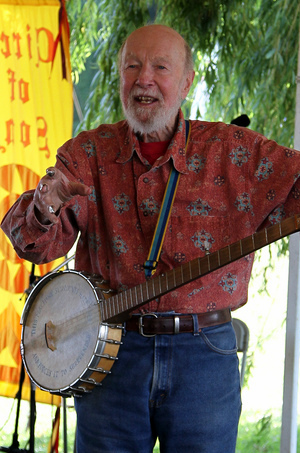
Pete Seeger; † 27. Januar

- 27. Januar: Pete Seeger, US-amerikanischer Folk-Musiker (94)
- 28. Januar: Jens Betjemann, deutscher Rockgitarrist (45)
- 28. Januar: John Cacavas, US-amerikanischer Filmkomponist (83)
- 28. Januar: Stevie Woods, US-amerikanischer Sänger (62)
- 29. Januar: Johnny Allen, US-amerikanischer Arrangeur und Pianist (96)
- 29. Januar: Berni Bauta, deutscher Musiker (81)
- 29. Januar: Roger Pomphrey, britischer Regisseur und Bluesgitarrist (60)
- 30. Januar: Igor Gjadrov, jugoslawischer bzw. kroatischer Dirigent (84)
- 30. Januar: William Motzing, US-amerikanischer Komponist und Arrangeur (76)
- 31. Januar: Irmgard Arnold, deutsche Opernsängerin (94)
- 31. Januar: Paulus Christmann, deutscher Dirigent und Chorleiter (42)
- 31. Januar: Anna Gordon Gaye, US-amerikanische Komponistin und Texterin (92)
- 31. Januar: Alexander Iwaschkin, russischer Cellist und Musikwissenschaftler (65)
- 00. Januar: Berta Höller, österreichische Harfenistin (90)

### Februar
- 01. Februar: Elisabetta Barbato, italienische Opernsängerin (92)
- 01. Februar: Peter Zacher, deutscher Musikwissenschaftler und Journalist (74)

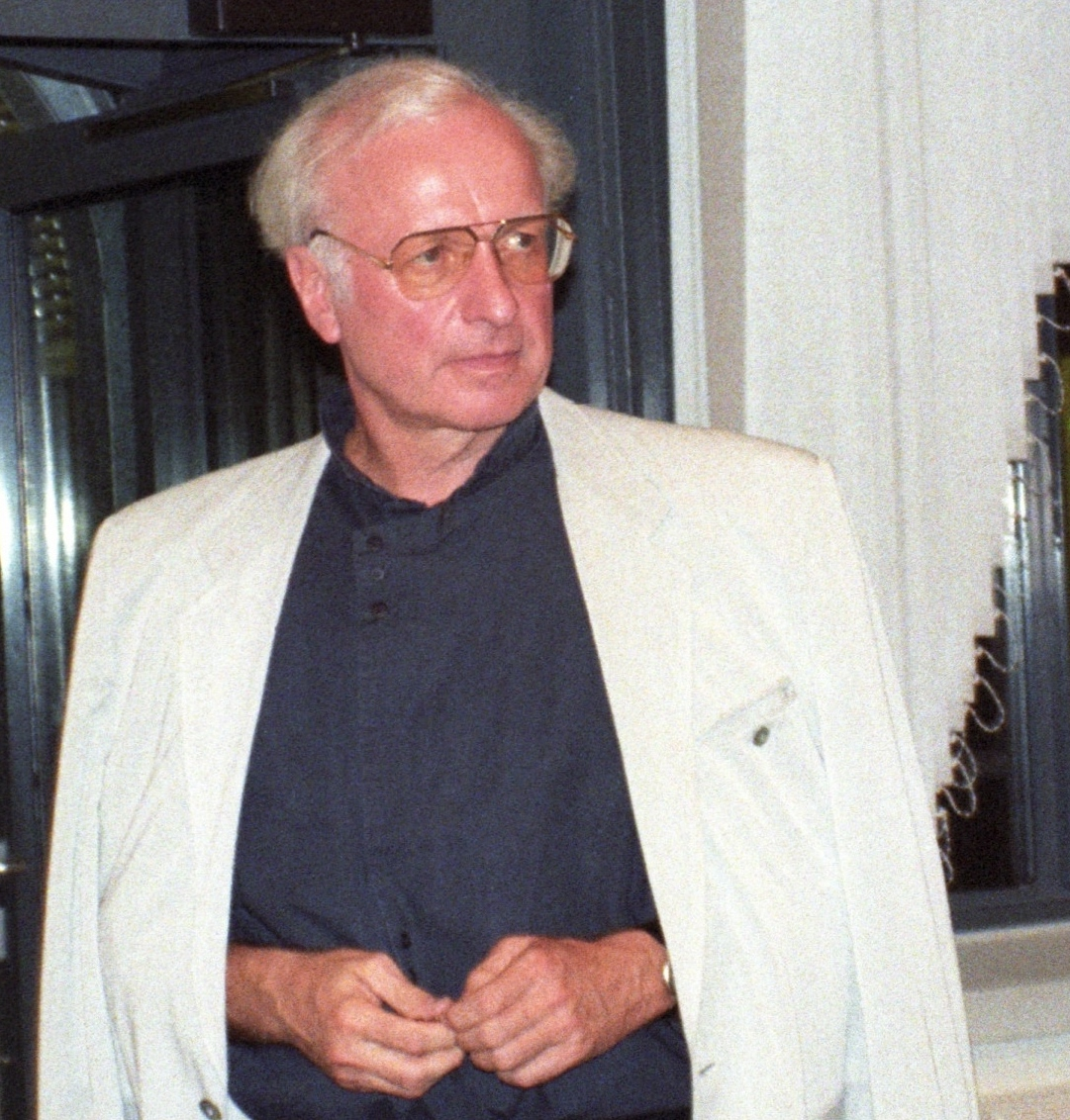
Gerd Albrecht; † 2. Februar

- 02. Februar: Gerd Albrecht, deutscher Dirigent (78)

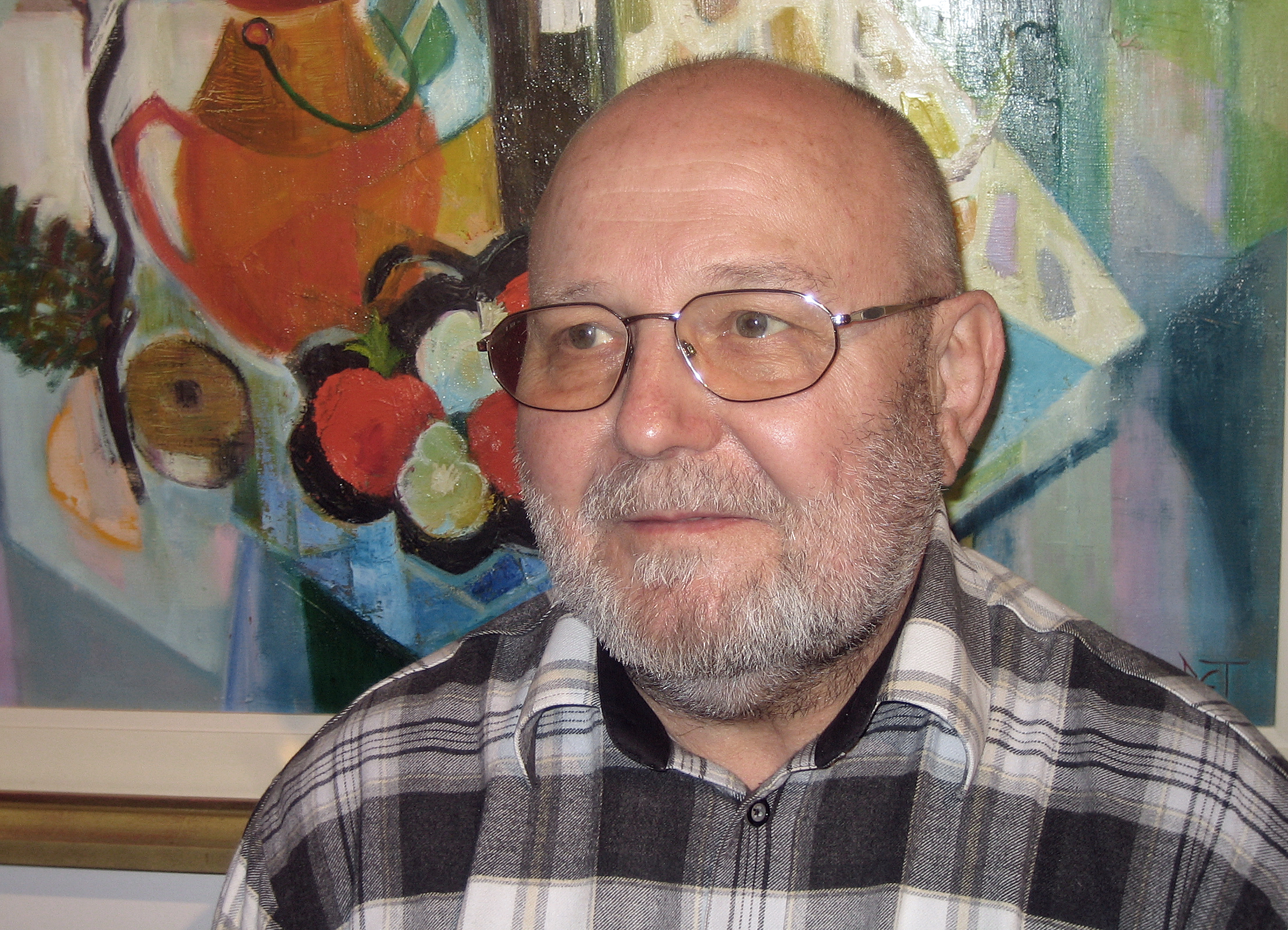
Honorat Cotteli; † 2. Februar

- 02. Februar: Honorat Cotteli, slowakischer Komponist, Violinist und Musikpädagoge (73)
- 02. Februar: Bunny Rugs, jamaikanischer Reggaemusiker (65)
- 04. Februar: Josef Knapp, italienischer Kirchenmusiker (92)
- 04. Februar: Guy Longnon, französischer Jazzmusiker (89)
- 04. Februar: Josef Schmalz, deutscher Musiker (81)
- 05. Februar: Richard Hayman, US-amerikanischer Arrangeur, Musiker und Dirigent (93)
- 05. Februar: Samantha Juste, britische DJ (69)
- 06. Februar: Vaçe Zela, albanische Sängerin (74)
- 08. Februar: Dick Berk, US-amerikanischer Jazz-Schlagzeuger (74)
- 08. Februar: Gerald Schwertberger, österreichischer Komponist, Jazz-Kontrabassist und Musikpädagoge (73)
- 10. Februar: Joel Wayne Gardner, US-amerikanischer Gitarrist und Sänger (48)
- 10. Februar: Tomaž Pengov, jugoslawischer bzw. slowenischer Liedermacher (64)
- 10. Februar: Lulu Reinhardt, französischer Gitarrist und Komponist (62)
- 10. Februar: Hōzan Yamamoto, japanischer Flötist und Hochschullehrer (76)

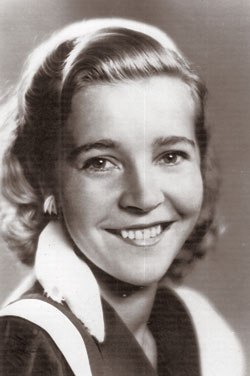
Alice Babs; † 11. Februar

- 11. Februar: Alice Babs, schwedische Schlager- und Jazzsängerin (90)
- 11. Februar: Alberto Oviedo, argentinischer Musiker und Sänger (60)
- 11. Februar: Seán Potts, irischer Musiker (83)

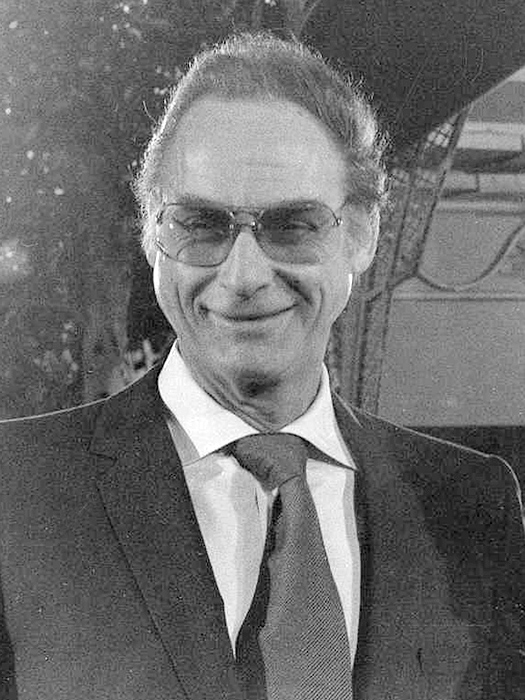
Sid Caesar; † 12. Februar

- 12. Februar: Sid Caesar, US-amerikanischer Jazz-Saxophonist und Schauspieler (91)
- 12. Februar: Santiago Feliú, kubanischer Liedermacher (51)
- 13. Februar: Ernest Mead, US-amerikanischer Musikwissenschaftler (95)
- 13. Februar: Marty Thau, US-amerikanischer Musikproduzent (75)
- 14. Februar: Martha Goldstein, US-amerikanische Cembalistin und Pianistin (94)
- 14. Februar: Gernot Wagner, deutscher Dirigent und Musikpädagoge (79)

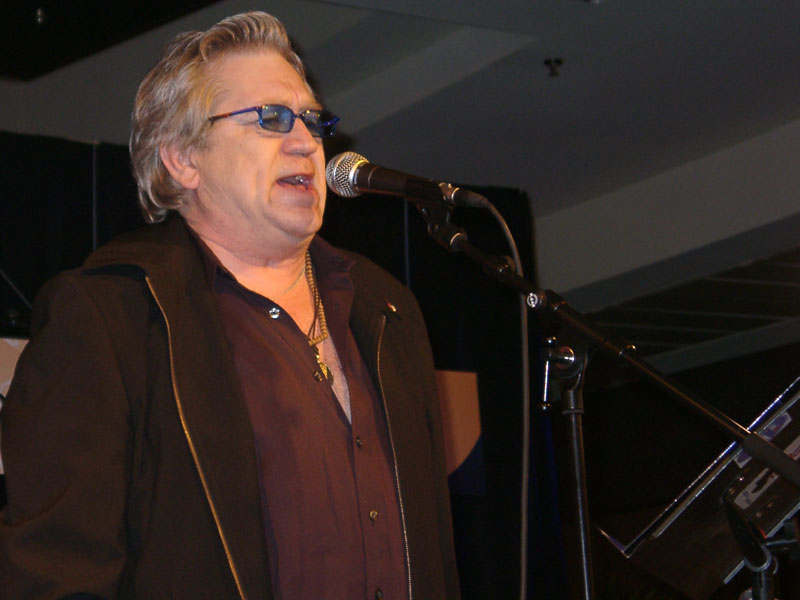
Pete Wyoming; † 15. Februar

- 15. Februar: Pete Wyoming Bender, US-amerikanischer Sänger und Komponist (70)
- 15. Februar: Ferdinand Bärtschi, Schweizer Musiker (96)
- 15. Februar: Pepe Loeches, spanischer Musiker und Produzent (66)
- 15. Februar: Raghunath Seth, indischer Bansurispieler und Komponist (83)
- 15. Februar: Dénes Zsigmondy, ungarischer Violinist und Musikpädagoge (91)
- 16. Februar: Franz Falter, österreichischer Organist (83)
- 16. Februar: Ray Kennedy, US-amerikanischer Rockmusiker (67)
- 16. Februar: Kralle Krawinkel, deutscher Gitarrist (66)
- 17. Februar: Bob Casale, US-amerikanischer Gitarrist (61)
- 17. Februar: Meri Dawitaschwili, sowjetische und georgische Komponistin (89)
- 17. Februar: Richard Hes, tschechischer Choreograph (50)
- 17. Februar: Wladislaw Kasenin, sowjetischer bzw. russischer Komponist (76)
- 18. Februar: Ernesto Guarda Carrasco, chilenischer Komponist, Chordirigent und Pädagoge (80)
- 18. Februar: Brian Harrison, US-amerikanischer Musiker und Produzent (54)

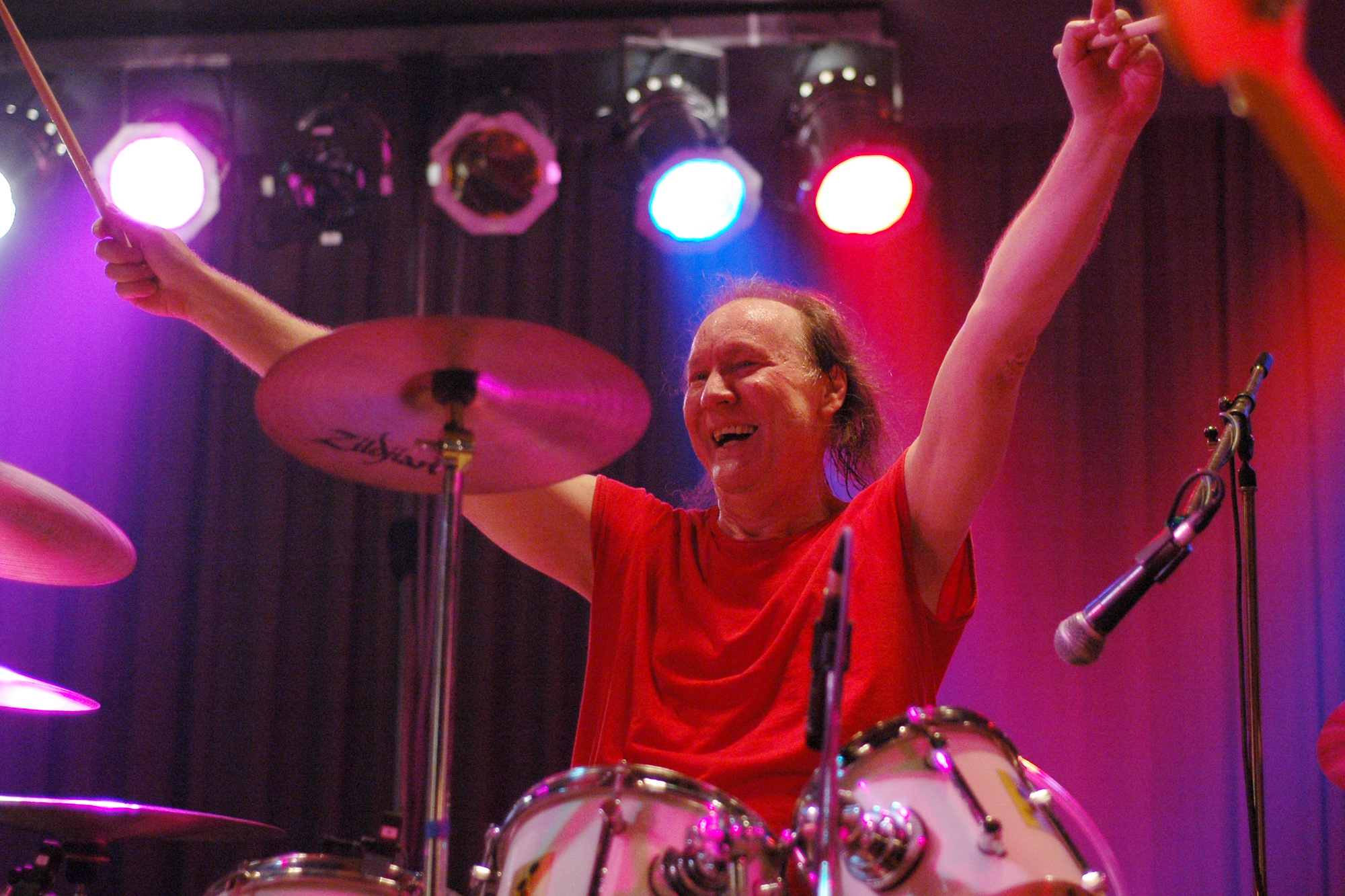
Bernd Noske; † 18. Februar

- 18. Februar: Bernd Noske, deutscher Schlagzeuger und Sänger (67)
- 19. Februar: Simón Díaz, venezolanischer Sänger und Komponist (85)
- 19. Februar: Duffy Power, britischer Pop- und Blues-Sänger (72)
- 20. Februar: Gianni Borgna, italienischer Musikwissenschaftler (67)
- 20. Februar: Pieter van der Sloot, niederländischer Ballett-Tänzer und -Choreograph (87)
- 21. Februar: Francesco Di Giacomo, italienischer Sänger (66)
- 21. Februar: Jovan Miković, serbischer Jazzmusiker (73)
- 21. Februar: Heinz Schachtner, deutscher Trompeter (94)
- 21. Februar: Emilian Tarta, rumänischer Balletttänzer (62)
- 22. Februar: Good Groove, deutscher DJ und Musikproduzent (≈46)
- 22. Februar: Iván Nagy, ungarisch-US-amerikanischer Tänzer (70)
- 22. Februar: Trebor Tichenor, US-amerikanischer Ragtime-Pianist (74)
- 23. Februar: Penny DeHaven, US-amerikanische Country-Sängerin (65)
- 23. Februar: Alice Herz-Sommer, österreichisch-tschechisch-israelisch-britische Pianistin (110)
- 23. Februar: Enrique Nery, mexikanischer Jazzpianist und -komponist (69)

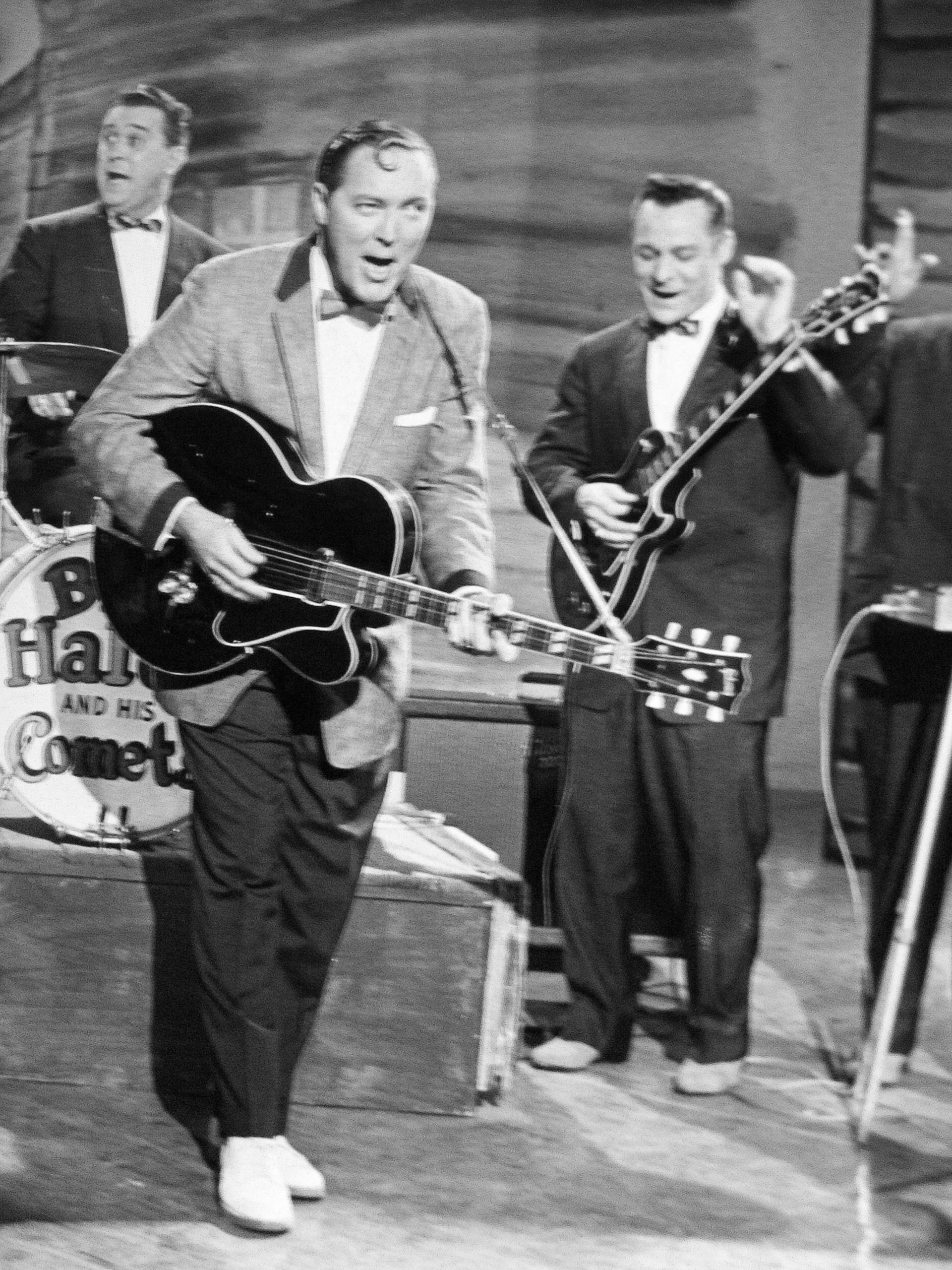
Franny Beecher (rechts); † 24. Februar

- 24. Februar: Franny Beecher, US-amerikanischer Country-, Rockabilly- und Rock’n’Roll-Musiker (92)
- 24. Februar: Nicolae Herlea, rumänischer Opernsänger (86)
- 24. Februar: Carlos Quiñones, argentinischer Sänger
- 24. Februar: Anna Reynolds, britische Opernsängerin (83)
- 25. Februar: Bernd Kowalzik, deutscher Konzertveranstalter und Musikproduzent (64)
- 25. Februar: Paco de Lucía, spanischer Gitarrist (66)
- 26. Februar: Georges Hamel, kanadischer Country-Musiker und -Sänger (66)
- 26. Februar: Tim Wilson, US-amerikanischer Comedian und Country-Musiker (52)
- 27. Februar: María de Ávila, spanische Tänzerin, Choreografin und Ballettmeisterin (93)
- 27. Februar: Lukas Lindenmaier, Schweizer Schlagzeuger (67)
- 28. Februar: Karl Anton Rickenbacher, Schweizer Dirigent (73)

### März
- 01. März: Edita Guerrero, peruanische Sängerin (30)

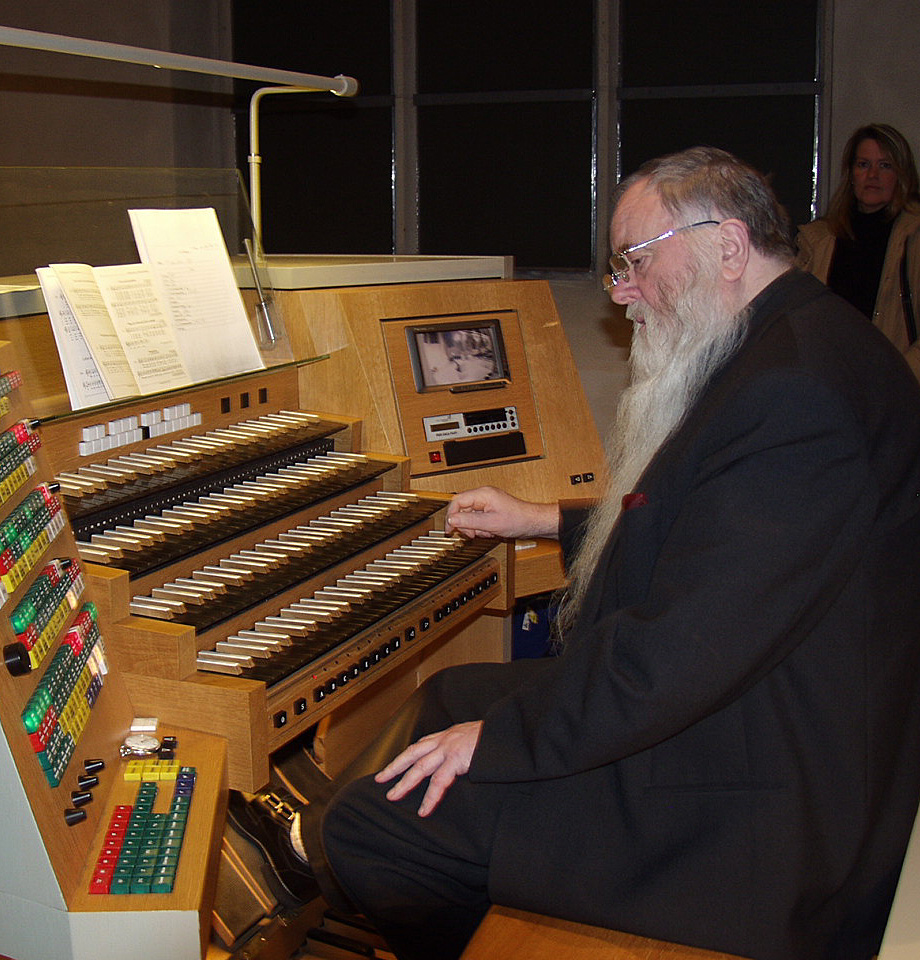
Peter Bares; † 2. März

- 02. März: Peter Bares, deutscher Organist und Komponist (78)
- 02. März: Teddy Ehrenreich, österreichischer Jazzmusiker (77)
- 02. März: Nelson Henríquez, venezolanischer Sänger (70)
- 03. März: Robert Ashley, US-amerikanischer Komponist und Klangkünstler (83)
- 03. März: Simo Salminen, finnischer Jazztrompeter (57)
- 04. März: Renato Cioni, italienischer Opernsänger (84)
- 04. März: Lieuwe Visser, niederländischer Opernsänger (73)
- 05. März: Jacques Bodmer, spanisch-katalanischer Dirigent (89)
- 05. März: Marius Nichiteanu, rumänischer Bratschist (55)
- 05. März: Kazuo Yairi, japanischer Gitarrenbauer (81)
- 06. März: Oscar „Osqui“ Amante, argentinischer Musiker und Sänger (64)
- 06. März: Marion Stein, britische Pianistin (87)
- 07. März: Lou Mauro, US-amerikanischer Jazzmusiker (86)
- 07. März: Joe Mudele, britischer Jazzbassist (93)
- 07. März: Patti Wicks, US-amerikanische Jazz-Sängerin und Pianistin (69)
- 08. März: Gerard Mortier, belgischer Intendant und Festspielleiter (70)
- 10. März: Gabriella Déry, ungarische Opernsängerin (80)
- 11. März: Hanna Ludwig, deutsche Sängerin (96)
- 12. März: Med Flory, US-amerikanischer Jazz-Saxophonist und Schauspieler (87)
- 12. März: Fred Kaz, US-amerikanischer Pianist und Komponist (80)
- 12. März: Duncan Schiedt, US-amerikanischer Jazz-Fotograf, Autor und Historiker (92)

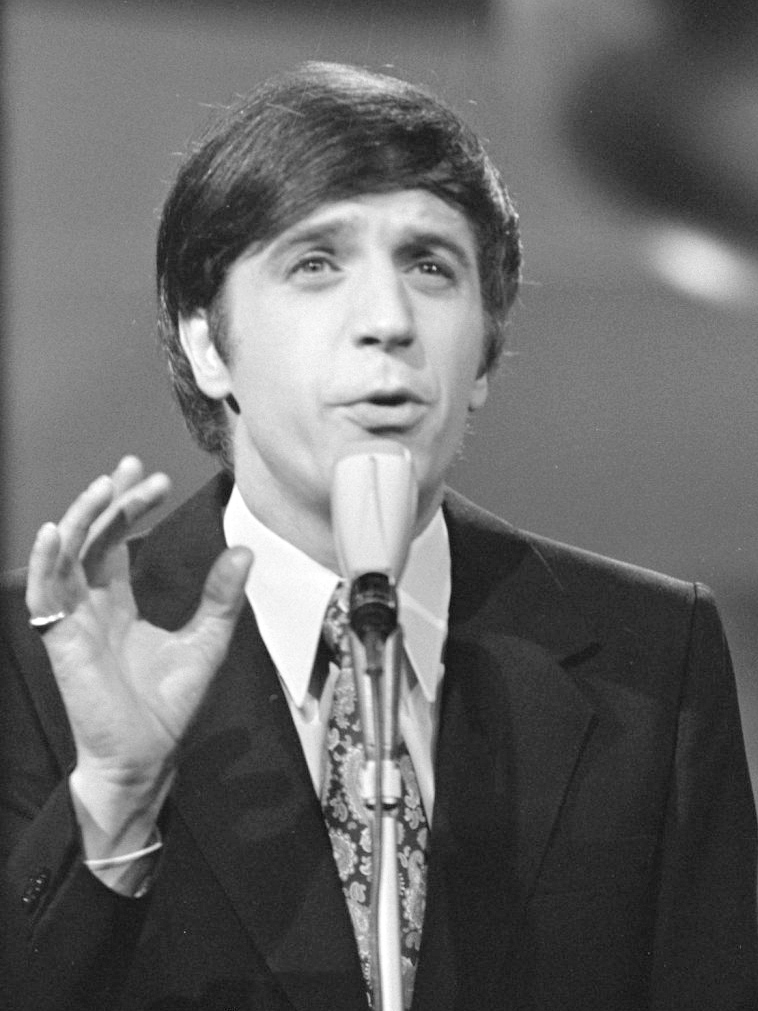
Jean Vallée; † 12. März

- 12. März: Jean Vallée, belgischer Sänger und Songschreiber (72)
- 13. März: Steven Craenmehr, US-amerikanischer Musikproduzent, Komponist und Gitarrist (35)
- 13. März: Al Harewood, US-amerikanischer Jazz-Schlagzeuger (90)
- 13. März: Rita Raines, US-amerikanische Sängerin (83)
- 14. März: Gary Burger, US-amerikanischer Sänger und Musiker (72)
- 14. März: Ralph Penland, US-amerikanischer Jazz-Schlagzeuger (61)
- 14. März: Werner Rackwitz, deutscher Opernintendant (84)
- 15. März: Scott Asheton, US-amerikanischer Schlagzeuger (64)
- 15. März: Cees Veerman, niederländischer Musiker (70)
- 15. März: Peter Massink, niederländischer Jazz-Saxophonist (59)
- 15. März: Myrna Mores, argentinische Schauspielerin und Sängerin (93)
- 15. März: Cees Veerman, niederländischer Musiker (70)
- 16. März: Mitch Leigh, US-amerikanischer Komponist und Theaterproduzent (86)
- 16. März: Lapiro de Mbanga, kamerunischer Sänger (56)

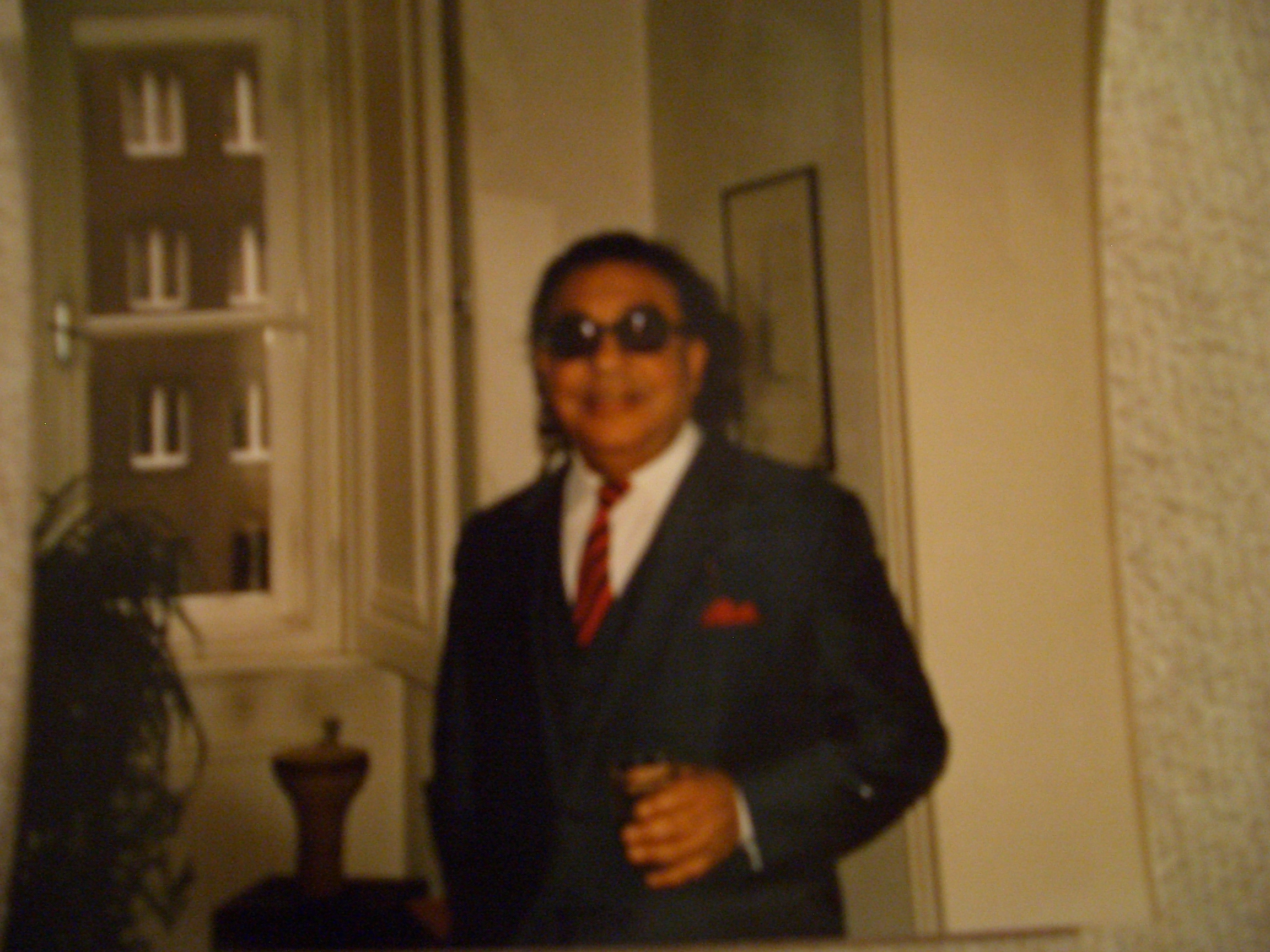
Mongo Stojka; † 16. März

- 16. März: Mongo Stojka, österreichischer Musiker und Autor (84)
- 17. März: Joseph Kerman, US-amerikanischer Musikwissenschaftler und -kritiker (89)
- 17. März: Paddy McGuigan, irisch-britischer Musiker (74)
- 18. März: Ottavio Garaventa, italienischer Opernsänger (80)
- 18. März: Fritz Herdi, Schweizer Musiker, Radiomoderator, Journalist und Schriftsteller (93)
- 18. März: Edy Hildebrandt, luxemburgischer Radiomoderator (93)
- 20. März: Felix Fibich, polnisch-US-amerikanischer Tänzer und Choreograph (96)
- 21. März: André Lavagne, französischer Komponist (100)

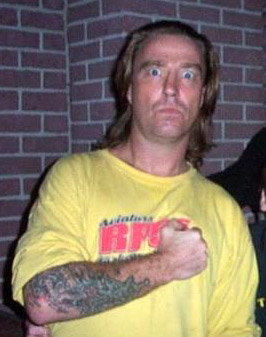
Dave Brockie; † 23. März

- 23. März: Dave Brockie, US-amerikanischer Metal-Sänger (50)
- 23. März: Joan Miller, US-amerikanische Tänzerin (77)
- 23. März: Jürg Neuenschwander, Schweizer Organist und Komponist (67)
- 24. März: Paulo Schroeber, brasilianischer Gitarrist (40)
- 25. März: Dietrich Boekle, deutscher Komponist und Maler (76)
- 25. März: Pepe Vásquez, peruanischer Musiker (52)
- 26. März: Klawdija Iwanowna Chabarowa, sowjetische bzw. russische Theater- und Film-Schauspielerin sowie Sängerin (86)
- 26. März: Ann Howard, britische Opernsängerin (77)
- 27. März: Jean Marshall, britische Sängerin und Gesangslehrerin (96)
- 29. März: Marc Platt, US-amerikanischer Schauspieler und Balletttänzer (100)
- 30. März: Stan Britt, britischer Journalist, Jazzautor und Rundfunkmoderator (78)
- 30. März: Dave Gregg, kanadischer Gitarrist (54)
- 31. März: Erich Ehlers, deutscher Organist (82)
- 31. März: Serge Gut, französischer Musikwissenschaftler, Komponist und Pianist (86)
- 31. März: Frankie Knuckles, US-amerikanischer DJ (59)
- 31. März: K-Star, kenianischer Musiker (23)
- 31. März: Bernd Wippich, deutscher Rockmusiker (64)
- 00. März: Selim Lemouchi, schwedischer Gitarrist (34)

### April
- 01. April: Anker Buch, dänischer Geiger (74)
- 01. April: King Fleming, US-amerikanischer Pianist (91)
- 01. April: Miriam Frances, deutsche Liedtexterin und Lyrikerin (70)
- 02. April: Harris Goldsmith, US-amerikanischer Pianist und Musikkritiker (78)

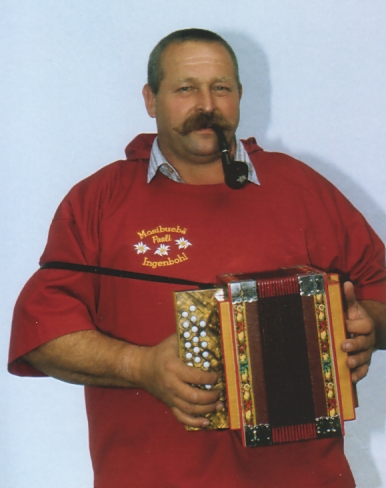
Paul Lüönd; † 3. April

- 03. April: Paul Lüönd, Schweizer Musiker und Politiker (63)
- 03. April: Paul Salamunovich, US-amerikanischer Chorleiter (86)
- 03. April: Arthur Smith, US-amerikanischer Country-Musiker (93)
- 04. April: Wilfried Bergmann, deutscher Kirchenmusiker (83)

- 03. April: Paul Lüönd, Schweizer Musiker und Politiker (63)
- 05. April: Óscar Avilés, peruanischer Musiker (90)
- 05. April: Alan Davie, britischer Maler und Musiker (93)
- 05. April: Wayne Henderson, US-amerikanischer Jazzposaunist und Musikproduzent (74)
- 05. April: David Lamb, US-amerikanischer Musiker (35)
- 05. April: Jason McCash, US-amerikanischer Metal-Bassist (38)
- 06. April: Jacques Castérède, französischer Komponist (87)
- 06. April: Bola Johnson, nigerianischer Highlife-Musiker (66)
- 06. April: Erzsi Kovács, ungarische Sängerin (85)
- 07. April: Peaches Geldof, britisches Fotomodell, It-Girl, Modekolumnistin und DJ (25)
- 07. April: Gary Haber, US-amerikanischer Musikmanager (68)
- 07. April: John Shirley-Quirk, britischer Opernsänger (82)
- 07. April: George Shuffler, US-amerikanischer Bluegrass-Musiker (88)
- 08. April: Josef Jenne, deutscher Kirchenmusiker (92)
- 09. April: Gil Askey, US-amerikanischer Trompeter, Komponist und Produzent (89)
- 09. April: Dave Kurtzer, US-amerikanischer Jazzmusiker (88)
- 09. April: Henry P. Warner, US-amerikanischer Jazzmusiker (73)
- 10. April: Steve Backer, US-amerikanischer Musikproduzent (76)
- 10. April: Lutz „L.U.P.O.“ Ludwig, deutscher Techno-DJ und -Musiker (57)

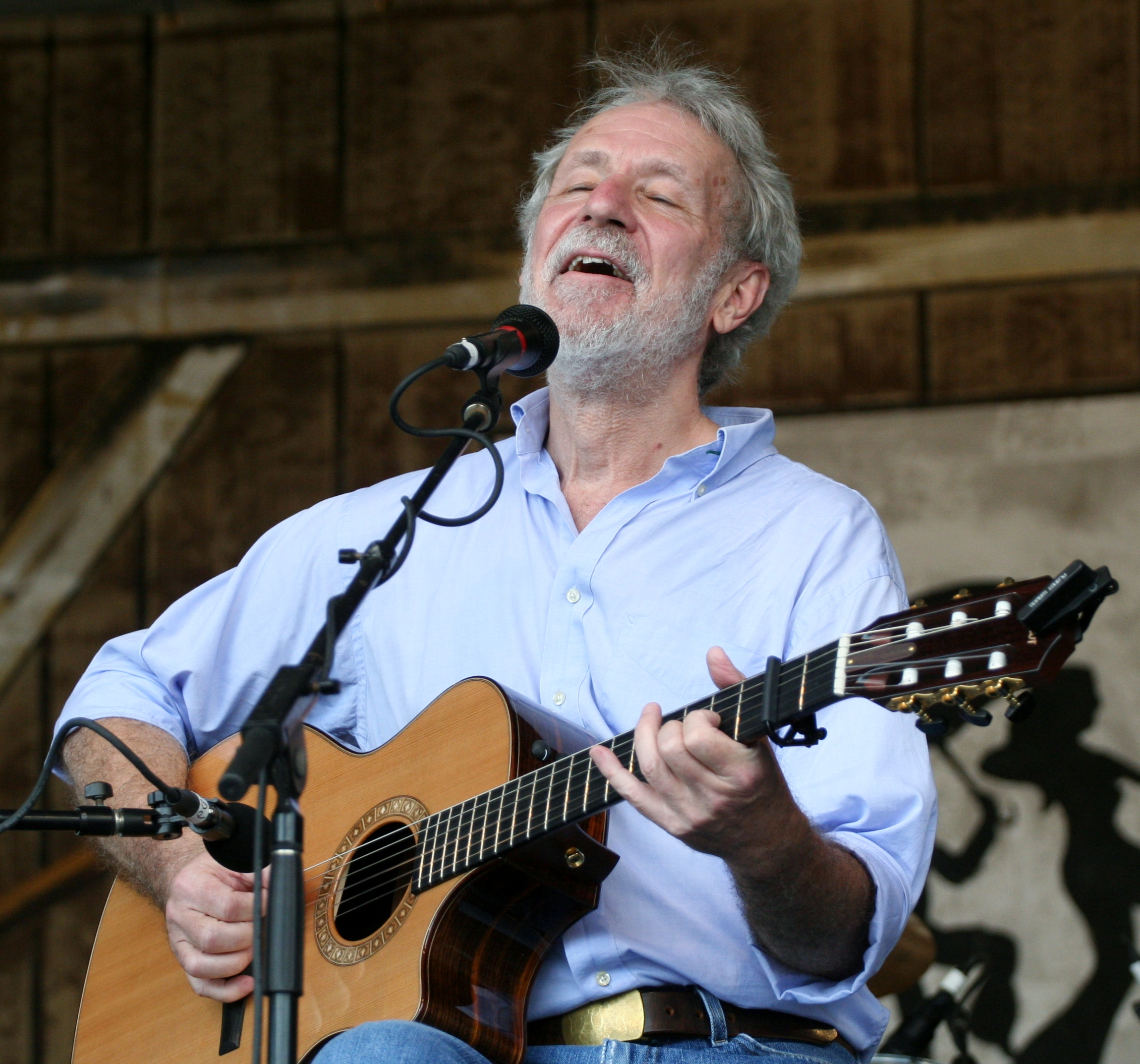
Jesse Winchester; † 11. April

- 11. April: Jesse Winchester, US-amerikanischer Country-Musiker (69)
- 12. April: Ole Aaby, dänischer Rundfunkredakteur und Moderator (87)
- 12. April: Herbert Hechtel, deutscher Komponist (76)
- 12. April: Fred Ho, US-amerikanischer Jazzmusiker und Aktivist (56)
- 12. April: Boris Karadimtschew, bulgarischer Komponist und Songwriter (81)
- 12. April: Brita Koivunen, finnische Jazz- und Schlagersängerin (82)
- 14. April: Nina Cassian, rumänische Dichterin, Malerin und Komponistin (89)
- 14. April: Armando Peraza, kubanischer Perkussionist (89)
- 14. April: Bill Sinegal, US-amerikanischer R&B-Musiker (85)

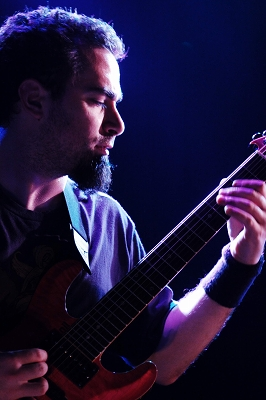
Shane Gibson; † 15. April

- 15. April: Shane Gibson, US-amerikanischer Musiker (35)
- 15. April: Antonio Morales, spanisch-philippinischer Sänger (70)
- 17. April: Cheo Feliciano, puerto-ricanischer Sänger und Komponist (78)
- 17. April: Frank Vincent, US-amerikanischer Jazzmusiker (76)
- 18. April: Stavros Karamaniolas, griechischer Dichter und Komponist (102)
- 18. April: Brian Priestman, britischer Dirigent (87)
- 19. April: Theophil Antonicek, österreichischer Musikwissenschaftler (76)
- 19. April: Deon Jackson, US-amerikanischer Sänger (68)
- 19. April: Kevin Sharp, US-amerikanischer Countrysänger (43)
- 19. April: Sonia Silvestre, dominikanische Sängerin (61)
- 19. April: Vincent, deutscher Schlagersänger (45)
- 20. April: Forrest Westbrook, US-amerikanischer Jazzpianist (86)
- 20. April: Herb Wong, US-amerikanischer Musikhistoriker, Radiomoderator und Autor (88)
- 21. April: Günther Bollhagen, deutscher Rundfunksprecher, -moderator und Komponist (86)
- 22. April: Henry S. Golis, US-amerikanischer Trompeter (95)
- 22. April: Robert Masters, britischer Geiger und Geigenlehrer (97)
- 23. April: Patric Standford, britischer Komponist (75)
- 23. April: Volker Wangenheim, deutscher Dirigent (85)
- 24. April: Lee Dresser, US-amerikanischer Musiker (72)
- 24. April: Konstantin Orbelian, armenischer Komponist und Dirigent (85)

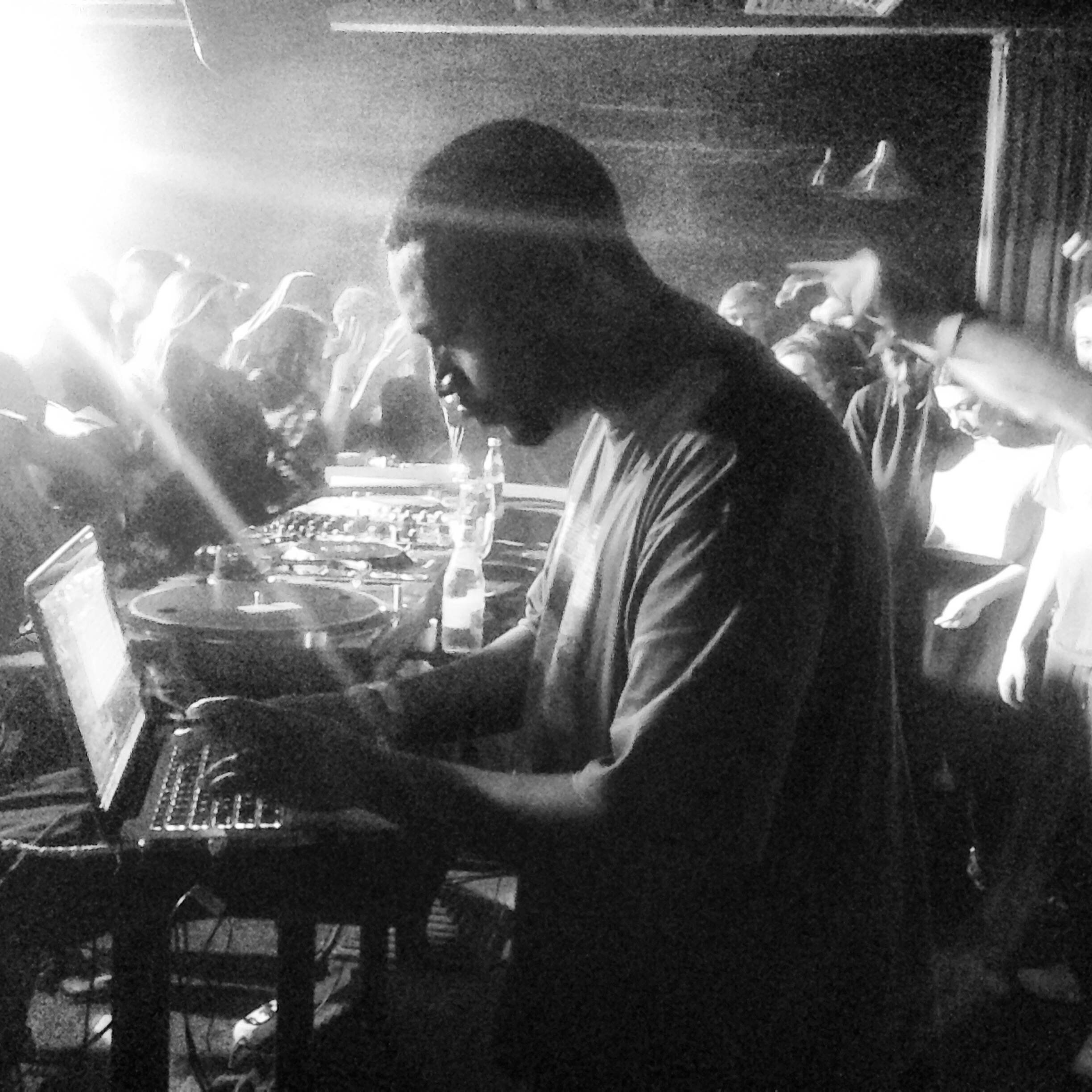
DJ Rashad; † 26. April

- 26. April: DJ Rashad, US-amerikanischer DJ, Musiker und Musikproduzent (34)
- 27. April: DJ E-Z Rock, US-amerikanischer Hip-Hop-Musiker (46)
- 28. April: Dennis Kamakahi, US-amerikanischer Musiker (61)
- 28. April: Idris Sardi, indonesischer Violinist (76)
- 29. April: Iveta Bartošová, tschechische Sängerin (48)
- 29. April: Naoya Matsuoka, japanischer Komponist und Jazz-Pianist (76)
- 29. April: Gailene Stock, australische Balletttänzerin und Tanzpädagogin (68)
- 30. April: Larry Ramos, US-amerikanischer Sänger und Gitarrist (72)
- 30. April: Joop Reynolds, niederländischer Pianist und Komponist (86)
- 00. April: Karl-Heinz Becker, deutscher Musikfestival-Veranstalter (≈61)

### Mai
- 01. Mai: Hellmut Federhofer, österreichischer Musikwissenschaftler (102)
- 01. Mai: Juan Formell, kubanischer Musiker (71)
- 01. Mai: Leo Parthé, österreichischer Schriftsteller und Liedtexter (96)
- 01. Mai: Heinz Schenk, deutscher Showmaster und Schauspieler (89)
- 02. Mai: Jessica Cleaves, US-amerikanische Sängerin (65)

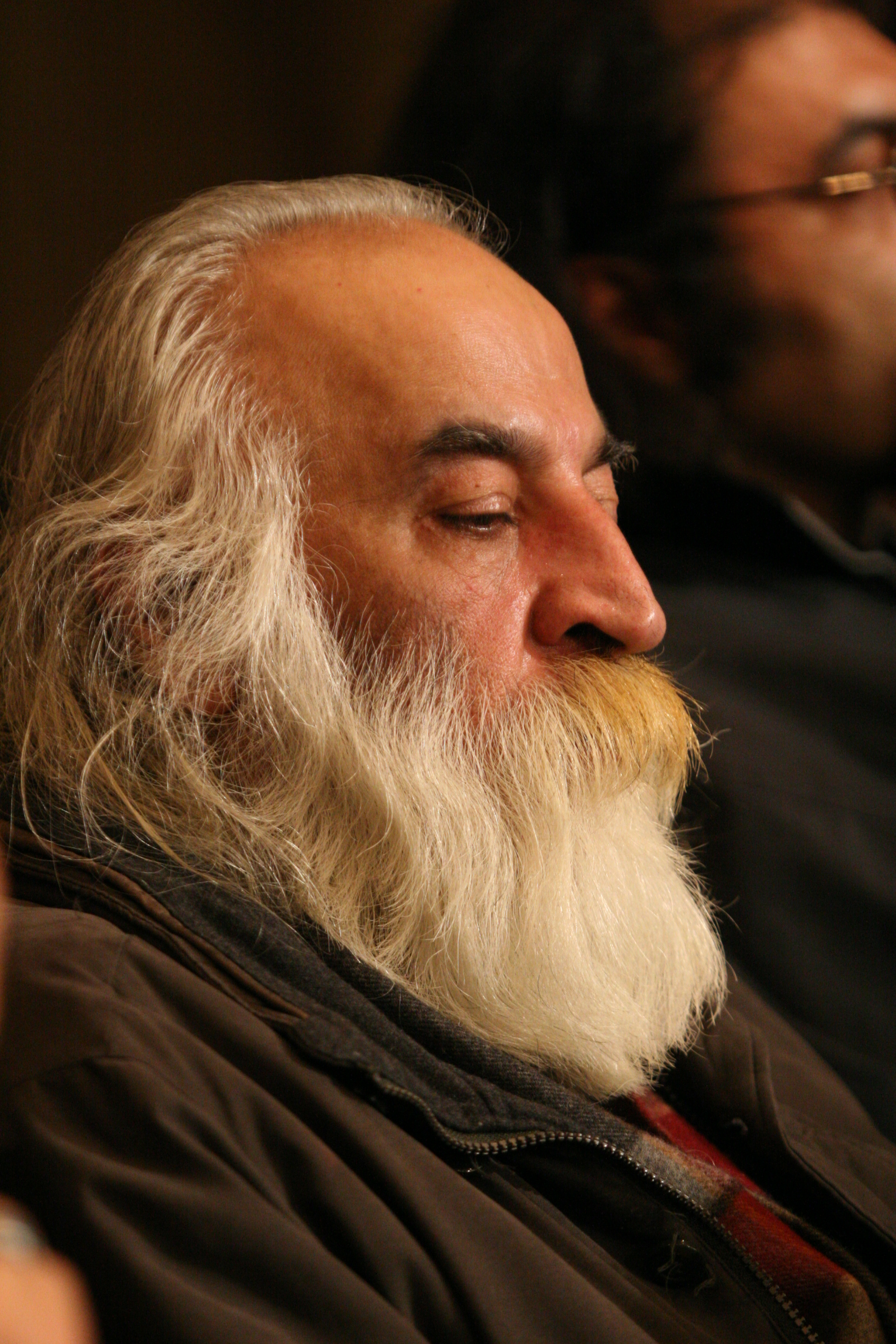
Mohammad Reza Lotfi; † 2. Mai

- 02. Mai: Mohammad Reza Lotfi, iranischer Musiker (67)
- 03. Mai. Aqşin Əlizadə, sowjetischer bzw. aserbaidschanischer Komponist (76)
- 04. Mai: William Bender, US-amerikanischer Musikkritiker (83)
- 06. Mai: Thory Bernhards, schwedische Sängerin (93)
- 06. Mai: Gerald Gentry, britischer Dirigent und Violinist (86)
- 06. Mai: Antony Hopkins, britischer Komponist (93)
- 06. Mai: Victor Kaihatu, niederländischer Bassist (75)
- 06. Mai: William Olvis, US-amerikanischer Film- und Fernsehkomponist (56)
- 07. Mai: Will Gaines, US-amerikanischer Steptänzer (86)
- 07. Mai: Jerry LaCroix, US-amerikanischer Blues-Sänger (70)
- 07. Mai: Werner Matschke, deutscher Dirigent (82)
- 08. Mai: Alexander Fljarkowski, sowjetischer bzw. russischer Komponist (82)
- 08. Mai: Jair Rodrigues, brasilianischer Musiker und Sänger (75)
- 08. Mai: Eberhard Maria Zumbroich, deutscher Komponist und Musikarchivar (80)
- 09. Mai: Eugen M. Dombois, deutsch-schweizerischer Lautenist und Hochschullehrer (82)
- 09. Mai: Selim Sesler, türkischer Klarinettist (57)
- 09. Mai: Frank Strazzeri, US-amerikanischer Jazzpianist (84)

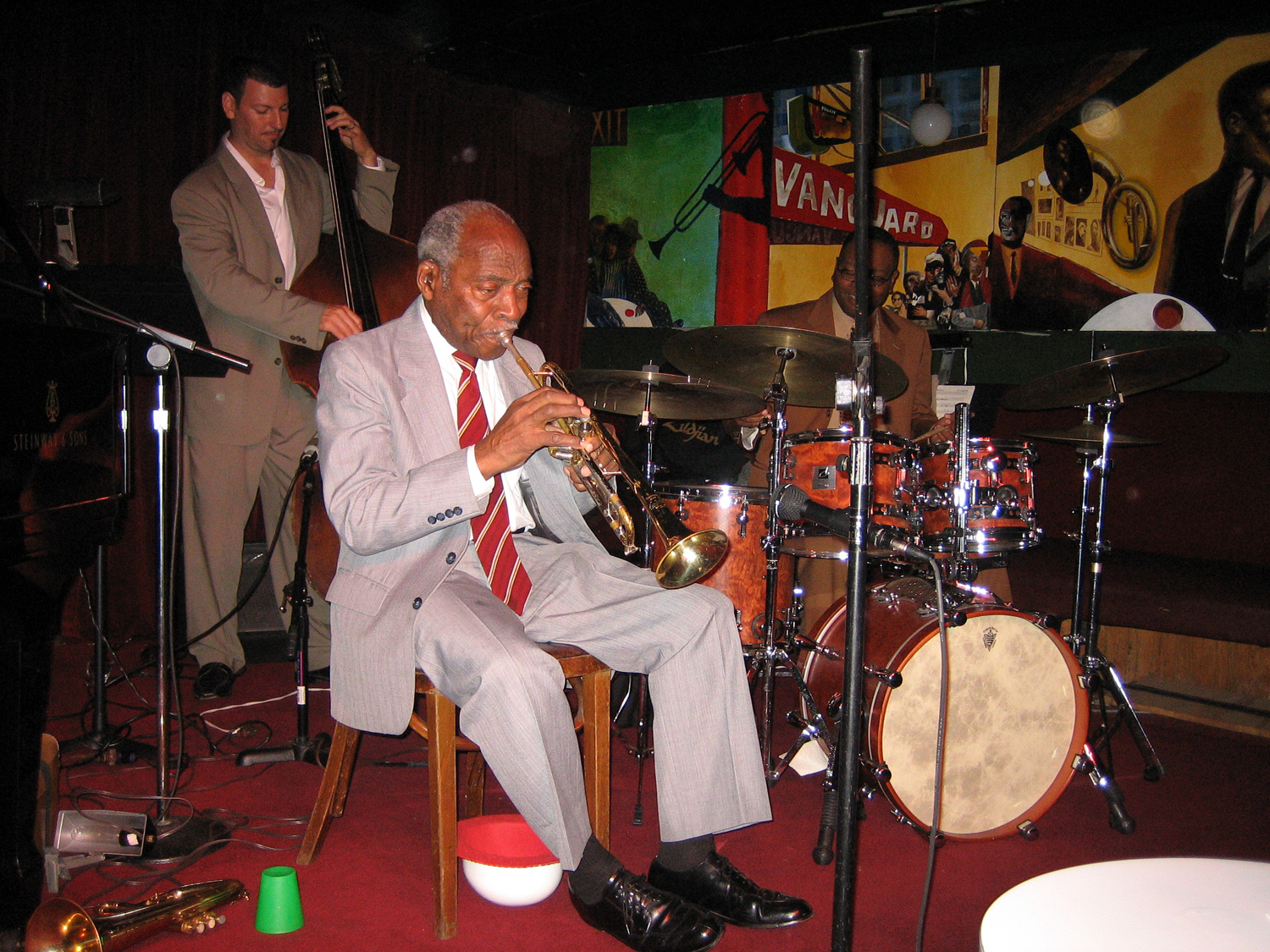
Joe Wilder (Mitte); † 9. Mai

- 09. Mai: Joe Wilder, US-amerikanischer Jazztrompeter (92)
- 10. Mai: Naohiro Iwai, japanischer Komponist (90)
- 10. Mai: Nash the Slash, kanadischer Musiker, Komponist, Performancekünstler und Labelbetreiber (66)
- 10. Mai: André Popp, französischer Komponist (90)
- 11. Mai: Ed Gagliardi, US-amerikanischer Bassist (62)
- 11. Mai: Günter Holwas, deutscher Bluesmusiker (63)

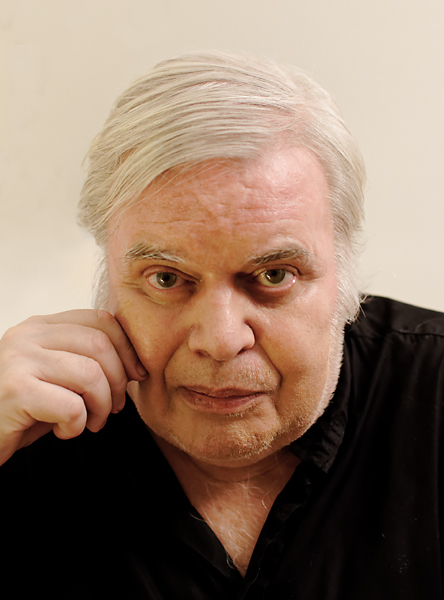
HR Giger; † 12. Mai

- 12. Mai: HR Giger, Schweizer Künstler (74)
- 13. Mai: Ernie Chataway, britischer Gitarrist (62)
- 13. Mai: Tessa Watts, britische Musikvideo- und -filmproduzentin (68)
- 13. Mai: Akihiro Yokoyama, japanischer Bassist (49)
- 13. Mai: George Yoshida, US-amerikanischer Jazzmusiker, Musikpädagoge und Autor (92)
- 14. Mai: Jeff Kruger, britischer Clubbesitzer und Musikmanager (83)
- 14. Mai: Martin Skowroneck, deutscher Musikinstrumentenbauer (87)
- 16. Mai: Nikola Gjusselew, bulgarischer Opernsänger (77)
- 17. Mai: Hussein El-Imam, ägyptischer Schauspieler und Musiker (63)
- 17. Mai: Eric Gentry, US-amerikanischer Sänger (21)
- 17. Mai: Holger Krehky, deutscher Sänger und Musikproduzent (61)
- 17. Mai: Bongani Masuku, südafrikanischer Sänger (50)
- 17. Mai: Evan Plunkett, US-amerikanischer Musiker (25)
- 18. Mai: Lykourgos Angelopoulos, griechischer Kirchenmusiker, Musikwissenschaftler und Chorleiter (72)
- 18. Mai: Michel Philippe-Gérard, französischer Komponist und Liedtexter (89)
- 18. Mai: Jerry Vale, US-amerikanischer Sänger und Schauspieler (83)
- 19. Mai: Franz-Paul Decker, deutsch-kanadischer Dirigent (90)
- 19. Mai: K, japanischer Gitarrist
- 19. Mai: Count Suckle, jamaikanisch-britischer Musikclubbesitzer und DJ (82)
- 19. Mai: Darryl Thompson, US-amerikanischer Gitarrist (≈59)
- 20. Mai: Randy Coven, US-amerikanischer Bassist (54)
- 20. Mai: Walter Heider, österreichischer Wienerliedsänger (74)
- 20. Mai: Rupert Prinz zu Loewenstein, britischer Bankier und Finanzmanager der Rolling Stones (80)
- 21. Mai: Jane Adams, US-amerikanische Schauspielerin, Violinistin und Konzertmeisterin (95)
- 21. Mai: Martin Lister, britischer Musiker, Komponist und Musikproduzent (≈52)
- 22. Mai: Ken Roberts, US-amerikanischer Konzertveranstalter und Hörfunkbetreiber (73)
- 22. Mai: Kurt Seiler, Schweizer Musik- und Theaterschaffender (92)
- 22. Mai: Józef Świder, polnischer Komponist (83)
- 23. Mai: Uña Ramos, argentinischer Musiker (80)
- 24. Mai: Luis Carbonell, kubanischer Vortragskünstler und Musiker (90)
- 24. Mai: Stormé DeLarverie, US-amerikanische Künstlerin und LGBT-Aktivistin (93)
- 24. Mai: David Weiss, US-amerikanischer Oboist (67)
- 24. Mai: Thuận Yến, vietnamesischer Offizier und Komponist (81)
- 25. Mai: Tommy Blom, schwedischer Sänger und Moderator (67)
- 25. Mai: Larry Evers, deutscher Sänger (63)
- 25. Mai: Herb Jeffries, US-amerikanischer Sänger und Schauspieler (100)
- 25. Mai: John Leach, britischer Musiker und Filmkomponist (83)
- 25. Mai: Dagwyn Luwsanscharaw, mongolischer Sänger, Komponist und Schauspieler (86)
- 26. Mai: Joseph Elgiser, sowjetischer bzw. ukrainischer Arzt, Komponist, Musikpädagoge und Pianist (84)
- 26. Mai: Thomas Meisel, deutscher Musikverleger (74)
- 26. Mai: Father Shaheed, US-amerikanischer Hip-Hop-Musiker (45)
- 26. Mai: Walter Terharen, österreichischer Posaunist und Pianist (≈80)

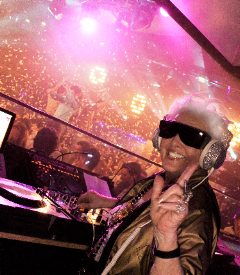
Mamy Rock; † 27. Mai

- 27. Mai: Mamy Rock, britische DJ (74)
- 27. Mai: Janice Scroggins, US-amerikanische Pianistin (58)
- 28. Mai: Gustavo Lezcano, kubanischer Musiker (59)
- 28. Mai: David Nadien, US-amerikanischer Violinist (88)
- 29. Mai: Christine Charbonneau, kanadische Singer-Songwriterin (70)
- 29. Mai: Miljenko Prohaska, jugoslawischer bzw. kroatischer Dirigent und Komponist (88)
- 29. Mai: Antonín Viktora, tschechischer Jazzgitarrist (71)
- 30. Mai: Charles Moore, US-amerikanischer Jazztrompeter (73)
- 30. Mai: Gerda Schriever, deutsche Oratorien- und Konzertsängerin (85)
- 31. Mai: Mary Anthony, US-amerikanische Choreographin und Tanzlehrerin (97)
- 31. Mai: Fabrizio Cecca, italienischer Paläontologe und Jazzmusiker (57)
- 31. Mai: Sylvia Marichal, puerto-ricanische Balletttänzerin (?)

### Juni
- 01. Juni: Victor Agnello, US-amerikanischer Schlagzeuger (50)
- 01. Juni: Andres Briner, Schweizer Musikhistoriker (91)
- 01. Juni: Felix Mandre, estnischer Dirigent und Pianist (86)
- 03. Juni: Elodie Lauten, US-amerikanische Komponistin (63)
- 03. Juni: Virginia Luque, argentinische Tango-Sängerin und Schauspielerin (86)
- 04. Juni: Güngör Hoşses, türkischer Perkussionist (76)
- 04. Juni: Maciej Łukaszczyk, polnischer Pianist und Vereinsfunktionär (80)
- 04. Juni: Horst Menzel, deutscher Musikpädagoge, -wissenschaftler und Komponist (80)
- 04. Juni: Doc Neeson, australischer Musiker (67)
- 05. Juni: Don Davis, US-amerikanischer Soul-Produzent, Songwriter und Gitarrist (75)
- 05. Juni: Aaron Sachs, US-amerikanischer Jazzmusiker (90)
- 05. Juni: Osvaldo Scilla, italienischer Violinist, Komponist und Musikpädagoge (78)
- 05. Juni: Nisse Skoog, schwedischer Jazzmusiker und Illustrator (92)
- 05. Juni: Bill Traut, US-amerikanischer Musikproduzent und -manager (85)
- 05. Juni: Jean Walter, belgischer Sänger (92)
- 06. Juni: Markus Braun, Schweizer Komponist, Organist und Pianist (63)
- 06. Juni: Lee Hyla, US-amerikanischer Komponist und Musikpädagoge (61)
- 06. Juni: JayAre, US-amerikanischer Hip-Hop-Musiker (25)
- 06. Juni: Sonja Mottl, österreichische Opern- und Operettensängerin (90)
- 07. Juni: Alan Douglas, US-amerikanischer Musikproduzent (82)
- 08. Juni: Ivo Vinco, italienischer Opernsänger (86)
- 09. Juni: Phil Mason, britischer Trompeter und Veranstalter (74)
- 09. Juni: Gerd Zacher, deutscher Organist und Komponist (84)
- 11. Juni: Michael Brown, US-amerikanischer Musicalkomponist und Kinderbuchautor (93)
- 11. Juni: Rafael Frühbeck de Burgos, spanischer Dirigent (80)
- 12. Juni: Lilian Benningsen, österreichische Opernsängerin (89)
- 12. Juni: Khagen Mahanta, indischer Sänger (72)

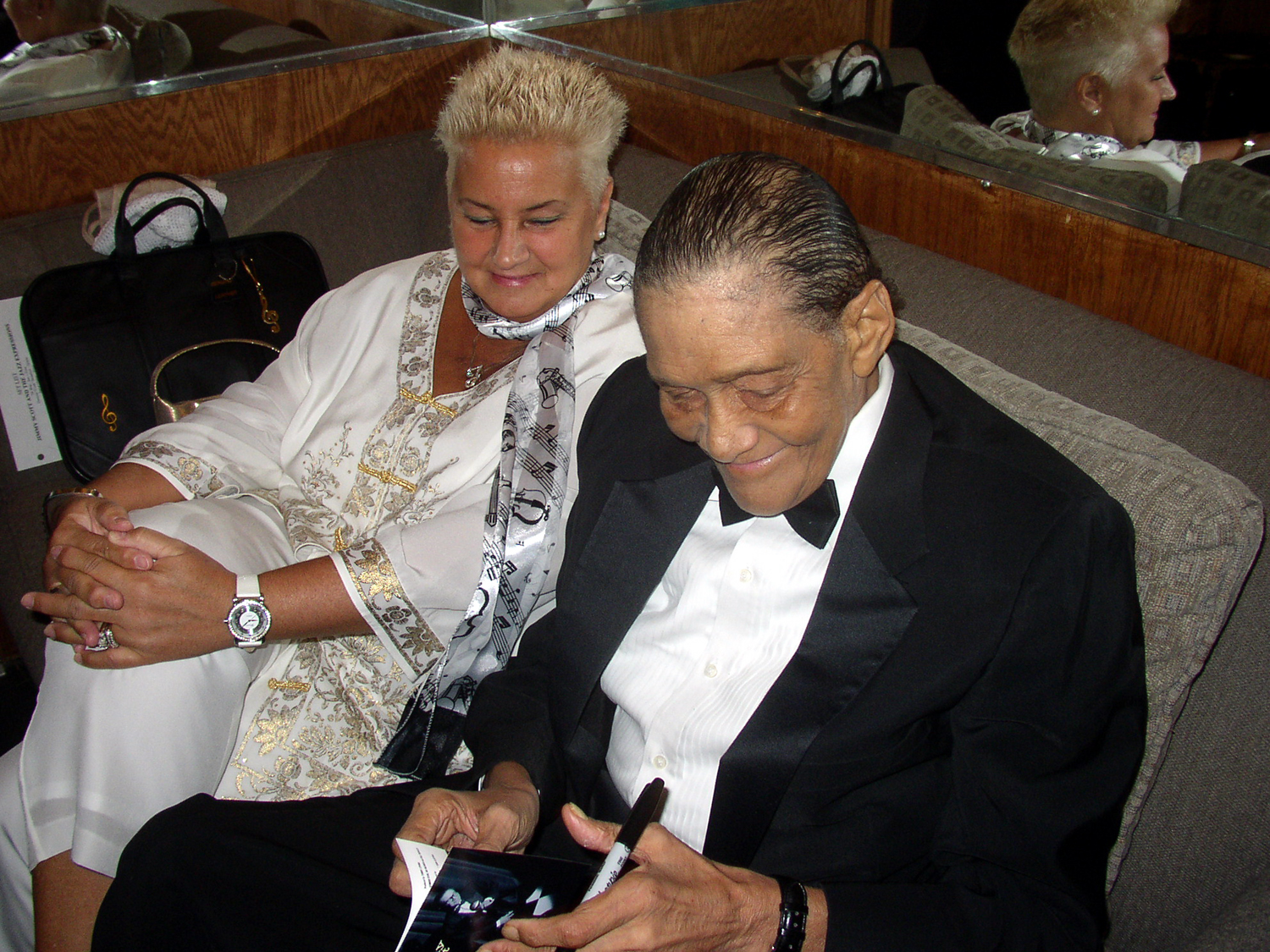
Jimmy Scott; † 12. Juni

- 12. Juni: Jimmy Scott, US-amerikanischer Jazzsänger (88)
- 12. Juni: Jürgen Wolf, deutscher Cellist, Dirigent und Musikpädagoge (75)
- 13. Juni: Jim Keays, australischer Musiker (67)
- 13. Juni: Berislav Klobučar, jugoslawischer bzw. kroatischer Dirigent (89)

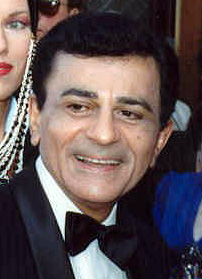
Casey Kasem; † 15. Juni

- 15. Juni: Casey Kasem, US-amerikanischer Hörfunkmoderator (82)
- 16. Juni: Rosemarie Ambé, deutsche Schlagersängerin und Fernsehmoderatorin (73)
- 16. Juni: Hubert Deuringer, deutscher Musiklehrer, Arrangeur und Orchesterleiter (90)
- 16. Juni: Jonny Morelli, italienischer Schlagzeuger (30)
- 17. Juni: Johnny Gray, britischer Jazz-Tenorsaxophonist (94)
- 17. Juni: John McClure, US-amerikanischer Musikproduzent (84)
- 17. Juni: Hannes Thanheiser, österreichischer Schauspieler und Musiker (88)
- 18. Juni: Johnny Mann, US-amerikanischer Komponist und Arrangeur (85)

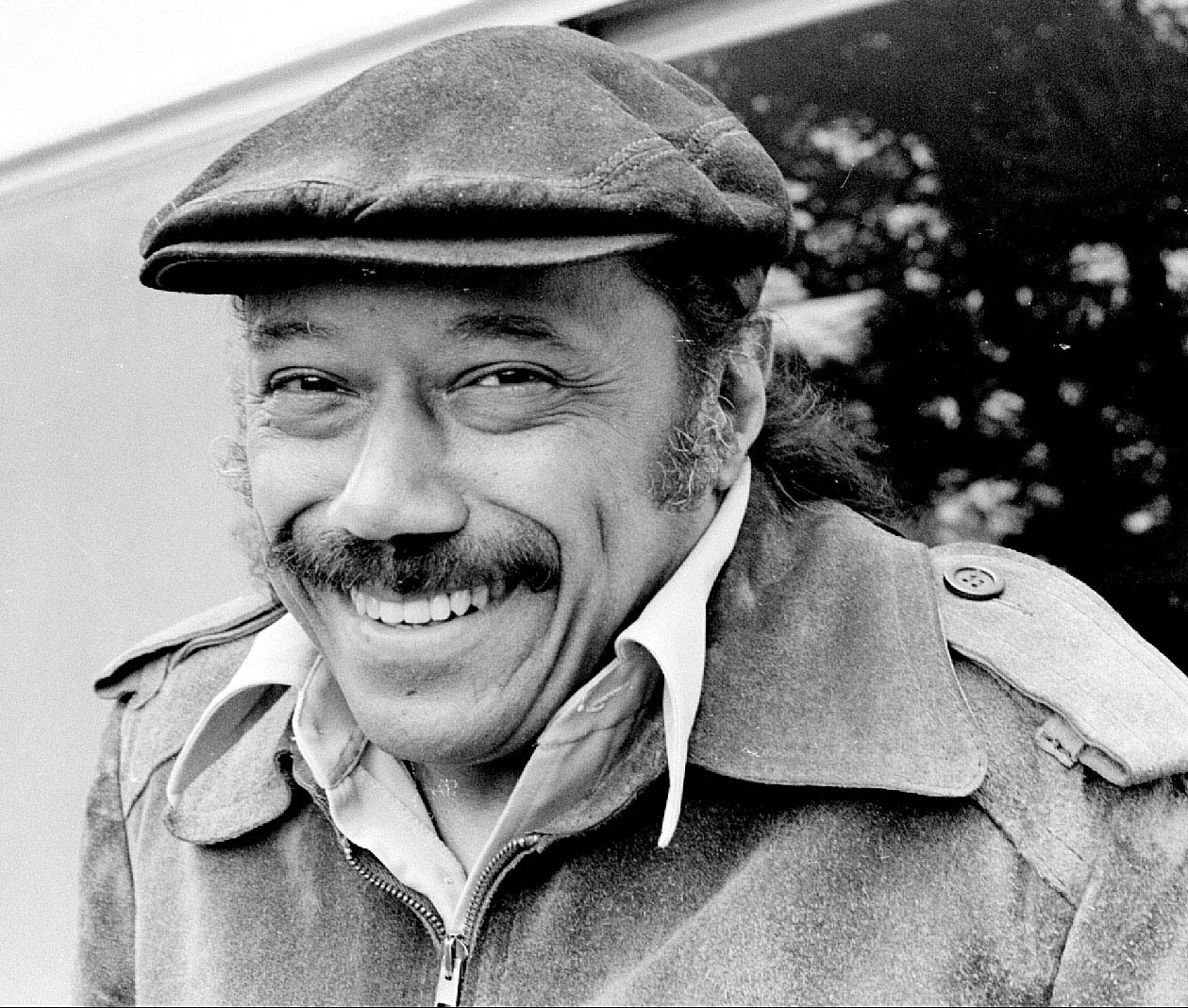
Horace Silver; † 18. Juni

- 18. Juni: Horace Silver, US-amerikanischer Jazzpianist und Komponist (85)
- 19. Juni: Miša Blam, jugoslawischer bzw. serbischer Jazzmusiker (66)
- 19. Juni: Gerry Goffin, US-amerikanischer Liedtexter (75)
- 19. Juni: Philippe d’Huy, französisch-guadeloupischer Gitarrist (58)
- 19. Juni: Daniel Nazareth, indischer Dirigent und Komponist (66)
- 20. Juni: María Luisa Landín, mexikanische Sängerin (92)

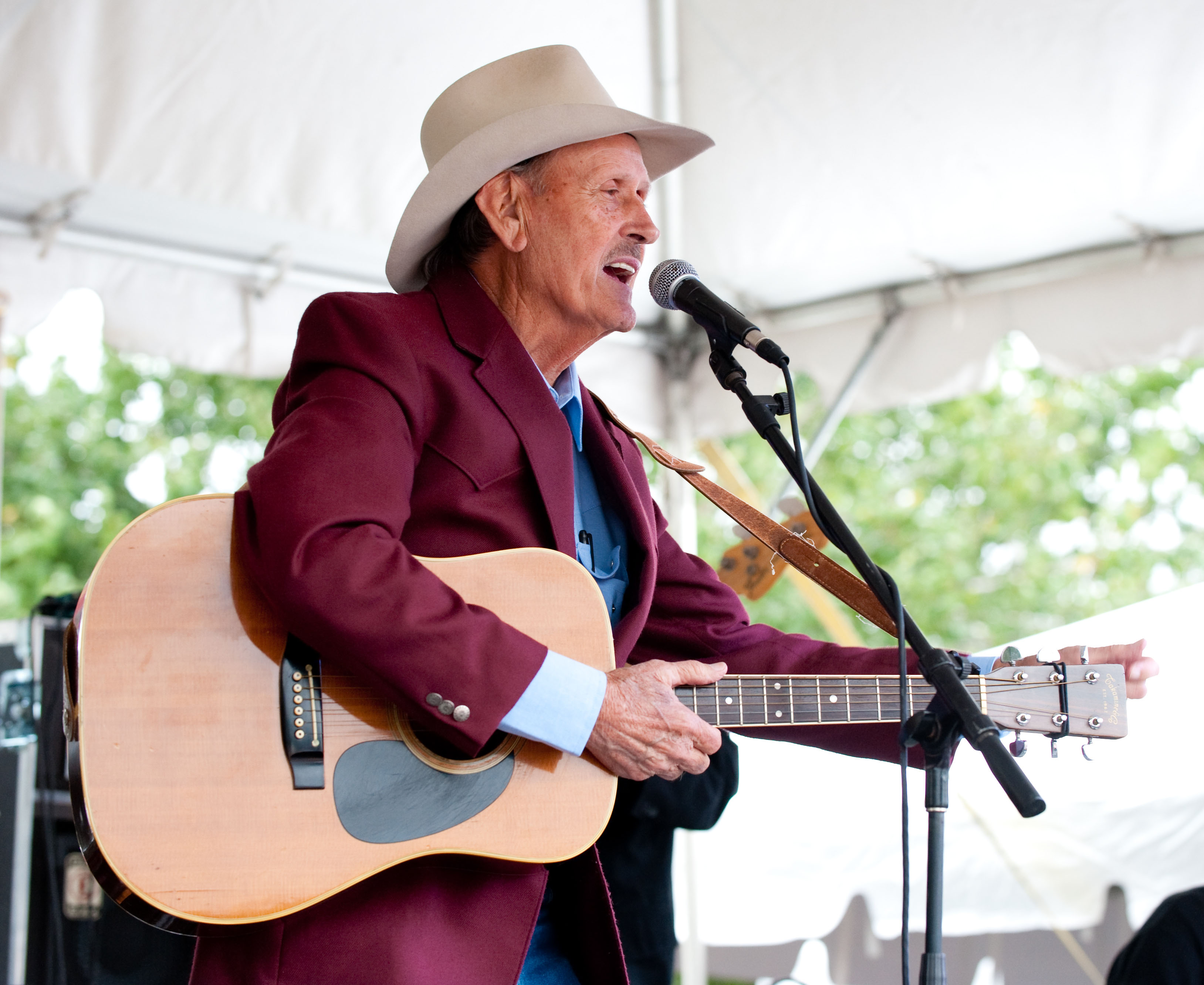
Jimmy C. Newman; † 21. Juni

- 21. Juni: Jimmy C. Newman, US-amerikanischer Country-Sänger (86)
- 22. Juni: Abdelkader Bouhi, algerischer Musiker und Dichter (58)
- 22. Juni: Teenie Hodges, US-amerikanischer R&B-Gitarrist und Songwriter (68)
- 22. Juni: Steve Rossi, US-amerikanischer Comedian, Sänger und Schauspieler (82)
- 24. Juni: Lee McBee, US-amerikanischer Bluessänger und -Harmonikaspieler (63)
- 26. Juni: Jean-Pierre Dekeghel, belgischer Gitarrist (57)
- 26. Juni: Jürgen Kopp, deutscher Orgelbaumeister (≈58)
- 26. Juni: Mary Rodgers, US-amerikanische Komponistin und Autorin (83)
- 26. Juni: Julius Rudel, US-amerikanisch-österreichischer Dirigent (93)

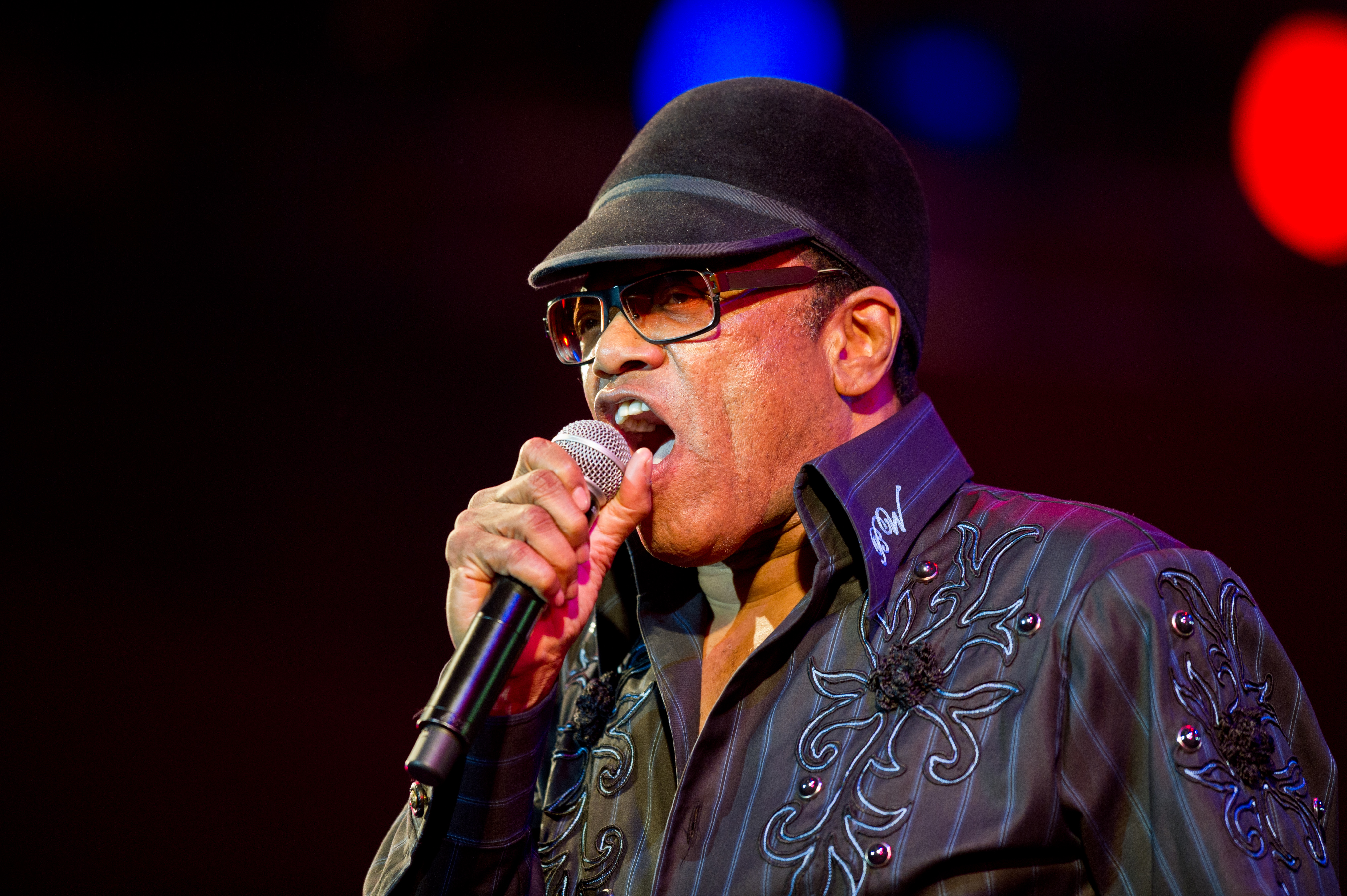
Bobby Womack; † 27. Juni

- 27. Juni: Bobby Womack, US-amerikanischer Sänger und Songwriter (70)
- 28. Juni: Seymour Barab, US-amerikanischer Cellist und Komponist (93)
- 29. Juni: Paul Horn, US-amerikanischer Jazzmusiker (84)
- 29. Juni: Clementine von Schuch, deutsche Konzert- und Opernsängerin (92)
- 30. Juni: Eduard Arzt, österreichischer Geiger und Musikpädagoge (88)

### Juli
- 01. Juli: Nick Charles, britischer Bassist und Saxofonist
- 01. Juli: Betty Cody, US-amerikanische Country-Sängerin (92)
- 01. Juli: Stephen Gaskin, US-amerikanischer Hippie und Kommunarde (79)
- 01. Juli: Thierry Scherz, Schweizer Festivalveranstalter (41)
- 01. Juli: Oscar Yatco, philippinischer Dirigent und Violinist (83)
- 02. Juli: Bertrand d'At, französischer Choreograph (56)
- 02. Juli: Walter Grob, Schweizer Akkordeonist und Komponist (86)
- 02. Juli: Max Herman, US-amerikanischer Jazztrompeter (99)
- 02. Juli: Janusz Kondratowicz, polnischer Poet und Liedtexter (73)
- 02. Juli: Peeter Saul, estnischer Dirigent und Pianist (82)
- 02. Juli: Christoph Stepp, deutscher Dirigent (86)
- 02. Juli: Jason Wulf, US-amerikanischer Graffitikünstler (42)
- 03. Juli: Annik Honoré, belgische Journalistin und Musikmanagerin (56)
- 04. Juli: Paul Apted, britischer Sound-Editor (47)

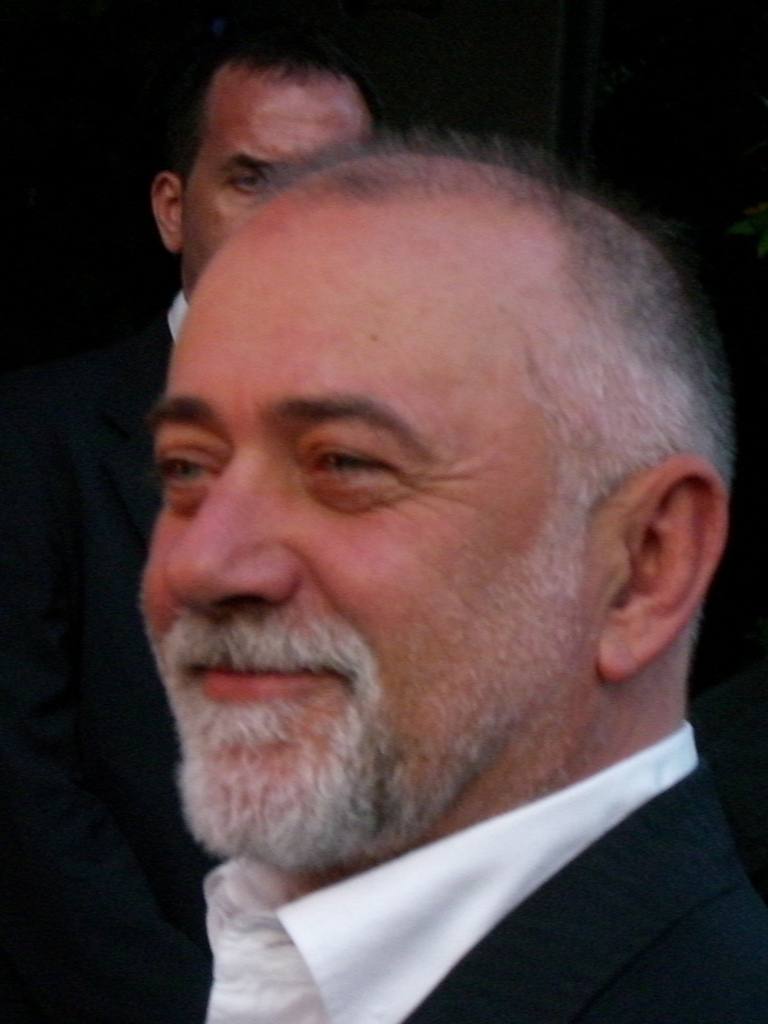
Giorgio Faletti; † 4. Juli

- 04. Juli: Giorgio Faletti, italienischer Autor, Moderator und Komponist (63)
- 04. Juli: Osvaldo Montes, argentinischer Musiker und Komponist (80)
- 04. Juli: Nikolaus Sulzberger, deutscher Opernregisseur (75)
- 05. Juli: Maria Duschenes, brasilianische Choreografin (92)
- 05. Juli: William Gugi Waaka, neuseeländischer Musiker (76)
- 05. Juli: André Paquinet, französischer Jazzposaunist (87)
- 05. Juli: Kathy Stobart, britische Jazzmusikerin (89)
- 06. Juli: Castro, ghanaischer Musiker (32)
- 06. Juli: Haider Hashmi, pakistanischer Gitarrist (40)
- 07. Juli: Frankie Dunlop, US-amerikanischer Jazz-Schlagzeuger (85)
- 07. Juli: Lois Johnson, US-amerikanische Countrysängerin (72)
- 07. Juli: Manfred Schmitz, deutscher Komponist und Pianist (75)
- 09. Juli: John Spinks, britischer Gitarrist (60)
- 09. Juli: Ken Thorne, britischer Komponist (90)
- 10. Juli: Zohra Segal, indische Tänzerin, Bühnen- und Filmschauspielerin (102)

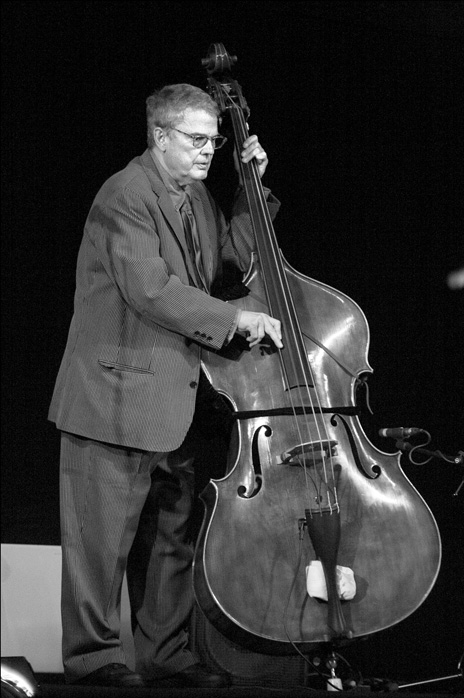
Charlie Haden; † 11. Juli

- 11. Juli: Charlie Haden, US-amerikanischer Jazzmusiker (76)
- 11. Juli: Horst Köbbert, deutscher Sänger und Moderator (86)

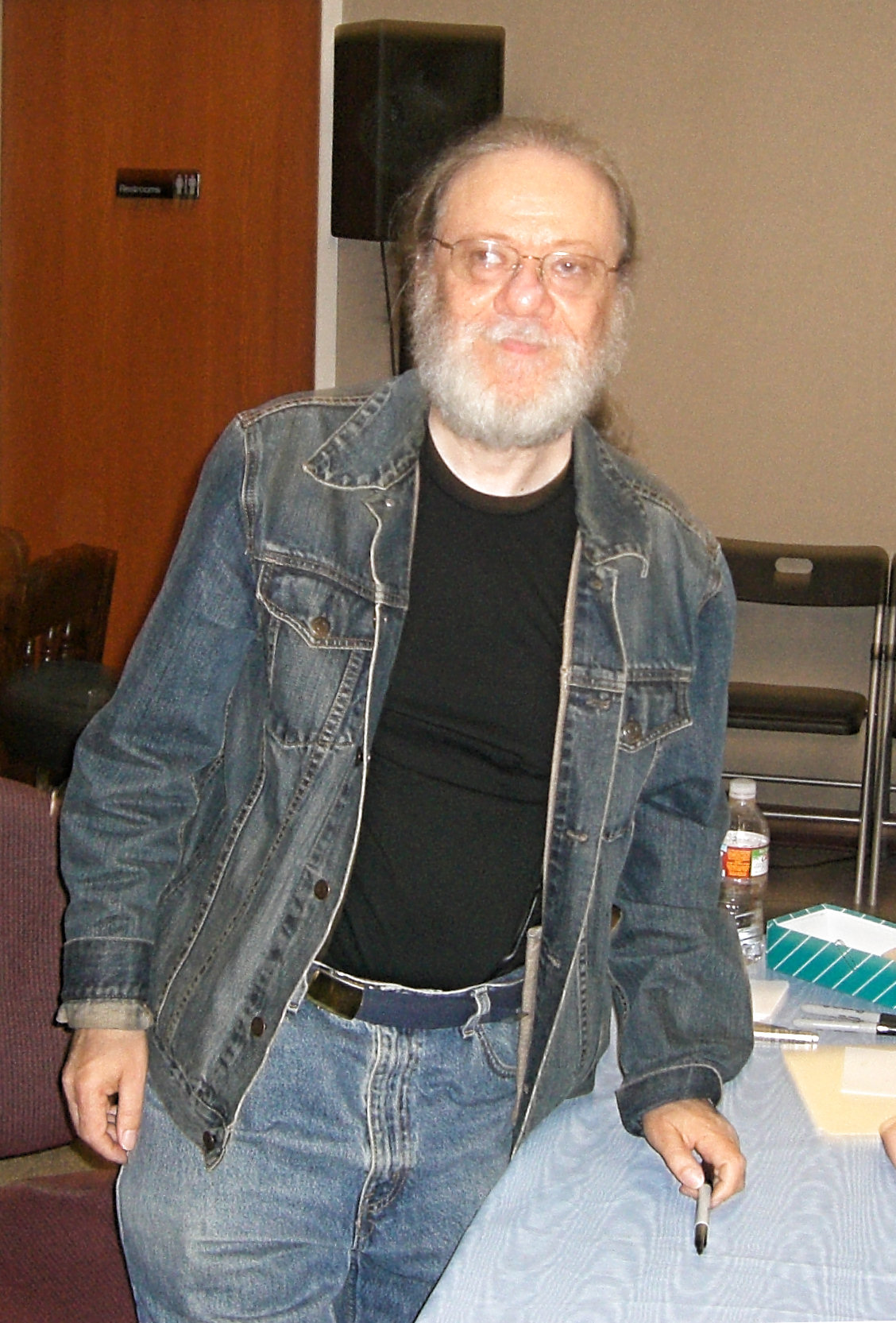
Tommy Ramone; † 11. Juli

- 11. Juli: Tommy Ramone, US-amerikanischer Musiker und Musikproduzent (65)
- 11. Juli: Tomislav Simović, jugoslawischer Filmkomponist (82)
- 12. Juli: Toni Goth, deutscher Volksmusiker (82)
- 12. Juli: Teruto Soejima, japanischer Musikkritiker, Veranstalter und Produzent (83)
- 12. Juli: Lennie Sogoloff, US-amerikanischer Jazzclub-Besitzer (90)

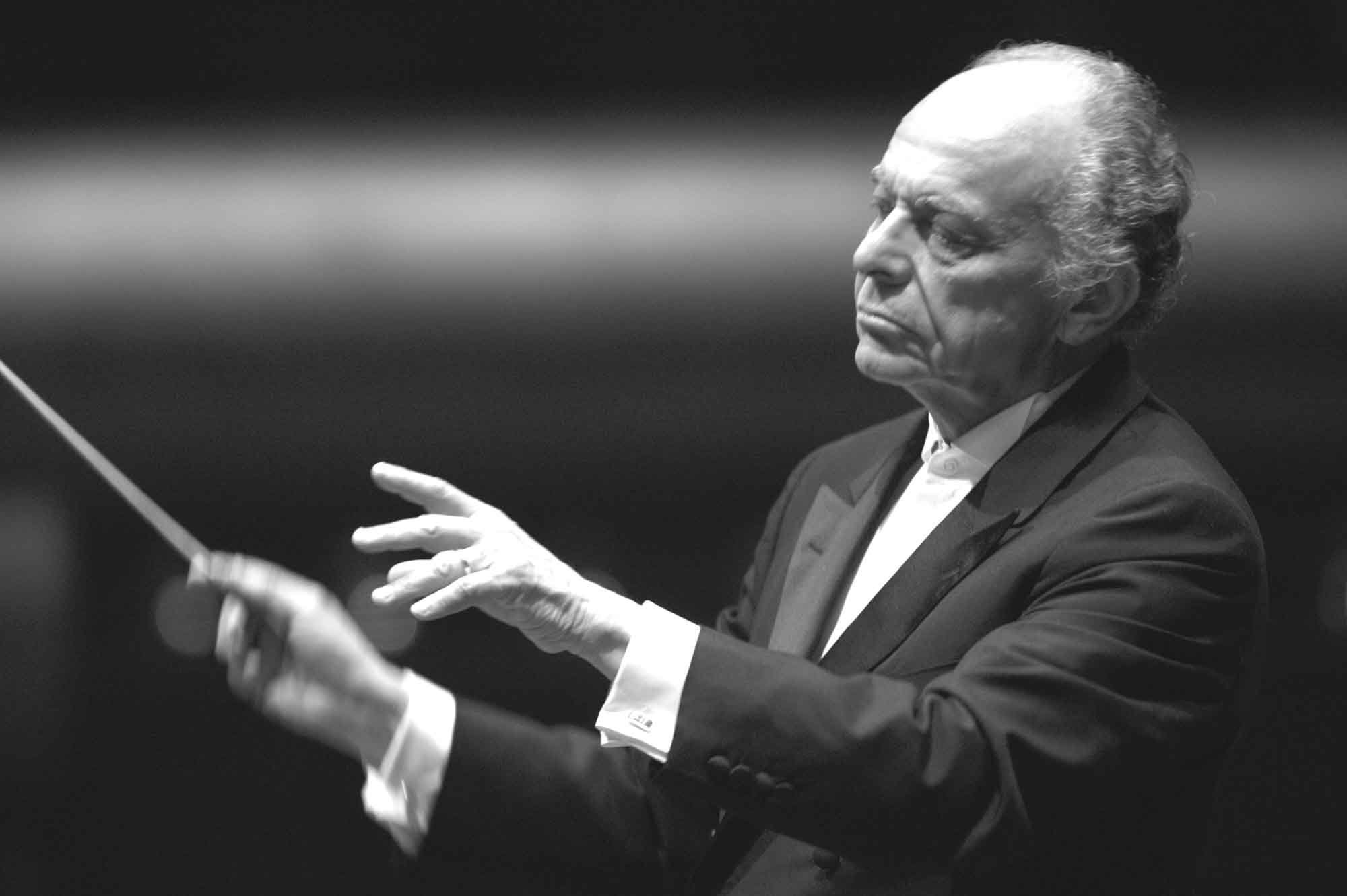
Lorin Maazel; † 13. Juli

- 13. Juli: Lorin Maazel, US-amerikanischer Dirigent und Komponist (84)
- 14. Juli: Brian Innes, britischer Jazzmusiker, Verleger und Autor (86)
- 14. Juli: Vange Leonel, brasilianische Songwriterin (51)
- 16. Juli: Carl Bay, deutscher Sänger (86)
- 16. Juli: Hervé Cristiani, französischer Sänger (66)
- 16. Juli: Martin Grupp, US-amerikanischer Perkussionist (90)

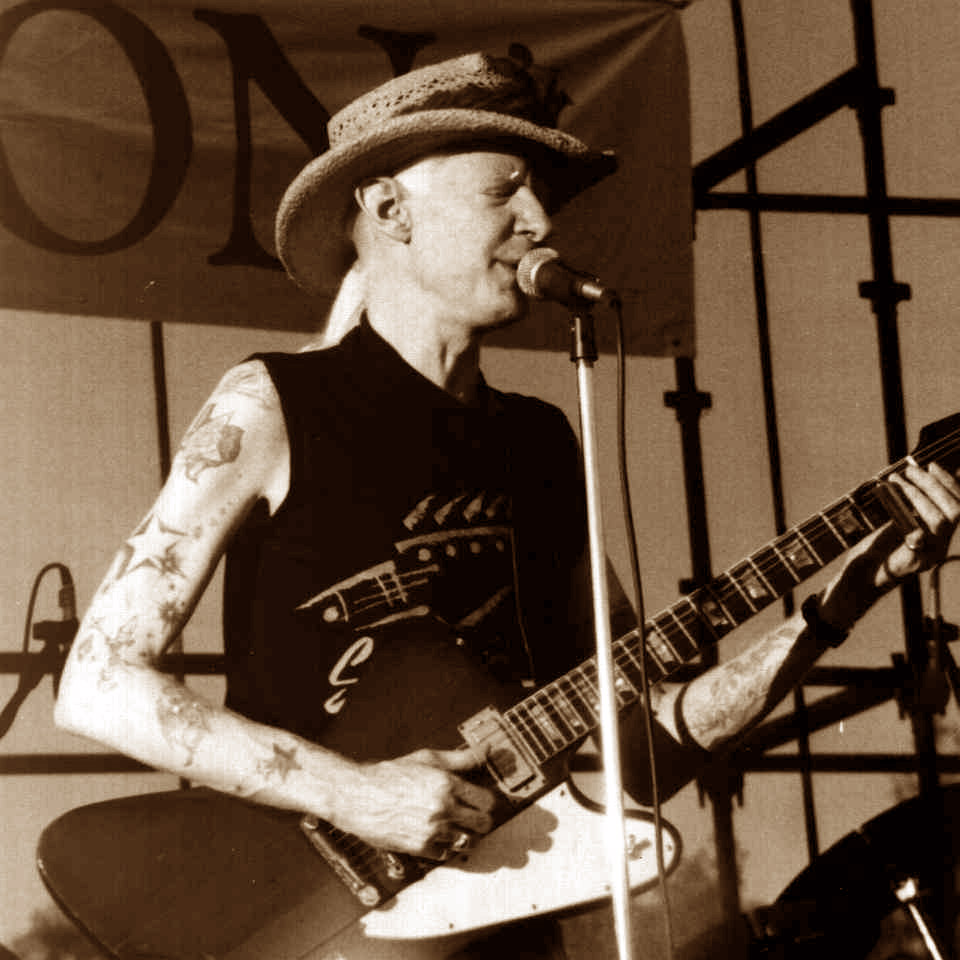
Johnny Winter; † 16. Juli

- 16. Juli: Johnny Winter, US-amerikanischer Blues-Gitarrist (70)
- 18. Juli: Noel Bailey, jamaikanischer Reggaemusiker (61)
- 18. Juli: James Govan, US-amerikanischer Bluessänger (64)
- 18. Juli: Augie Rodriguez, US-amerikanischer Tänzer (86)
- 18. Juli: Dietmar Schönherr, österreichischer Schauspieler, Fernsehmoderator und Schlagersänger (88)
- 19. Juli: Lionel Ferbos, US-amerikanischer Jazz-Trompeter (103)
- 19. Juli: George Riddle, US-amerikanischer Country-Musiker (78)
- 20. Juli: Rod Franks, britischer Trompeter (58)
- 20. Juli: Manfred Sexauer, deutscher Moderator (83)
- 21. Juli: Gene Walker, US-amerikanischer R&B- und Jazz-Musiker (76)
- 23. Juli: Dora Bryan, britische Schauspielerin (91)
- 23. Juli: Norman Leyden, US-amerikanischer Arrangeur, Komponist und Orchesterleiter (96)
- 23. Juli: Heinz Martin Lonquich, deutscher Komponist und Diakon (77)
- 23. Juli: Saado Ali Warsame, somalische Sängerin und Politikerin (≈64)
- 24. Juli: Ulrich Alder, Schweizer Geiger (92)
- 24. Juli: Bae Ik-Hwan, südkoreanischer Geiger (57)
- 24. Juli: Christian Falk, schwedischer Musikproduzent (52)
- 24. Juli: Diego Legrand, uruguayischer Komponist und Musiker (85)
- 24. Juli: Walt Martin, US-amerikanischer Tontechniker (69)
- 24. Juli: Yoo Chae-young, südkoreanische Sängerin und Schauspielerin (40)
- 25. Juli: Schwabinger Gisela, deutsche Chansonsängerin (85)
- 27. Juli: András Mohay, ungarischer Schlagzeuger (36)
- 28. Juli: Iris Scaccheri, argentinische Tänzerin (65)
- 29. Juli: Giorgio Gaslini, italienischer Jazz-Pianist (84)
- 29. Juli: Idris Muhammad, US-amerikanischer Schlagzeuger (74)
- 29. Juli: Jan Strinnholm, schwedischer Jazzpianist (78)
- 30. Juli: Dick Wagner, US-amerikanischer Rockgitarrist und Songwriter (71)
- 31. Juli: King Robert Ebizimor, nigerianischer Highlife-Musiker (?)
- 31. Juli: Murat Göğebakan, türkischer Sänger (45)

### August
- 01. August: Jürgen Degenhardt, deutscher Liedtexter, Schauspieler, Regisseur und Buchautor (83)
- 01. August: Carlos Galván, argentinischer Bandoneonist und Tangomusiker (74)
- 01. August: Souleymane Koly, guineischer Bühnenkünstler, Choreograf und Musiker (69)
- 01. August: Michael Johns, australischer Sänger (35)
- 01. August: Mike Smith, britischer Hörfunk- und Fernsehmoderator (59)
- 02. August: Jacques Merlet, französischer Musikjournalist (82)
- 02. August: Olga Woronez, sowjetische bzw. russische Sängerin (88)
- 03. August: Kenny Drew junior, US-amerikanischer Pianist (56)
- 03. August: Jan Jarczyk, polnischer Jazzmusiker und Kompositionslehrer (66)
- 03. August: Toni Valentí, spanischer Musiker (75)
- 04. August: Carmen de Lirio, spanische Schauspielerin und Sängerin (87)
- 04. August: Rafael Santa Cruz, peruanischer Musiker, Schauspieler und Autor (53)
- 05. August: Frank Shipway, britischer Dirigent (79)

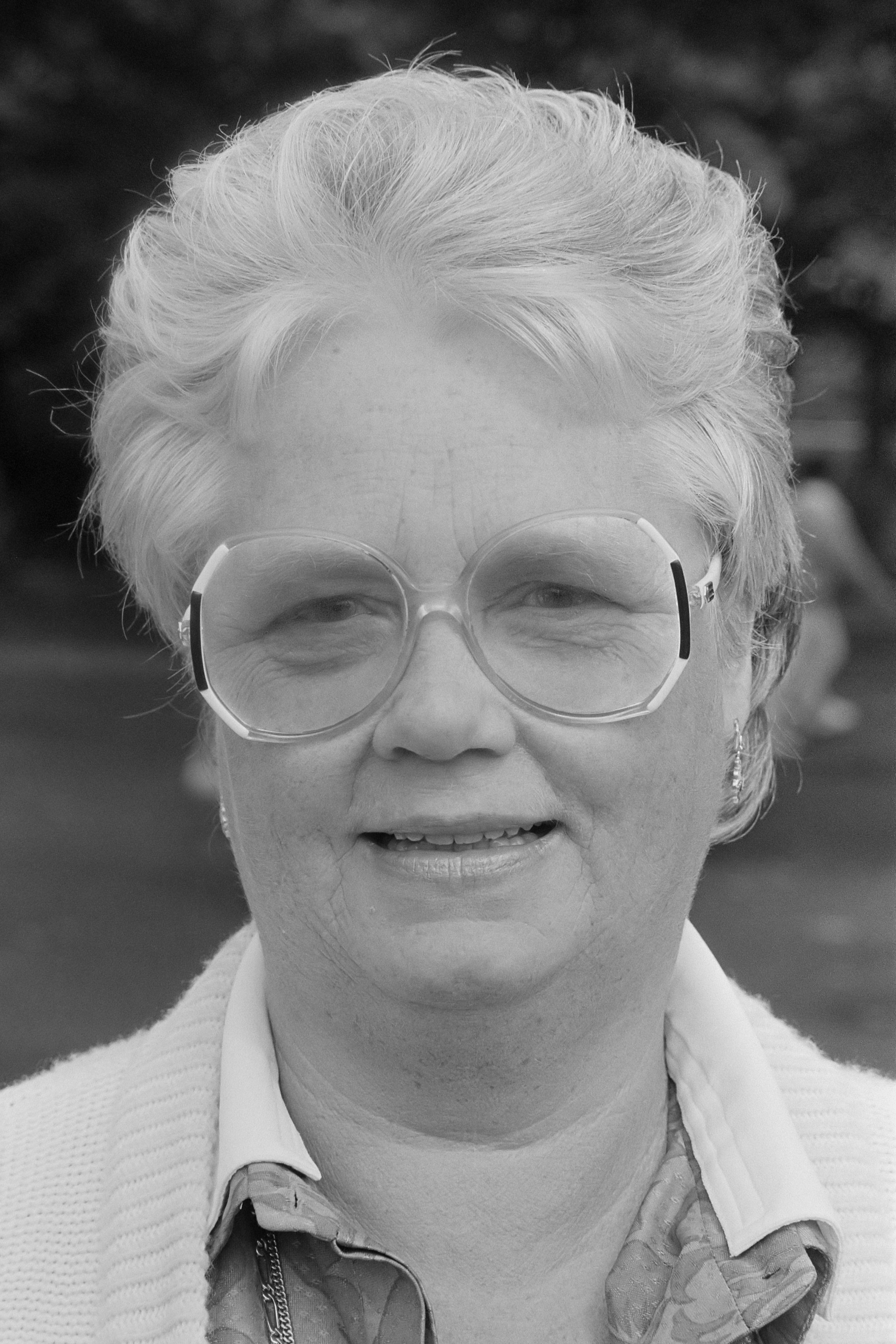
Cristina Deutekom † 7. August

- 07. August: Cristina Deutekom, niederländische Opern-, Oratorien- und Konzertsängerin (82)
- 07. August: Tommy Gill, US-amerikanischer Jazzpianist (49)
- 07. August: Henry Stone, US-amerikanischer Musikproduzent (93)
- 08. August: André Bush, US-amerikanischer Jazzgitarrist (45)
- 08. August: Rob Langereis, niederländischer Jazzmusiker (75)
- 08. August: Peter Sculthorpe, australischer Komponist (85)
- 10. August: Doris Haug, deutsche Tänzerin und Tanzlehrerin (87)
- 10. August: Maria Kolokouri, griechische Sängerin und Gitarristin (37)
- 11. August: Ewald Ivanschitz, österreichischer Klarinettist und Musikpädagoge (60)
- 12. August: Jean-Jacques Avenel, französischer Jazz-Bassist (66)
- 12. August: Omar Lamparter, deutscher Musiker und Hochschullehrer (97)
- 13. August: Frans Brüggen, niederländischer Dirigent und Flötist (79)
- 15. August: Licia Albanese, italienisch-US-amerikanische Opernsängerin (105)
- 15. August: John Blake, US-amerikanischer Jazzgeiger und Hochschullehrer (67)
- 15. August: Jan Ekier, polnischer Pianist, Komponist und Musikwissenschaftler (100)
- 17. August: Ralph Morman, US-amerikanischer Sänger (65)
- 18. August: Charles M. Young, US-amerikanischer Musikjournalist (63)
- 19. August: James Kinds, US-amerikanischer Bluesmusiker (71)
- 20. August: Joseph „Powda“ Bennett, jamaikanischer Sänger (76)
- 21. August: Cybele, brasilianische Sängerin (74)
- 21. August: Marc Lory, deutscher Gitarrist (37)
- 21. August: Buddy MacMaster, kanadischer Geiger (89)
- 21. August: Jean Redpath, britische Folksängerin (77)
- 21. August: Tehua, mexikanische Sängerin (71)
- 22. August: John Ore, US-amerikanischer Jazz-Bassist (80)
- 23. August: Herbert Rühl, deutscher Musikpädagoge (≈90)
- 24. August: Timo Lozano, US-amerikanisch-mexikanischer Tänzer und Choreograph (66)
- 24. August: Fred Sturm, US-amerikanischer Komponist, Arrangeur und Musikpädagoge (63)
- 25. August: Jeroen Spierenburg, niederländischer Sänger (38)
- 26. August: Tim „Rawbiz“ Williams, US-amerikanischer Bassist (31)
- 26. August: P. K. Yamoah, ghanaischer Highlife-Sänger (86)
- 27. August: Yehezkel Braun, israelischer Komponist (92)
- 27. August: Melinda Esterházy, ungarisch-österreichische Balletttänzerin und Großgrundbesitzerin (94)
- 27. August: Daniel Jackson, US-amerikanischer Jazz-Saxophonist (77)

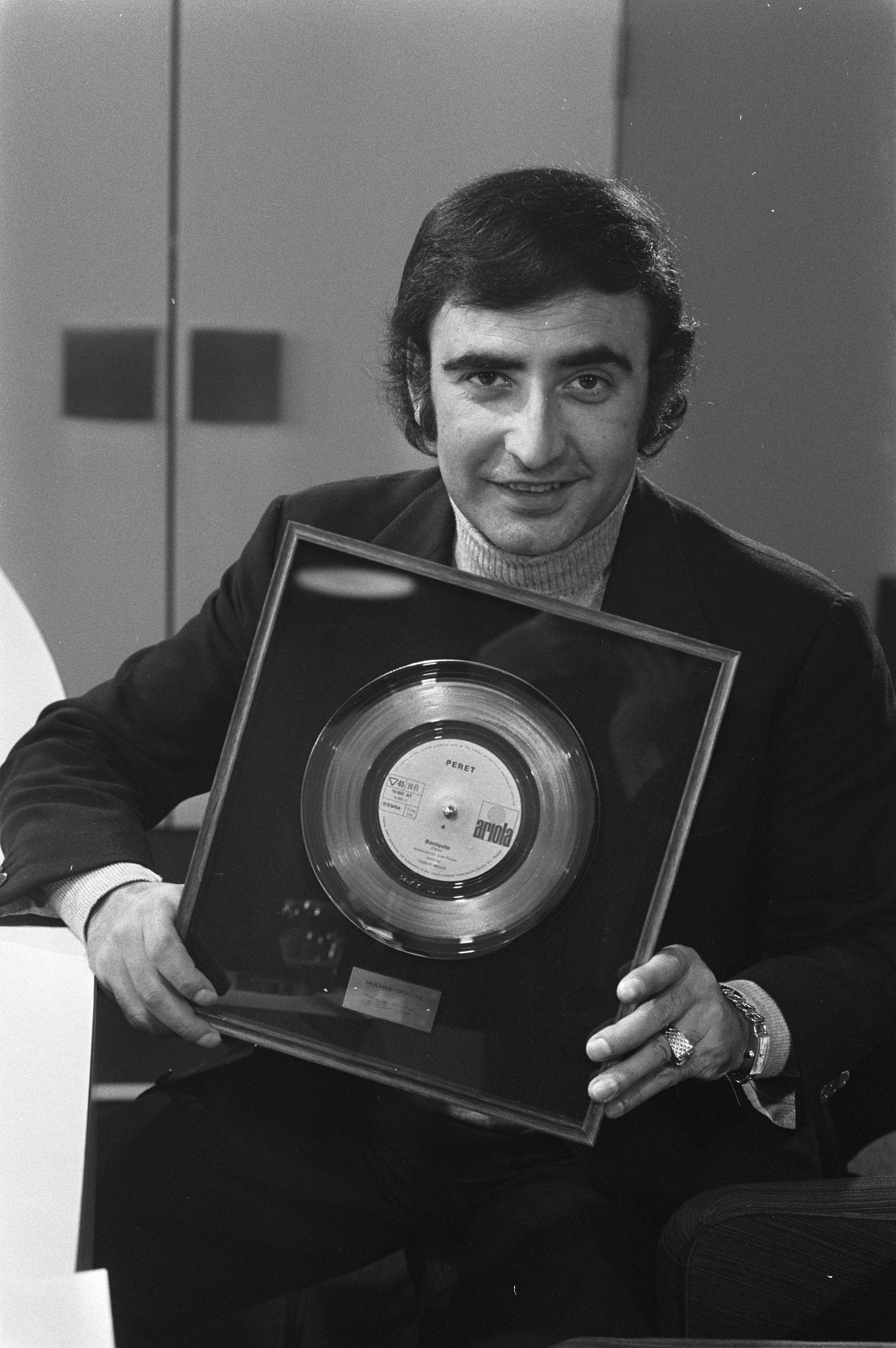
Peret; † 27. August

- 27. August: Peret, spanischer Sänger und Gitarrist (79)

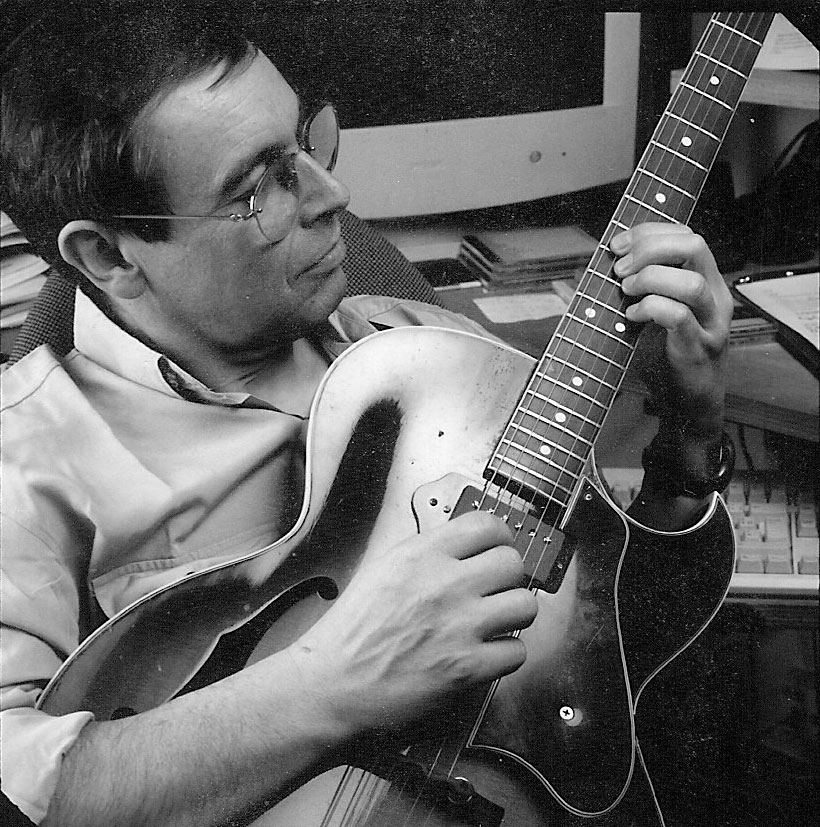
Frédéric Sylvestre; † 27. August

- 27. August: Frédéric Sylvestre, französischer Jazzmusiker (61)
- 27. August: Amadou „Balaké“ Traoré, burkinischer Sänger (70)
- 27. August: Tony Urbano, spanischer Bassist (58)
- 27. August: Sandy Wilson, britischer Musicalkomponist und -texter (90)
- 28. August: Glenn Cornick, britischer Musiker (67)
- 28. August: Ad van de Gein, niederländischer Musiker (92)
- 29. August: Octavio Brunetti, argentinischer Pianist, Komponist und Arrangeur (39)
- 29. August: Alexei Makarewitsch, sowjetischer bzw. russischer Musiker, Dichter, Komponist und Sänger (59)
- 29. August: Eberhard Sengpiel, deutscher Tonmeister und Hochschullehrer (74)
- 30. August: Victoria Santa Cruz, peruanische Komponistin, Choreografin, Designerin und Kulturbotschafterin (91)
- 30. August: Tom Riggs, US-amerikanischer Plattenlabelgründer (78)
- 31. August: Heiner Hopfner, deutscher Sänger (73)

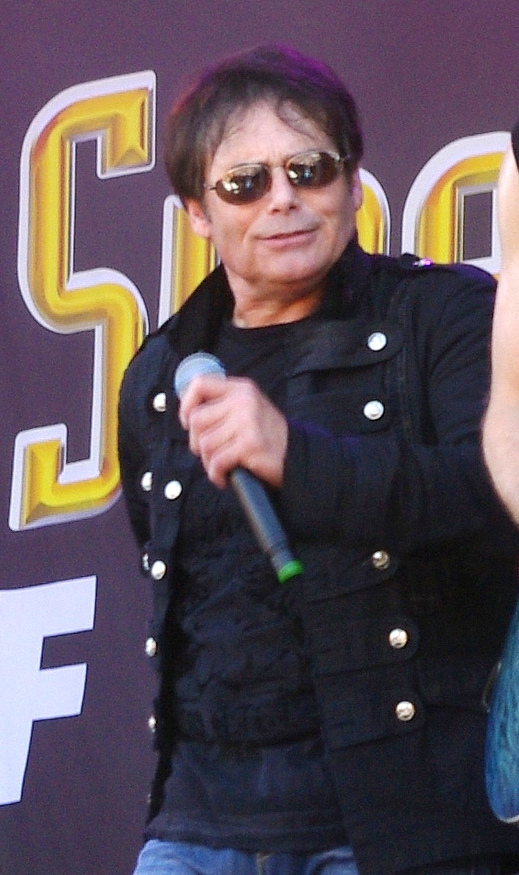
Jimi Jamison; † 31. August

- 31. August: Jimi Jamison, US-amerikanischer Sänger (63)
- 31. August: Leon Milo, US-amerikanischer Komponist, Perkussionist und Klangkünstler (57)
- 31. August: Ollie Viljoen, südafrikanischer Akkordeonist (75)
- 00. August: Tim Green, US-amerikanischer Jazzmusiker (≈57)
- 00. August: Tim Williams, US-amerikanischer Bassist (≈30)

### September
- 01. September: Larry Barrett, US-amerikanischer Songwriter und Countrysänger (59)
- 01. September: Ralf Bendix, deutscher Schlagersänger (90)
- 01. September: Peter Amend, deutscher Künstlermanager (70)
- 01. September: David Anderle, US-amerikanischer Musikproduzent (77)
- 01. September: Michael Luig, deutscher Dirigent und Musikhochschullehrer (64)
- 01. September: Nibya Mariño, uruguayische Pianistin (95)
- 01. September: Eddie Quarless, trinidadischer Calypso-Musiker und Arrangeur (60)
- 02. September: Tobias Graf, deutscher Schlagzeuger (35)
- 03. September: Go Eun-bi, südkoreanische Sängerin (21)

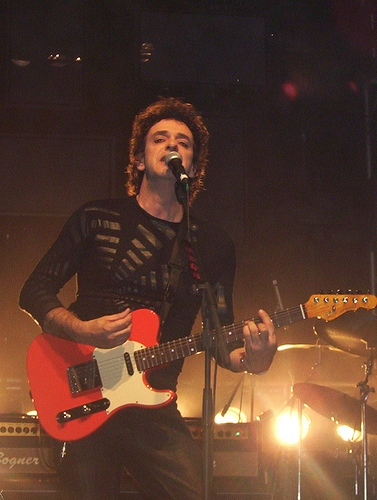
Gustavo Cerati; † 4. September

- 04. September: Gustavo Cerati, argentinischer Musiker (55)
- 04. September: Włodzimierz Kotoński, polnischer Komponist (89)
- 04. September: Hopeton Lewis, jamaikanischer Sänger, Komponist und Pionier des Rocksteady (66)
- 05. September: Simone Battle, US-amerikanische Schauspielerin und Sängerin (25)
- 05. September: Kerrie Biddell, australische Jazzsängerin (67)
- 05. September: Anny Felbermayer, österreichische Sopranistin (87)
- 07. September: Ottniell Jürissaar, estnischer Dichter und Musiker (90)

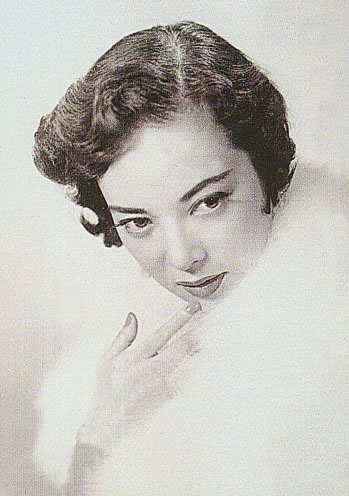
Yoshiko Yamaguchi; † 7. September

- 07. September: Yoshiko Ōtaka, japanische Sängerin, Schauspielerin und Politikerin (94)
- 07. September: Kwon Ri-se, südkoreanische Sängerin (23)
- 07. September: Elsa-Marianne von Rosen, schwedische Balletttänzerin und Schauspielerin (90)
- 08. September: Erhard Egidi, deutscher Kirchenmusikdirektor (85)
- 08. September: Magda Olivero, italienische Sopranistin (104)
- 08. September: Tibor Rudas, ungarischer Konzertveranstalter (94)
- 08. September: Gerald Wilson, US-amerikanischer Jazzmusiker (96)
- 09. September: Feroza Begum, bangladeschische Sängerin (84)
- 09. September: Rafael Carret, argentinischer Schauspieler, Komponist und TV-Moderator (90)
- 09. September: Max Ellen, deutsch-amerikanischer Geiger (88)
- 09. September: Oldřich František Korte, tschechischer Komponist (88)
- 09. September: Don Manning, US-amerikanischer Jazz-Schlagzeuger und Rundfunkmoderator (87)
- 09. September: Antonín Tučapský, tschechischer Komponist und Dirigent (86)
- 09. September: Robert Young, britischer Gitarrist (49)
- 11. September: Bob Crewe, US-amerikanischer Songwriter und Musikproduzent (83)
- 11. September: Antoine Duhamel, französischer Komponist (89)
- 11. September: Jörg Martin, deutscher Bibliothekar und Musikwissenschaftler (77)
- 11. September: Cosimo Matassa, US-amerikanischer Tonstudio-Betreiber und Toningenieur (88)
- 11. September: Johnny Rotella, US-amerikanischer Musiker und Songwriter (93)
- 11. September: Paul Wingo, US-amerikanischer Jazzgitarrist (68)
- 12. September: Salah El Mahdi, tunesischer Musikwissenschaftler, Musiker und Komponist (89)
- 12. September: John Gustafson, britischer Bassist (72)
- 12. September: Andrea Marongiu, italienischer Schlagzeuger
- 12. September: Joe Sample, US-amerikanischer Jazzmusiker (75)
- 12. September: Tom Skeeter, US-amerikanischer Tonstudio-Betreiber (82)
- 12. September: Zhou Weizhi, chinesischer Musiker und Politiker (98)
- 13. September. Cees Meerman, niederländischer Schlagzeuger (64)
- 15. September: Jackie Cain, US-amerikanische Jazzsängerin (86)
- 15. September: Louis Menar, Schweizer Sänger, Entertainer und Bandleader (74)
- 16. September: Stefan Krachten, deutscher Schlagzeuger (56)
- 16. September: Liesl Müller-Johnson, österreichische Chansonsängerin (92)

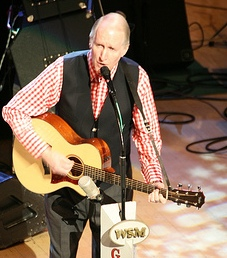
George Hamilton IV.; † 17. September

- 17. September: George Hamilton IV., US-amerikanischer Countrysänger (77)
- 18. September: Kenny Wheeler, kanadischer Jazzmusiker (84)
- 19. September: Milton Cardona, puerto-ricanischer Perkussionist (69)
- 19. September: U. Shrinivas, indischer Mandolinist (45)
- 20. September: Polly Bergen, US-amerikanische Schauspielerin und Sängerin (84)
- 20. September: Odette Gartenlaub, französische Komponistin, Pianistin und Musikpädagogin (92)
- 20. September: Alfred Prinz, österreichischer Klarinettist, Komponist und Hochschullehrer (84)
- 22. September: Han Grevelt, niederländischer Komponist, Liedtexter und Musikproduzent (76)
- 22. September: Erik van der Wurff, niederländischer Komponist und Pianist (69)
- 23. September: Krešimir Šipuš, jugoslawischer Dirigent (84)
- 24. September: Charly 2000, deutscher Radiomoderator und DJ (?)
- 24. September: Christopher Hogwood, britischer Cembalist und Dirigent (73)
- 24. September: Carlotta Ikeda, japanische Butoh-Tänzerin (73)
- 24. September: Priscilla Mitchell, US-amerikanische Country-Sängerin (73)
- 24. September: Richard Nowotny, österreichischer Balletttänzer und -meister (88)
- 25. September: Oz, deutscher Graffiti-Künstler (64)
- 26. September: Lothar von Versen, deutscher Liedermacher und Kabarettist (76)
- 27. September: Joan Benesh, britische Balletttänzerin und -choreografin (94)
- 27. September: Raúl Carnota, argentinischer Musiker (66)
- 27. September: Carlos „Negro“ García López, argentinischer Musiker (54)
- 27. September: George Roberts, US-amerikanischer Posaunist (86)
- 28. September: Petr Skoumal, tschechischer Komponist, Liedtexter und Pianist (76)
- 28. September: Jakob Stämpfli, Schweizer Sänger und Hochschullehrer (79)
- 30. September: María Rodríguez, venezolanische Sängerin und Tänzerin (90)
- 30. September: Sheila Tracy, britische Radiomoderatorin, Musikerin und -sängerin (80)
- 30. September: Liliane Wasserfallen-Rougemont, Schweizer Jazzmusikerin (≈87)

### Oktober

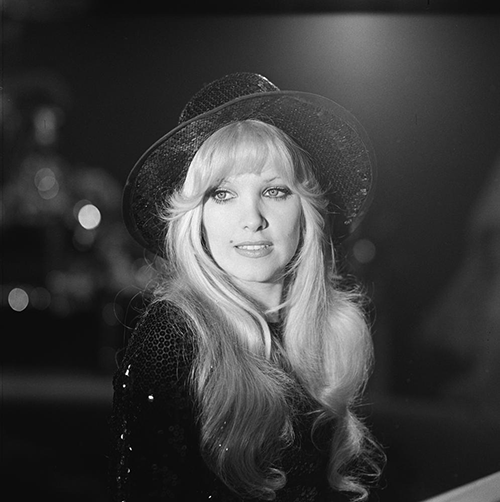
Lynsey de Paul; † 1. Oktober

- 01. Oktober: Lynsey de Paul, britische Sängerin und Songschreiberin (64)
- 01. Oktober: Jürgen Weimer, deutscher Komponist und Hochschulrektor (73)
- 02. Oktober: Antonio Robledo, deutsch-schweizerischer Flamenco-Komponist und Musiker (92)
- 02. Oktober: The Spaceape, britischer Rapper und Poet (44)
- 02. Oktober: Jacques Thollot, französischer Jazz-Schlagzeuger (67)
- 03. Oktober: Nati Cano, mexikanischer Mariachi-Musiker (81)
- 03. Oktober: Priscilla Coolidge, US-amerikanische Musikerin (73)
- 03. Oktober: Dave Ratajczak, US-amerikanischer Schlagzeuger (58)
- 04. Oktober: Konrad Boehmer, deutsch-niederländischer Komponist (73)
- 04. Oktober: Linda Hornbuckle, US-amerikanische Blues- und Gospelsängerin (59)
- 04. Oktober: Micheline Pelzer, belgische Jazzmusikerin (64)
- 04. Oktober: Paul Revere, US-amerikanischer Musiker (76)
- 04. Oktober: Marija Sklad-Sauer, österreichische Gesangspädagogin und Sängerin (79)
- 06. Oktober: Andrew Kerr, britischer Festivalgründer (80)
- 07. Oktober: Lou Whitney, US-amerikanischer Rockmusiker und Studiobesitzer (72)
- 07. Oktober: Iva Withers, US-amerikanische Sängerin und Schauspielerin (97)
- 08. Oktober: André Condouant, französischer Jazzmusiker (79)
- 09. Oktober: Sista Monica Parker, US-amerikanischer Blues-, Gospel- und Soulsängerin und Unternehmerin (58)
- 09. Oktober: Joris Schiks, niederländischer Musiker, Schauspieler und Kabarettist (73)
- 09. Oktober: Rita Shane, US-amerikanische Sopranistin (78)
- 09. Oktober: Trigz, US-amerikanischer Tattoo- und Graffitikünstler (40)
- 10. Oktober: Curtis O. B. Curtis-Smith, US-amerikanischer Komponist (73)
- 10. Oktober: Greg Sergo, US-amerikanischer Jazz-Schlagzeuger (72)
- 10. Oktober: Gitta Walther, deutsche Sängerin (74)
- 11. Oktober: Anita Cerquetti, italienische Sopranistin (83)
- 11. Oktober: Brian Lemon, britischer Jazzpianist und Arrangeur (77)
- 11. Oktober: Mats Rondin, schwedischer Cellist und Dirigent (54)
- 12. Oktober: Horst Ebert, deutscher Musiker (71)

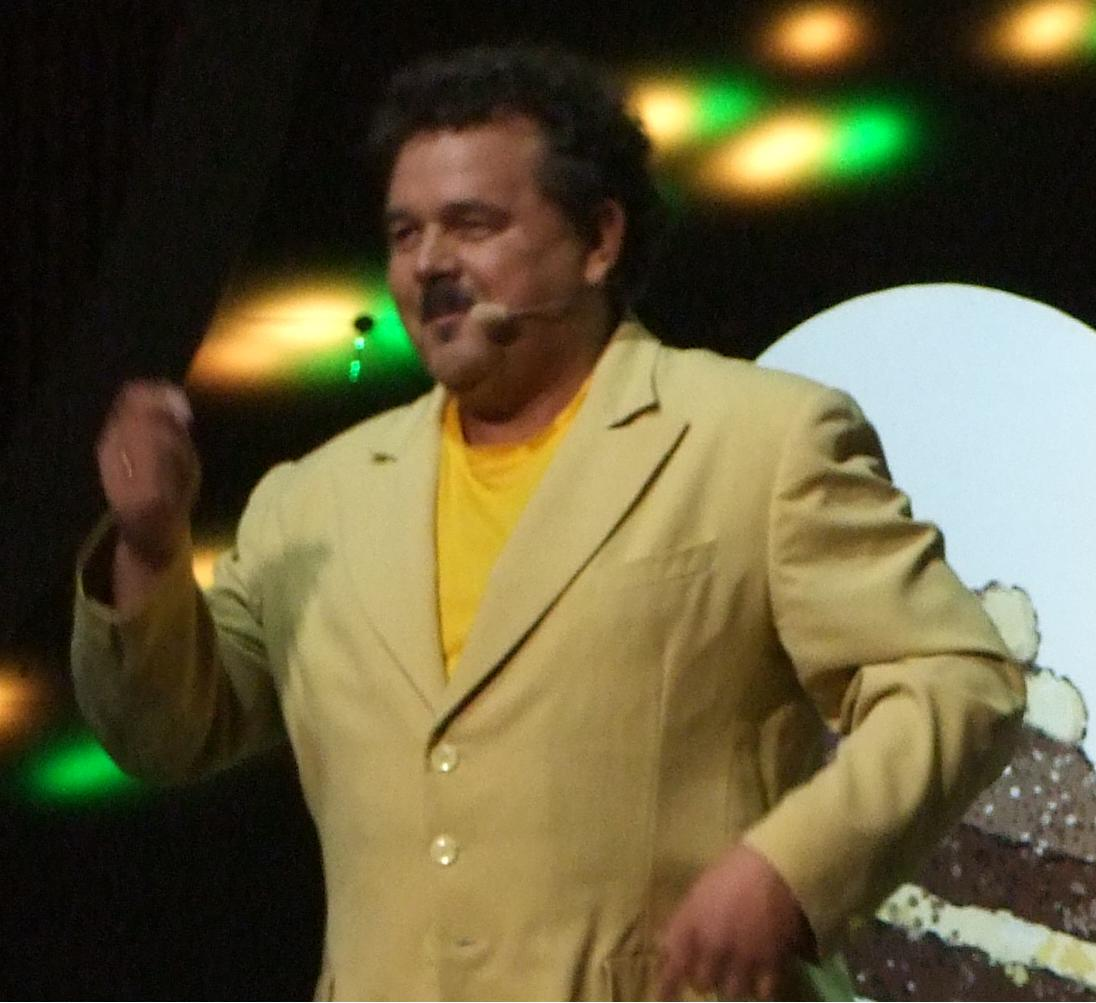
Tarmo Leinatamm; † 13. Oktober

- 13. Oktober: Tarmo Leinatamm, estnischer Dirigent, Politiker und Comedian (57)
- 13. Oktober: David Wessel, US-amerikanischer Musikwissenschaftler und Musiker (72)
- 14. Oktober: Isaiah „Ikey“ Owens, US-amerikanischer Keyboarder (38)
- 15. Oktober: Doris Hering, US-amerikanische Tänzerin und Tanzkritikerin (94)
- 15. Oktober: Włodzimierz Lech Puchnowski, polnischer Akkordeonist und Hochschullehrer (82)
- 16. Oktober: Helge von Bömches, rumänisch-deutscher Opernsänger (81)
- 16. Oktober: Ertuğrul Oğuz Fırat, türkischer Komponist, Maler und Dichter (91)
- 16. Oktober: Jay Flippin, US-amerikanischer Hochschullehrer und Pianist (68)
- 16. Oktober: Allen Forte, US-amerikanischer Musikwissenschaftler und -theoretiker (87)

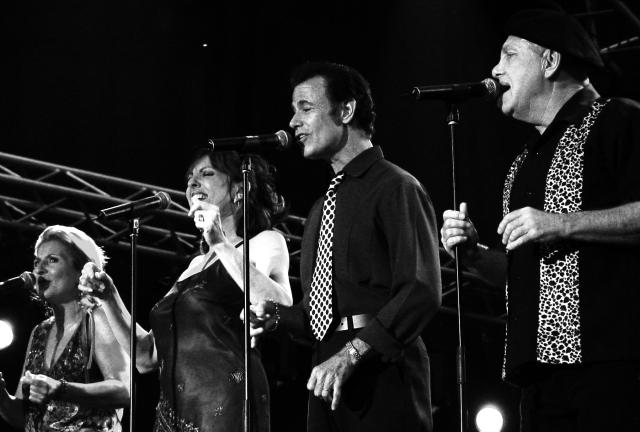
Tim Hauser (ganz rechts), 16. Oktober

- 16. Oktober: Tim Hauser, US-amerikanischer Jazzsänger (72)
- 16. Oktober: Franzjosef Maier, deutscher Violinist, Dirigent und Hochschullehrer (89)
- 17. Oktober: Joanne Borgella, US-amerikanische Sängerin und Schauspielerin (32)
- 17. Oktober: Leigh Kamman, US-amerikanischer Rundfunkmoderator (92)
- 18. Oktober: Paul Craft, US-amerikanischer Sänger und Songwriter (76)
- 18. Oktober: Gerhard Pretting, österreichischer Radiojournalist und Medientheoretiker (45)
- 18. Oktober: Peter Radszuhn, deutscher Musikjournalist (60)
- 19. Oktober: Bernard Bartelink, niederländischer Organist, Komponist und Hochschullehrer (84)
- 19. Oktober: John Holt, jamaikanischer Reggae-Musiker (69)
- 19. Oktober: James Levesque, US-amerikanischer Bassist
- 19. Oktober: Stephen Paulus, US-amerikanischer Komponist (65)

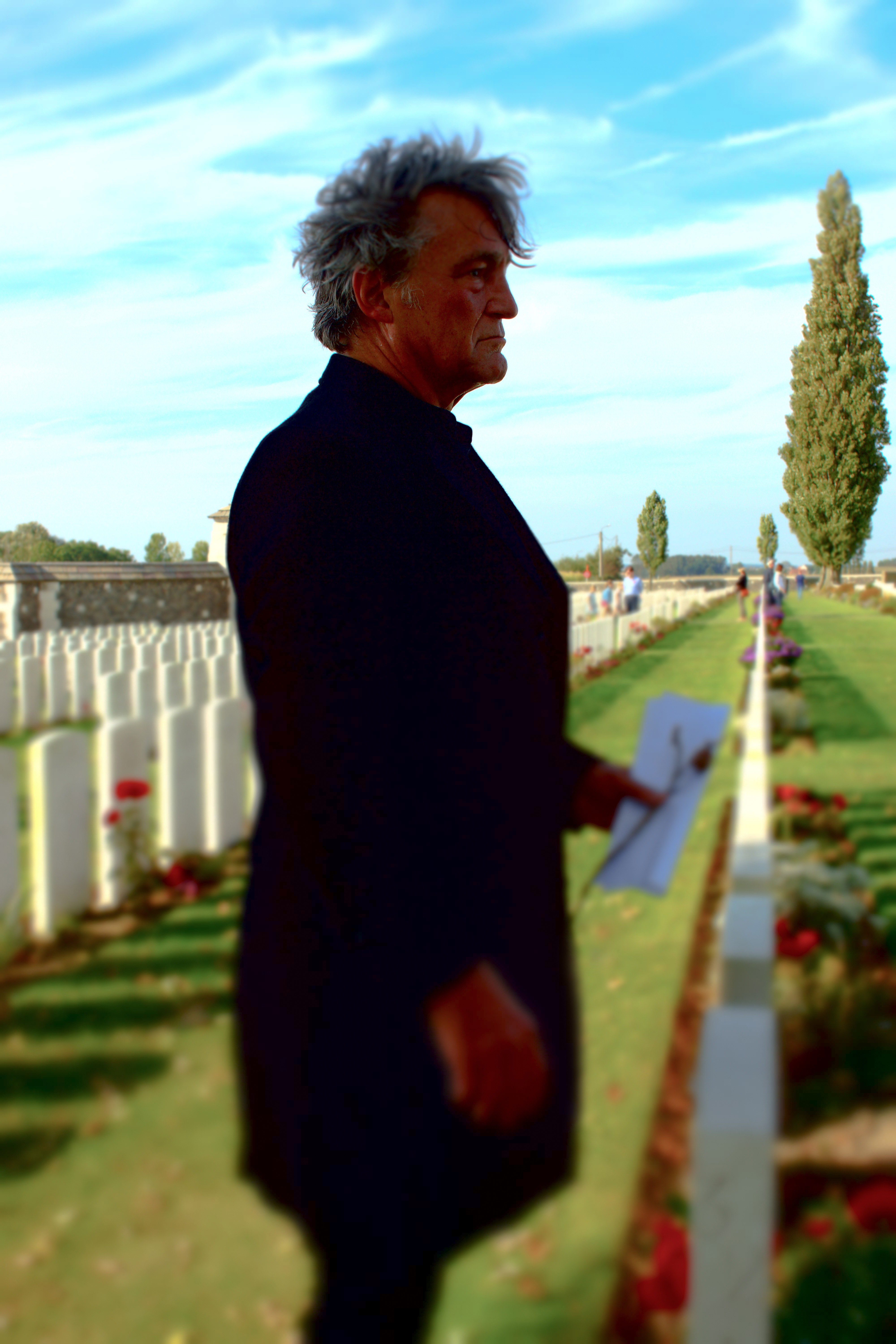
Raphael Ravenscroft; † 19. Oktober

- 19. Oktober: Raphael Ravenscroft, britischer Saxophonist (60)
- 22. Oktober: Peter Fischer, deutscher Komponist (85)
- 23. Oktober: Jeanne Black, US-amerikanische Country-Sängerin (76)
- 23. Oktober: Spanky Davis, US-amerikanischer Jazztrompeter und Bandleader (71)
- 23. Oktober: Andreas Ernst, deutscher Journalist und Moderator (59)
- 23. Oktober: Jürgen Schriefer, deutscher Musik- und Gesangspädagoge und Komponist (85)

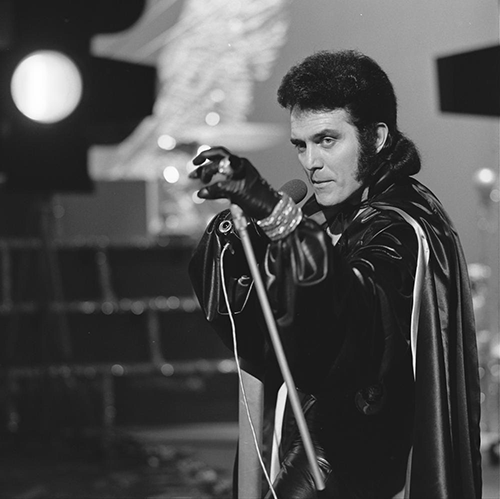
Alvin Stardust; † 23. Oktober

- 23. Oktober: Alvin Stardust, britischer Musiker und Schauspieler (72)
- 24. Oktober: Vic Ash, britischer Jazzmusiker (84)
- 24. Oktober: Ela O’Farrill, kubanische Komponistin und Gitarristin (84)
- 24. Oktober: Michael Rieth, deutscher Musikkritiker und Autor (70)

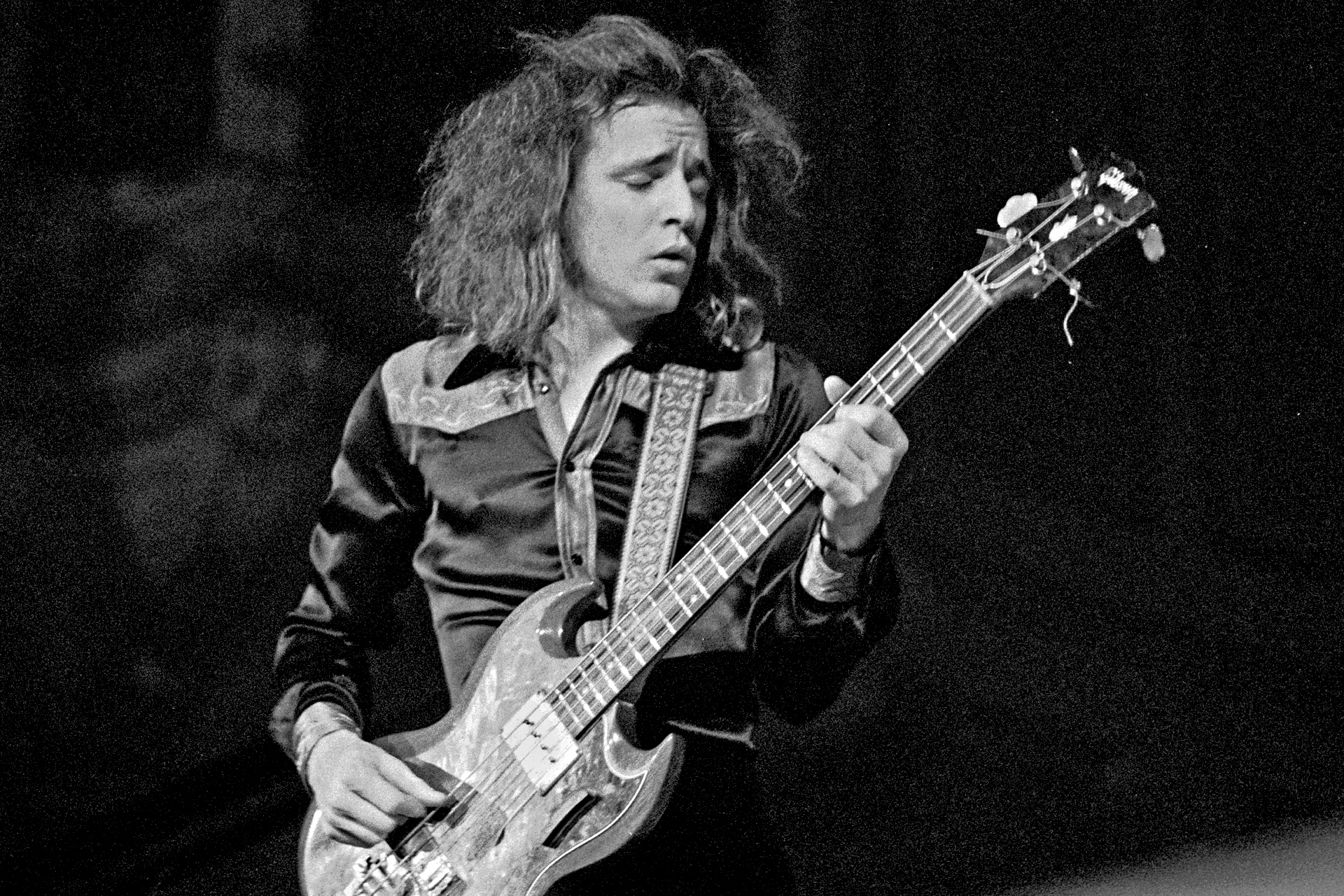
Jack Bruce; † 25. Oktober

- 25. Oktober: Jack Bruce, britischer Rockmusiker (71)
- 26. Oktober: Tito Barbón, argentinisch-uruguayischer Tänzer (83)
- 26. Oktober: Jay Corre, US-amerikanischer Jazz-Holzbläser (89)
- 27. Oktober: Jörg Poettgen, deutscher Campanologe (75)
- 28. Oktober: Garry Brown, britischer Jazzposaunist und Musikagent (86)
- 28. Oktober: Ray Santisi, US-amerikanischer Jazzpianist, Komponist, Arrangeur und Musikpädagoge (81)
- 28. Oktober: David Trindell, britischer Chorleiter (50)
- 29. Oktober: Frank Domínguez, kubanischer Pianist und Komponist (87)
- 29. Oktober: Kamil Hála, tschechoslowakischer bzw. tschechischer Jazzmusiker und Bigband-Leader (83)
- 31. Oktober: Ciguli, bulgarischer Tschalga-Sänger und Akkordeonist († 2014)
- 31. Oktober: Ian Fraser, britischer Komponist, Arrangeur und Dirigent (81)
- 31. Oktober: Käbi Laretei, estnische Pianistin (92)
- 31. Oktober: Renato Sellani, italienischer Jazzmusiker (88)
- 00. Oktober: Lorenz Allacher, deutscher Musiker
- 00. Oktober: Mark Bell, britischer Musiker (43)
- 00. Oktober: Augie Johnson, US-amerikanischer Funk-Musiker (65)

### November
- 01. November: Donald Saddler, US-amerikanischer Tänzer und Choreograf (96)
- 01. November: Beverly Schmidt Blossom, US-amerikanische Tänzerin und Choreografin (88)
- 01. November: Ernesto „Pocho“ Scorziello, argentinischer Bandoneonist (66)

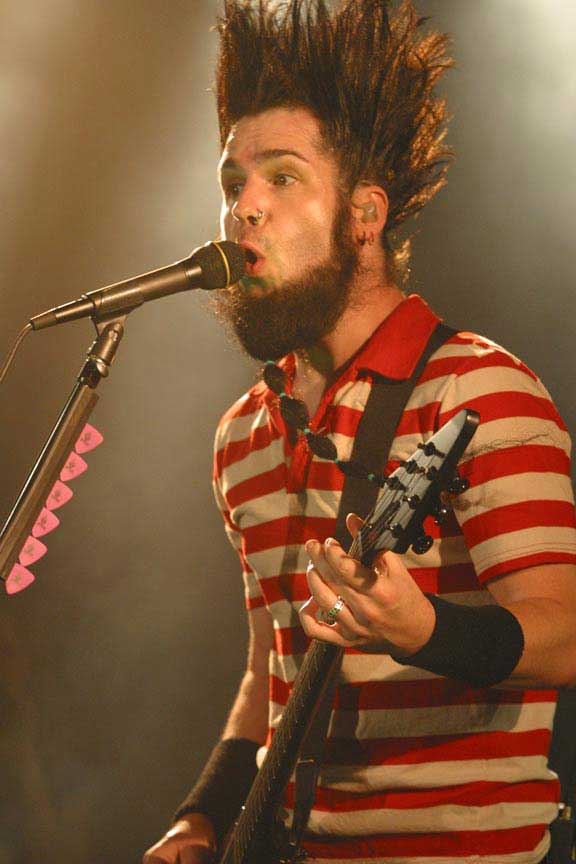
Wayne Static; † 1. November

- 01. November: Wayne Static, US-amerikanischer Rockmusiker (48)
- 02. November: Acker Bilk, britischer Jazz-Klarinettist (85)
- 02. November: Jay Borade, indischer Choreograf (77)
- 02. November: Michael Coleman, US-amerikanischer Bluesmusiker (58)
- 02. November: Chris White, US-amerikanischer Jazz-Bassist (78)
- 03. November: Coco Fernández, uruguayisch-spanischer Komponist und Pianist (49)

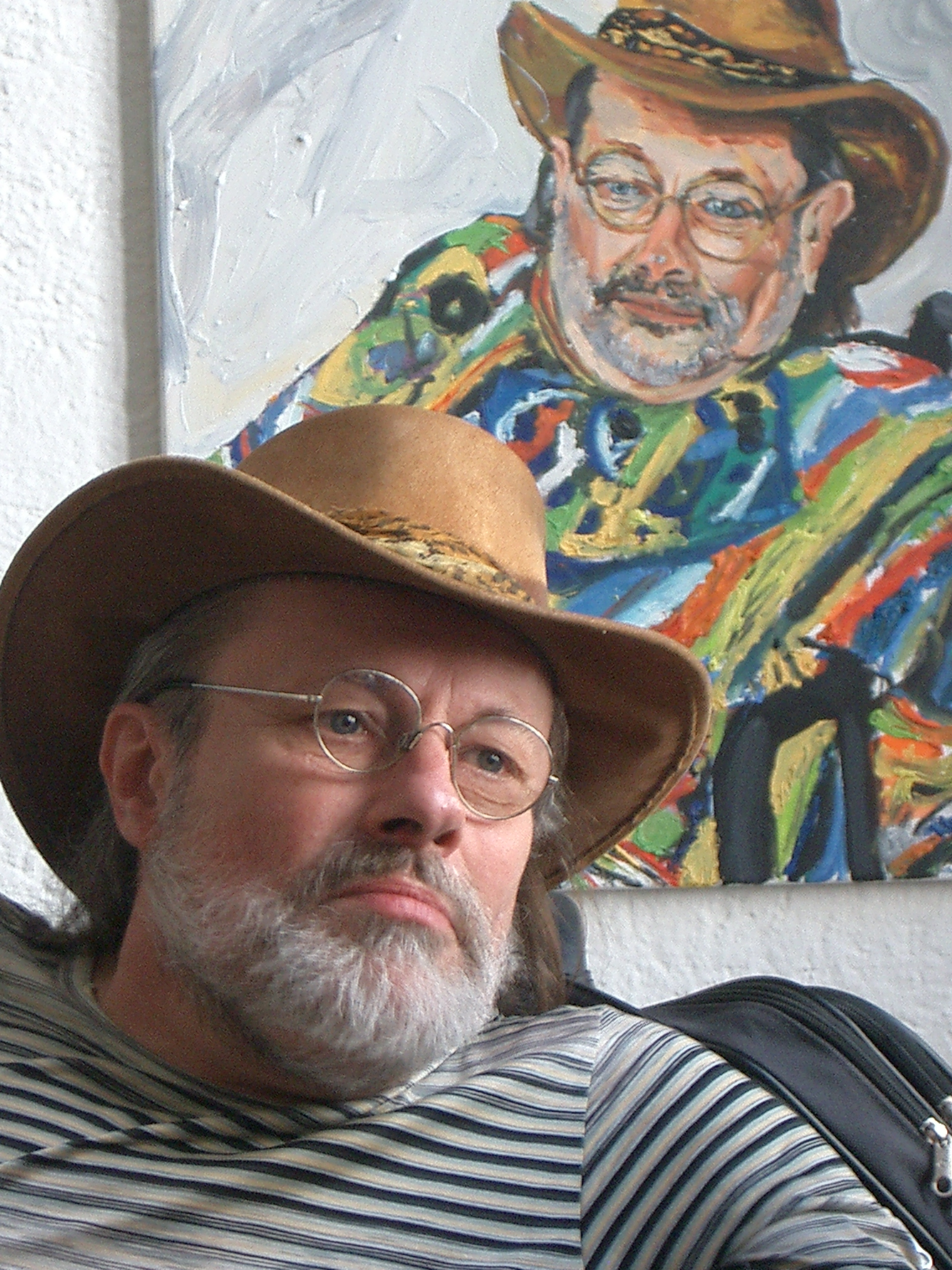
Klaus Kreuzeder; † 3. November

- 03. November: Klaus Kreuzeder, deutscher Saxophonist (64)
- 03. November: Augusto Martelli, italienischer Komponist, Dirigent und Arrangeur (74)
- 03. November: Nina Timofejewa, sowjetisch-russische Balletttänzerin (79)
- 06. November: Maggie Boyle, britische Folksängerin und -musikerin (57)
- 06. November: Manitas de Plata, französischer Gitarrist (93)
- 06. November: Vivienne Price, britische Musikpädagogin und Orchestergründerin (83)
- 06. November: Rick Rosas, US-amerikanischer Bassist (65)
- 08. November: Ivey Dickson, britische Pianistin (95)
- 09. November: Jonathan Athon, US-amerikanischer Bassist (32)
- 09. November: Hans-Joachim Erwe, deutscher Musikpädagoge und Musikwissenschaftler (58)
- 09. November: Reinhard Leisenheimer, deutscher Sänger und Hochschullehrer (75)
- 11. November: Big Bank Hank, US-amerikanischer Rapper (57)
- 12. November: Buddy Catlett, US-amerikanischer Jazzmusiker (81)
- 12. November: Little Joe Washington, US-amerikanischer Bluesmusiker (75)
- 13. November: Mike Burney, britischer Saxophonist (70)
- 14. November: Glen A. Larson, US-amerikanischer Autor, Filmproduzent und Komponist (77)
- 14. November: Cherry Wainer, südafrikanische Organistin (78)
- 15. November: Bunny Briggs, US-amerikanischer Stepptänzer (92)
- 15. November: Armin Köhler, deutscher Musikwissenschaftler (62)
- 15. November: George Paulus, US-amerikanischer Plattenlabelbetreiber (66)
- 16. November: Reynaldo Creagh, kubanischer Sänger (96)
- 17. November: Alan Cohn, US-amerikanischer Manager und Jazz-Promoter (84)
- 17. November: Gyula Csepregi, ungarischer Saxophonist (56)
- 17. November: Dr. Flori, albanischer Sänger, Liedtexter und Rapper (35)
- 17. November: Jimmy Ruffin, US-amerikanischer Soulsänger (78)
- 18. November: Dave Appell, US-amerikanischer Musiker, Arrangeur und Produzent (92)
- 18. November: Ana Raquel „Mimi“ Satre, uruguayische Sopranistin (89)
- 19. November: Will Connell, US-amerikanischer Jazzmusiker (≈76)
- 20. November: Joe Bonner, US-amerikanischer Jazzpianist (66)
- 20. November: Arthur Butterworth, britischer Komponist, Dirigent und Musikpädagoge (91)
- 20. November: Gina Hill, US-amerikanische Gospelsängerin (73)
- 21. November: Wang Kun, chinesische Sängerin der traditionellen Oper (89)
- 23. November: Clive Palmer, britischer Folkmusiker (71)
- 23. November: Alla Sizowa, russische Balletttänzerin (75)
- 23. November: Rupert Stamm, deutscher Jazzmusiker und Musikpädagoge (51)
- 24. November: Claire Barry, amerikanische Pop-Sängerin (94)
- 24. November: Mickey Champion, US-amerikanische R&B- und Blues-Sängerin (89)
- 25. November: Sitara Devi, indische Tänzerin und Schauspielerin (94)

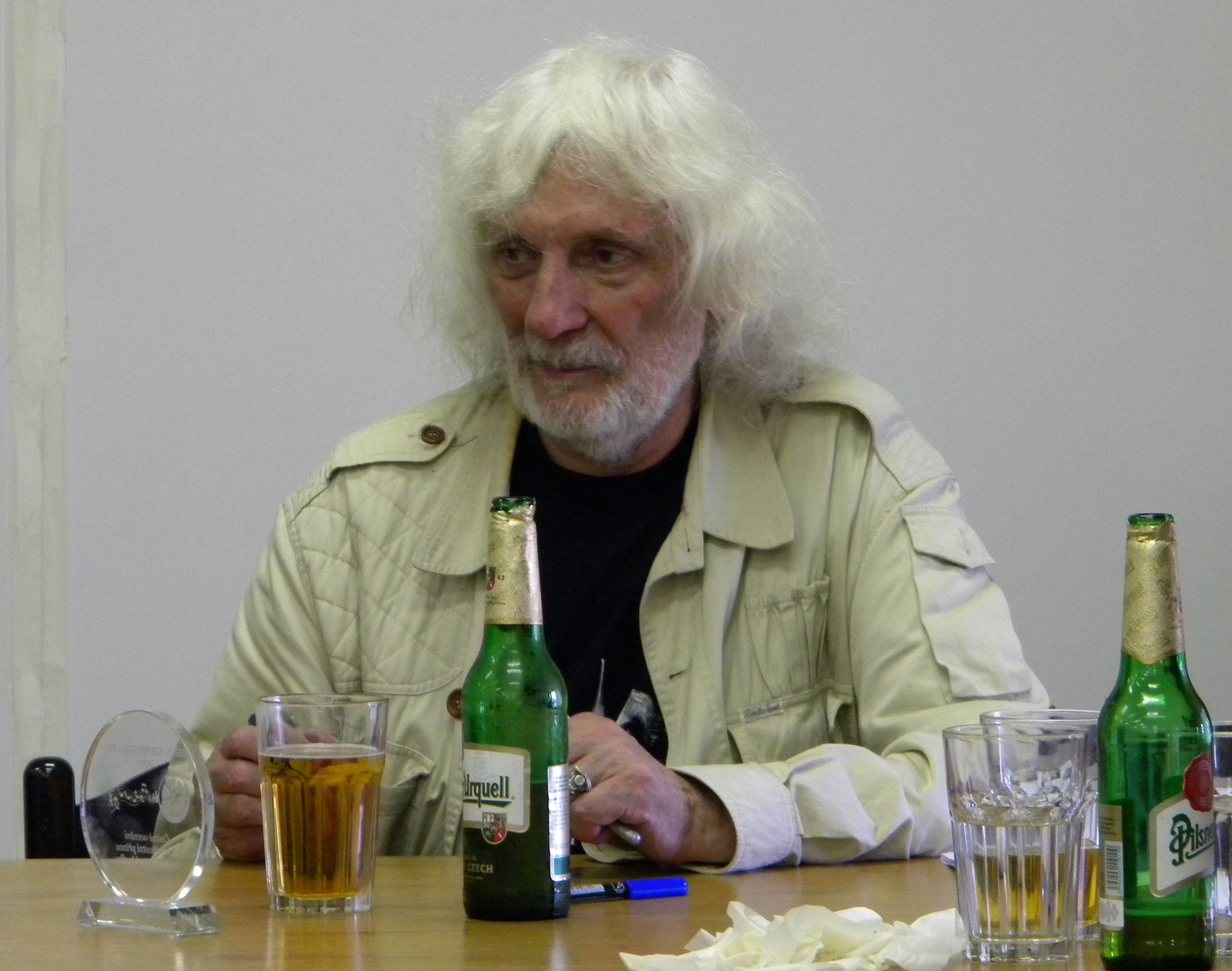
Petr Hapka; † 25. November

- 25. November: Petr Hapka, tschechischer Komponist (70)
- 26. November: Mary Hinkson, US-amerikanische Tänzerin (89)

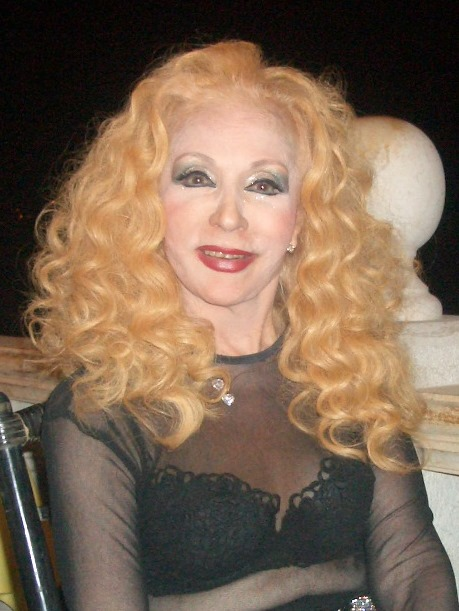
Sabah; † 26. November

- 26. November: Sabah, libanesische Sängerin und Schauspielerin (87)
- 26. November: Adolf Winkler, österreichischer Cellist, Dirigent, Musiklehrer und Komponist (76)
- 27. November: Erick Bamy, französischer Sänger (64)
- 28. November: Frances Nero, US-amerikanische Soul- und Jazz-Sängerin (71)
- 28. November: Mark Sokol, US-amerikanischer Violinist (68)
- 29. November: Brian Macdonald, kanadischer Choreograf (86)
- 29. November: Jon Ster, US-amerikanischer Gitarrist (53)
- 30. November: Charles Dobler, Schweizer klassischer Pianist und Musikpädagoge (91)
- 30. November: Kazuko Hara, japanische Komponistin (79)
- 30. November: Rahim Jahani, afghanischer Sänger (67)
- 30. November: Sigrid Trittmacher-Koch, deutsche Ballettmeisterin (84)

### Dezember
- 01. Dezember: Raúl Barbero, uruguayischer Journalist, Librettist und Dramatiker (97)
- 01. Dezember: Lenka Zogatová, tschechische Musikpromotorin, Schauspielerin und Filmemacherin (58)
- 02. Dezember: Julio Díaz, mexikanischer Schlagzeuger (38)

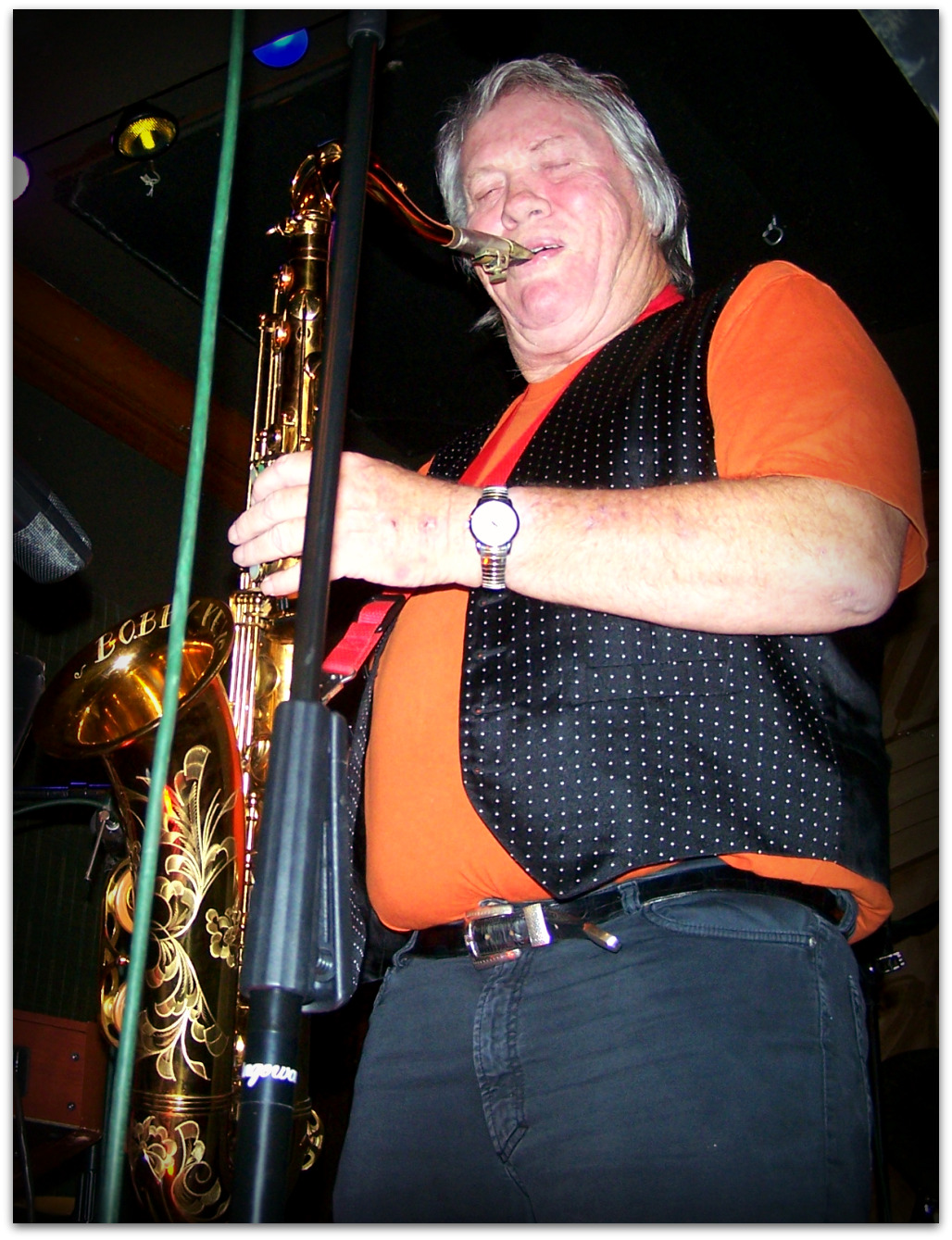
Bobby Keys; † 2. Dezember

- 02. Dezember: Bobby Keys, US-amerikanischer Musiker (70)
- 03. Dezember: Lulu Dikana, südafrikanische Sängerin (35)
- 03. Dezember: Martti Innanen, finnischer Musiker, Schriftsteller und Maler (83)

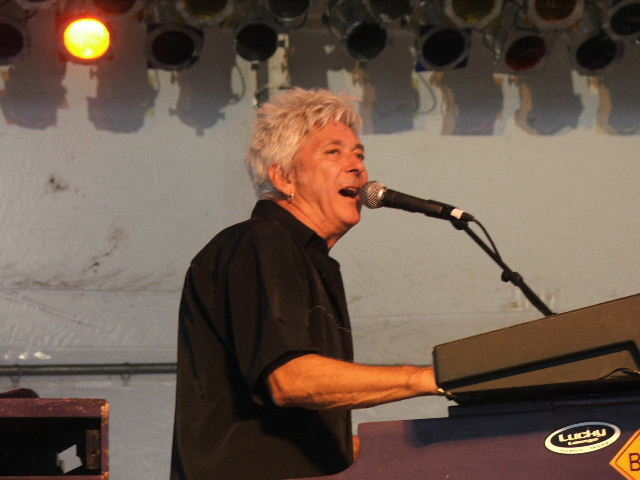
Ian McLagan; † 3. Dezember

- 03. Dezember: Ian McLagan, britischer Rockmusiker (69)
- 03. Dezember: Corneliu Fânățeanu, rumänischer Opernsänger (81)
- 03. Dezember: Erich Wolfgang Partsch, österreichischer Musikwissenschaftler (55)
- 04. Dezember: Graeme Goodall, australischer Toningenieur und Musikproduzent (82)
- 04. Dezember. Joe Guercio, US-amerikanischer Bandleader und Arrangeur (87)
- 04. Dezember: Bob Montgomery, US-amerikanischer Musiker (77)
- 04. Dezember: Alexei Nassedkin, russischer Pianist und Komponist (71)
- 04. Dezember: Nick Talbot, britischer Musiker (37)
- 05. Dezember: Manuel De Sica, italienischer Komponist (65)
- 05. Dezember: Luis Herrera de la Fuente, mexikanischer Dirigent und Komponist (98)
- 05. Dezember: Kees Vlak, niederländischer Komponist und Musiker (76)
- 06. Dezember: Neil Reshen, US-amerikanischer Musikmanager (75)
- 07. Dezember: Brian Roy Goble, kanadischer Musiker (57)
- 07. Dezember: Fernando Machado Soares, portugiesischer Sänger (84)
- 08. Dezember: Wolfgang Hanke, deutscher Musikkritiker und Publizist (84)
- 08. Dezember: Earl Hayes, US-amerikanischer Rapper und Musik-Produzent (34)
- 08. Dezember: Nedanuri Krishnamurthy, indischer Musiker (87)
- 08. Dezember: Giuseppe Mango, italienischer Sänger und Musiker (60)
- 08. Dezember: Stephanie Moseley, kanadische Schauspielerin und Tänzerin (30)
- 08. Dezember: Knut Nystedt, norwegischer Komponist (99)
- 08. Dezember: Alexander Trauner, österreichischer Bassbariton (47)
- 09. Dezember: Bernd Köppen, deutscher Pianist, Organist und Komponist (63)
- 09. Dezember: Lydia Mordkovitch, britische Violinistin (70)
- 09. Dezember: Sheila Stewart, britische Sängerin (79)
- 10. Dezember: Liselotte Maikl, österreichische Sopranistin (89)
- 11. Dezember: Stefan Kozinski, US-amerikanischer Komponist, Dirigent, Arrangeur, Pianist, Musikpädagoge, Organist, Musikdirektor, Chorleiter, Hochschullehrer, Übersetzer und Multiinstrumentalist (61)
- 11. Dezember: Dawn Sears, US-amerikanische Countrysängerin (53)
- 11. Dezember: László Varga, ungarisch-US-amerikanischer Cellist und Dirigent (89)
- 11. Dezember: Hans Wallat, deutscher Dirigent und Generalmusikdirektor (85)
- 12. Dezember: Mimi Lorenzini, französischer Gitarrist (65)
- 12. Dezember: Davide Santorsola, italienischer Jazz-Musiker (53)
- 13. Dezember: Raoul J. Cita, US-amerikanischer R&B-Sänger (86)
- 14. Dezember: Irene Dalis, US-amerikanische Opernsängerin (89)
- 14. Dezember: Janis Martin, US-amerikanische Opernsängerin (75)
- 15. Dezember: Alun Huws, britischer Bassist (66)
- 15. Dezember: Ray Steadman-Allen, britischer Komponist (92)
- 15. Dezember: David Albert Winters, US-amerikanischer Gitarrist und Sänger (65)
- 16. Dezember: Richard Crooks, US-amerikanischer Schlagzeuger (≈74)
- 16. Dezember: Salome Reiser, deutsche Musikwissenschaftlerin (49)
- 16. Dezember: Wendy Rene, US-amerikanische Sängerin (67)
- 16. Dezember: Rock Scully, US-amerikanischer Musikmanager (73)
- 17. Dezember: Günther Massenkeil, deutscher Musikwissenschaftler (88)
- 18. Dezember: Wolfgang Besemer, deutscher Konzertveranstalter (61)
- 18. Dezember: John Fry, US-amerikanischer Musikproduzent (69)
- 19. Dezember: Gertrud Meyer-Denkmann, deutsche Komponistin, Pianistin, Musikwissenschaftlerin und Musikpädagogin (96)
- 19. Dezember: Juan Mosto, peruanischer Komponist und Sänger (78)
- 19. Dezember: Beny Rehmann, Schweizer Trompeter (78)
- 19. Dezember: Larry Smith, US-amerikanischer Musikproduzent (63)
- 20. Dezember: Ronnie Bedford, US-amerikanischer Jazz-Schlagzeuger (83)
- 20. Dezember: Derek Rencher, britischer Balletttänzer (82)
- 20. Dezember: Chip Young, US-amerikanischer Gitarrist und Musikproduzent (76)
- 21. Dezember: Walter De Buck, belgischer Sänger (80)

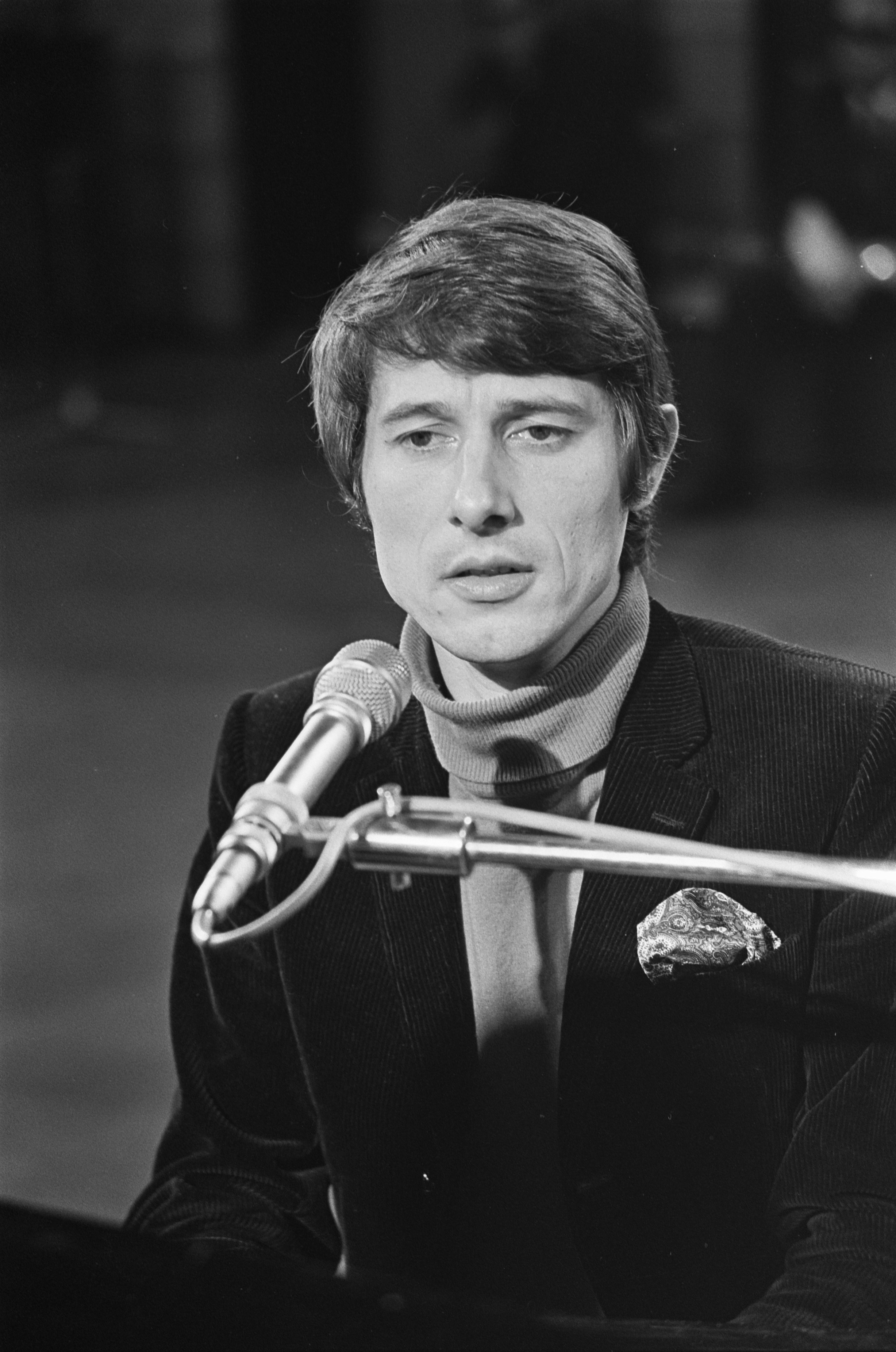
Udo Jürgens; † 21. Dezember

- 21. Dezember: Udo Jürgens, österreichischer Komponist und Sänger (80)
- 21. Dezember: Ludovic Konya, rumänischer Bariton (75)

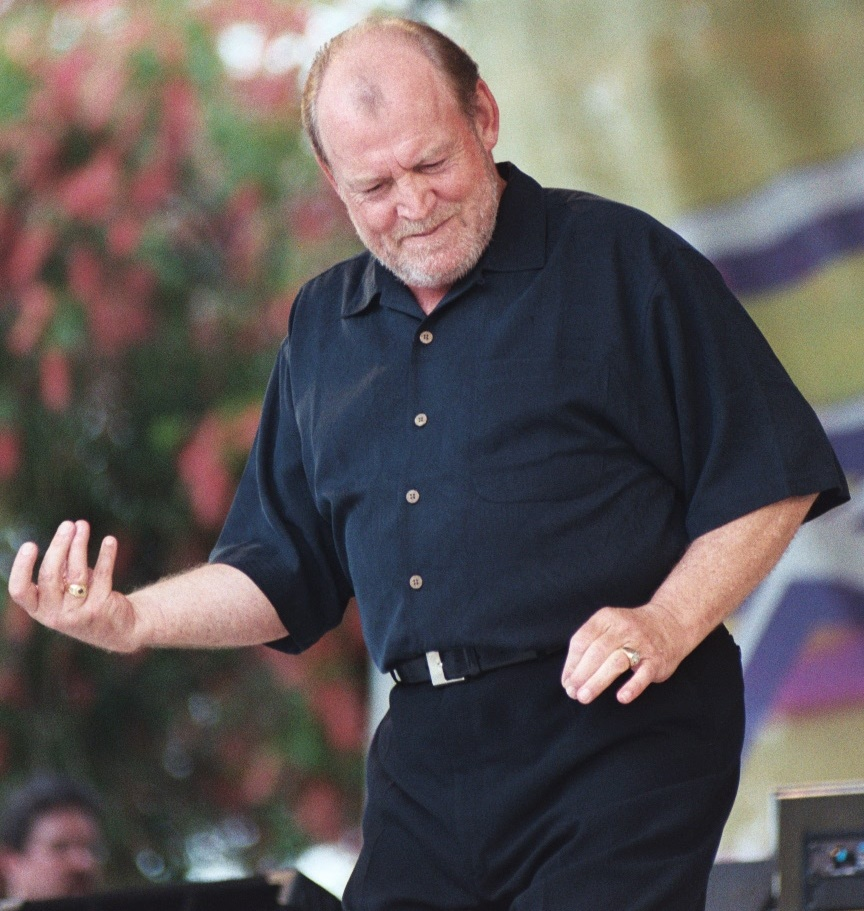
Joe Cocker; † 22. Dezember

- 22. Dezember: Joe Cocker, britischer Rock- und Blues-Sänger (70)
- 23. Dezember: Alvin Jett, US-amerikanischer Bluesgitarrist (54)
- 23. Dezember: Jerzy Semkow, polnisch-französischer Dirigent (86)
- 24. Dezember: Buddy DeFranco, US-amerikanischer Jazz-Klarinettist (91)
- 25. Dezember: Alberta Adams, US-amerikanische Bluessängerin (97)
- 25. Dezember: Peter Burkhart, Schweizer Gastwirt und Konzertveranstalter (72)
- 26. Dezember: Al Belletto, US-amerikanischer Jazz-Holzbläser (86)
- 27. Dezember: Hans-Christian Bartel, deutscher Bratschist und Komponist (82)
- 27. Dezember: Ed Farley, US-amerikanischer Jazzmusiker (85)
- 27. Dezember: Claude Frank, US-amerikanischer Pianist (89)
- 27. Dezember: Elaine Summers, US-amerikanische Choreografin und Filmemacherin (89)
- 28. Dezember: Leopoldo Federico, argentinischer Komponist (87)
- 28. Dezember: Frankie Randall, US-amerikanischer Jazzpianist (76)
- 28. Dezember: Josef Vondruška, tschechischer Dichter, Romancier und Musiker (62)
- 29. Dezember: Pat Matshikiza, südafrikanischer Jazzpianist (76)
- 29. Dezember: Ed Penny, US-amerikanischer Songwriter und Musikproduzent (89)
- 30. Dezember: Cisco Berndt, deutscher Countrymusiker und -sänger (72)
- 30. Dezember: Jim Galloway, kanadischer Jazzmusiker (78)
- 30. Dezember: Patrick Gowers, britischer Komponist und Musikkritiker (78)
- 30. Dezember: Melvin Jackson, US-amerikanischer Bluesmusiker (79)
- 30. Dezember: Ernst Kölz, österreichischer Komponist und Blockflötist (85)
- 31. Dezember: Sam Armato, US-amerikanischer Jazzmusiker (98)
- 31. Dezember: Michael Kennedy, britischer Musikkritiker, Journalist und Buchautor (88)
- 31. Dezember: Andrei Towmassjan, sowjetischer Jazztrompeter (72)

### Genaues Todesdatum unbekannt
- Mitte Januar: Lloyd Michaels, US-amerikanischer Swing- und Jazztrompeter (und Piccolotrompete, Flügelhorn, Sopranflöte) (70)
- Ende August: Tim Green, US-amerikanischer Jazzmusiker (Tenorsaxophon, Sopran-, Bariton- und Basssaxophon) (57)
- Lorenz Allacher, deutscher Musiker (unbekannt)
- Stan Barrett, britischer Perkussionist (84)
- Mark Bell, britischer Musiker (≈43)
- Augie Johnson, US-amerikanischer Funk-Musiker (≈65)
- Selim Lemouchi, niederländischer Sänger und Musiker (≈34)
- Frank Miller, US-amerikanischer Lyriker und Jazzmusiker (≈86)
- Isaiah „Ikey“ Owens, US-amerikanischer Keyboarder (≈38)
- Conrado Silva, uruguayisch-brasilianischer Komponist und Hochschullehrer (≈74)
- Nicolas Skorsky, französischer Komponist und Musikproduzent (≈62)